# 中央大学の人物一覧
中央大学の人物一覧（ちゅうおうだいがくのじんぶついちらん）は、中央大学に関係する人物の一覧記事。

## 創立者
中央大学の前身である英吉利法律学校は18人の青年法律家らにより1885年に創立された。
- 増島六一郎（法律家、英吉利法律学校初代校長）
- 高橋健三（官僚、官報局長、内閣書記官長）
- 菊池武夫（法律家、同大学初代学長）
- 西川鉄次郎（法律家、大審院判事）
- 江木衷（法律家、日本における最初期の弁護士の一人）
- 藤田隆三郎（法律家、名古屋控訴院長、中京法律専門学校初代校長）
- 穂積陳重（法律家、枢密院議長、日本初の法学博士、男爵）
- 元田肇（法律家、衆議院議長、逓信大臣、鉄道大臣）
- 岡山兼吉（法律家、衆議院議員）
- 奥田義人（官僚、衆議院・貴族院議員、法制局長官、文部大臣兼司法大臣、東京市長）
- 岡村輝彦（法律家、大審院判事）
- 山田喜之助（法律家、衆議院議員、司法次官）
- 土方寧（法律家、貴族院議員）

## 歴代校長・総長等
英吉利法律学校校長
- 初 代： 増島六一郎（1885年9月 - 1889年10月）

東京法学院院長
- 第2代： 菊池武夫（1891年4月 - 1903年8月）（中央大学初代学長）

※ 1903年より「専門学校令」による東京法学院大学、次いで1905年より中央大学に改称。
以下は中央大学の沿革を参照。

## 教職員

### 現教職員

#### 法学部
- 秋吉貴雄（法学部教授、公共政策学）
- 礒崎初仁（法学部教授、地方自治論）
- 遠藤研一郎　(法学部教授、法学部長、民法)
- 尾崎久仁子（法学部特任教授、国際法）
- 海部健三（法学部教授、保全生態学）
- 木川裕一郎　(法学部教授、民事手続法)
- 工藤裕子（法学部教授、ガバナンス論）
- 古賀光生（法学部准教授、比較政治学）
- 澁谷雅弘（法学部教授、租税法、元司法試験考査委員）
- 只木誠 (法学部教授、法科大学院教授、刑法、元司法試験考査委員)
- 通山昭治（法学部教授、中国法）
- 中北浩爾（法学部教授、日本政治外交史、現代日本政治論）
- 楢崎みどり（法学部教授、国際法）
- 西亮太（法学部准教授、英文学）
- 野田博（法学部教授、商法）
- 橋本基弘（法学部教授、元法学部長、憲法）
- 原田剛 (法学部教授、民法)
- 宮城大蔵（法学部教授、国際政治史、日本アジア国際関係史）
- 宮丸裕二（法学部教授、英文学、司法試験考査委員）
- 宮本太郎（法学部教授、福祉政治、福祉政策論、北海道大学名誉教授）
- 安井哲章 (法学部教授、刑事訴訟法、刑法)

#### 経済学部
- 河野正男（経済学部教授、横浜国立大学名誉教授、会計学、環境会計）
- 山﨑朗（経済学部教授、産業政策）
- 飯島大邦（経済学部教授、公共経済、労働経済、経済政策、理論経済学）
- 阿部正浩（経済学部教授、労働経済学、経済政策）
- 渡邉浩司（経済学部教授、ヨーロッパ文学、フランス文化論）

#### 商学部
- 菊澤研宗（アカウンティングスクール教授、経営学）
- 中村達也（商学部教授、経済学）
- 三浦俊彦（商学部教授、商学、マーケティング戦略論）
- 吉見義明（商学部教授、歴史学）
- 久保文克（商学部教授、経営史）
- 山口朋泰（商学部教授、会計学）

#### 理工学部
- 今野浩（理工学部教授、元日本知財学会副会長、経営システム工学、理財工学）
- 鹿島茂（理工学部教授、公共政策大学院教授、土木工学）
- 藤田岳彦（理工学部教授、金融工学、保険数理、数学教育、国際数学オリンピック日本代表団団長）
- 新妻実保子（理工学部教授、ロボティクス、ヒューマン・インタフェース、空間知能化）
- 檀一平太（理工学部教授、応用認知脳科学、食認知科学、サイコメトリクス）

#### 文学部
- 大田美和（文学部教授、英語文学、歌人）
- 小林謙一（文学部教授、考古学、縄文）
- 坂田聡（文学部名誉教授、歴史学、日本中世史）
- 白根靖大（文学部教授、歴史学、日本中世史）
- 妹尾達彦（文学部教授、中国史学）
- 縄田雄二（文学部教授、ドイツ文学）
- 山田昌弘（文学部教授、社会学）
- 宇佐美毅（文学部長、文学部教授、日本文学）

- 杉崎泰一郎(文学部教授、西洋中世史)
- 及川淳子（文学部教授、現代中国社会、政治社会思想）
- 若林茂則（文学部教授、応用言語学・形態統語論）
- 鈴木俊幸（文学部教授、日本近世文学）
- 飯塚容（文学部教授、現代中国演劇・小説）
- 松田美佐（文学部教授、コミュニケーション論、メディア論）
- 天田城介（文学部教授、社会学）

#### 総合政策学部
- 阿部泰隆（総合政策学部教授、行政法、政策法学）
- 石弘光（総合政策学部特任教授、 財政学）
- 片倉もとこ（総合政策学部教授、民族学、国際日本文化研究センター名誉教授・元所長）
- 田中努（総合政策学部教授、 公共政策大学院教授、元経企事務次官、環境経済学、日本経済論）
- 林昇一（名誉教授、元理事、経営学）
- 細野助博（総合政策学部教授、公共政策大学院教授、行政学、産業組織論、多摩ニュータウン学会前会長）
- 堀内昭義（総合政策学部教授、 公共政策大学院教授、経済学、金融理論）
- 宮下紘（総合政策学部准教授、憲法、情報法、英米法）
- 目加田説子（総合政策学部教授、公共政策大学院教授、NGO・NPO論、トランスナショナル・シヴィルソサイエティ論）
- 横山彰（総合政策学部教授、経済政策論）
- 服部龍二（総合政策学部教授、日本政治外交史、東アジア国際政治史）

#### 国際経営学部
- 飯田朝子（国際経営学部教授、元中央大学商学部教授、言語学、英語学）

#### 国際情報学部
- 岡嶋裕史（国際情報学部教授、元総合政策学部准教授、元関東学院大学講師、情報セキュリティ）
- 須藤修（国際情報学部教授、東京大学名誉教授、社会情報学）
- 西村篤子（国際情報学部教授、元東北大学大学院教授、元ルクセンブルク駐箚特命全権大使、国際関係論）
- 保坂俊司（国際情報学部教授、元総合政策学部教授、宗教学）
- 松野良一（国際情報学部教授、元総合政策学部教授・学部長、メディア論）

#### 法科大学院
- 内野正幸（法科大学院教授、憲法）
- 大貫裕之（法科大学院教授、中央大学副学長、法科大学院協会理事長、法務省司法試験委員会幹事、行政法）
- 大村雅彦（法科大学院教授、法科大学院協会理事、元法学部教授、民事訴訟法）
- 工藤達朗（法科大学院教授、憲法）
- 井田良（法科大学院教授、刑法）
- 佐伯仁志（法科大学院教授，刑法、司法試験委員会委員長）
- 佐藤鉄男（法科大学院教授、民事訴訟法）
- 野村修也（法科大学院教授、民事法学、中央大学陸上競技部部長、弁護士、「ウェークアップ!MC」、「情報ライブ ミヤネ屋」、「サンデーLIVE!!」出演他）
- 藤原静雄（法科大学院教授、元法科大学院研究科長、元筑波大学法科大学院教授、行政法、情報法）
- 山田省三（法科大学院教授、法学部名誉教授、労働法）

#### 大学院戦略経営研究科（ビジネススクール）
- 大橋勇雄（戦略経営研究科教授、労働経済学）
- 田中洋（戦略経営研究科教授、マーケティング論）
- 真野俊樹（戦略経営研究科教授、医療経済学）
- 遠山亮子（戦略経営研究科教授、国際経営戦略）
- 島貫智行（戦略経営研究科教授、人的資源管理論）

#### その他
- 伊原康隆（21世紀COE教授、元東京大学教授、京大数理研教授、整数論）
- 翁邦雄（中央大学研究開発機構教授、元日銀金融研究所長、金融論）
- 山田正（中央大学研究開発機構教授、河川・水文研究室(山田 研究室)、土木工学・防災工学・水工水理学・流体力学・水文学・気象学）
- 早田幸政（理工学部教授・教育力研究開発機構専任研究員、教育法、高等教育論、大学評価制度）

### 元教職員

#### 法学部
- 渥美東洋（元法学部教授、元総合政策学部教授、刑事訴訟法）
- 新井誠（元法学部教授、中央大学研究開発機構教授、民法、信託法）
- 新井潤美（東京大学大学院人文社会系研究科教授、元上智大学文学部教授、元中央大学法学部教授、英文学、司法試験考査委員）
- 家永三郎(元中央大学法学部教授、元東京教育大学(現筑波大学)
- 伊藤康一郎（法学部教授、犯罪学・刑事政策）
- 猪口孝（元中央大学法学部教授、元中央大学公共政策大学院教授、東京大学名誉教授、政治学、国際関係論）
- 岩田新（元中央大学法学部教授、民法）
- 市川秀雄（元中央大学法学部教授、刑法）
- 今村都南雄（山梨学院大学法学部教授・山梨学院大学大学院社会科学研究科長、中央大学名誉教授、公共政策大学院元教授、行政学）
- 大内和臣（元法学部教授、元西南学院大学教授、国際法）
- 太田正孝（元法学部教授、元大蔵官僚）
- 折田正樹（元法学部教授、元駐英大使・外務省北米局長、政治学）
- 貝塚啓明（元法学部教授、財政学）
- 勝本正晃（元法学部教授、民法）
- 金井貴嗣（法科大学院教授、元法学部教授、経済法）
- 金原左門（元法学部教授、日本近代史）
- 上坪正徳（中央大学名誉教授、元法学部教授、英文学）
- 川原彰（元法学部教授、政治思想史）
- 木内宜彦（法学部教授、商法、手形法・小切手法）
- 草野豹一郎（法学部教授、刑法）
- 小島武司（法学部教授、法科大学院教授、民事訴訟法）
- 眞田芳憲（法学部名誉教授、ローマ法、イスラム法、比較法史）
- 清水睦（法学部教授、憲法、TBSアナウンサー清水大輔の父）
- 齊藤誠二（法学部教授、刑法）
- 里麻静夫（法学部教授、英文学)
- 清古平吉（千葉県支部理事、弁護士、立憲政友会千葉支部幹事）
- 高窪利一（法学部教授、商法）
- 高橋治男（元法学部教授、フランス語）
- 滝田賢治（法学部教授、政治学）
- 冨田俊基（法学部教授、公共政策大学院教授、元野村総研理事、財政学）
- 中西又三（法学部名誉教授、行政法）
- 永井和之（中央大学名誉教授、法学部教授、元中央大学学長、元法学部長、商法）
- 長尾一紘（法学部名誉教授、法科大学院教授、憲法）
- 西村利郎（法学研究科客員教授、弁護士、国際取引法）
- 原田鋼（法学部教授、政治思想史）
- 橋本公亘（法学部教授、憲法、行政法、元内務官僚、日本学士院会員）
- 花井忠（法学部教授、元弁護士・検事総長）
- 廣岡守穂（法学部教授、日本政治思想史）
- 深澤俊（元法学部教授、英文学）
- 藤本哲也（法学部名誉教授、刑事法、犯罪論）
- 古城利明（法学部教授、政治社会学）
- 星野智（中央大学名誉教授、元法学部長、法学部教授、政治学）
- 丸山秀平（法学部名誉教授、商法）
- 三和一博（法学部名誉教授、民法）
- 村上恭一（法学部教授、元枢密院書記官長）
- 目賀田周一郎(法学部教授　国際法学）
- 森松健介（元法学部教授、英文学）
- 守屋善輝（中央大学名誉教授、英米法学者）
- 柳井俊二（法学部教授、法科大学院教授、元外務事務次官、元駐米大使、国際法）
- 山田省三（中央大学名誉教授、元法学部教授、労働法）
- 山野目章夫（法学部教授、民法）
- 山内惟介（中央大学名誉教授、元法学部教授、国際私法、元司法試験考査委員）
- 亘理格（法学部教授、行政法）

#### 経済学部
- 宇沢弘文（経済学部教授、経済学）
- 川口弘（経済学部教授・学長、経済学）
- 佐々木信夫（名誉教授、行政学、日本自治創造学会会長）
- 竹内謙二（経済学部教授、経済学）

#### 商学部
- 青木得三（商学部・経済学部長、財政学）
- 北村敬子（中央大学名誉教授、元商学部教授、国税審議会委員、司法制度改革審議会委員、中央大学副学長、京王電鉄監査役、日野自動車監査役等、会計学）
- 鶴田満彦（中央大学名誉教授、元商学部教授、経済学）
- 花輪俊哉（商学部教授、金融論）

#### 理工学部
- 榎本忠儀（元理工学部教授、IEEE終身フェロー、中央大学名誉教授[1]、電子工学、半導体集積回路）
- 辻井重男（元理工学部教授、IEEE終身フェロー、情報工学、情報セキュリティ、暗号理論）
- 今井秀樹（元理工学部教授、IEEE終身フェロー、暗号理論）
- 二本正昭（元理工学部教授、IEEE終身フェロー、磁気記憶媒体）
- 伊理正夫（元理工学部教授、IEEEフェロー、数理工学）
- 築山修治（元理工学部教授、中央大学名誉教授[1]、アルゴリズム設計）
- 加賀野井秀一（元理工学部教授、中央大学名誉教授、仏文学）
- 高窪統（元理工学部教授、電子デバイス・機器工学）
- 竹内健（元理工学部教授、東京大学教授）

#### 文学部
- 飯田瑞穂（文学部教授、歴史学、日本古代史）
- 石井正敏（文学部教授、歴史学、日本古代史）
- 磯田光一（文学部助教授、英文学）
- 木田元（文学部教授、哲学、現象学）
- 桑木務（文学部教授、西洋哲学、現象学、ハイデッガー論）
- 古賀正義（文学部教授、教育社会学）
- 須田朗（文学部教授、哲学）
- 佐藤進一（文学部教授、歴史学、日本中世史・日本古文書学）
- 佐藤智雄（文学部教授、社会学）
- 佐藤元英（文学部教授、歴史学、日本政治外交史）
- 下田僚（文学部教授、心理学）
- 朱牟田夏雄（文学部教授、英文学）
- 鈴木信太郎（文学部教授、フランス文学）
- 髙木友之助（文学部教授、中国哲学、元中央大学総長）
- 辰野隆（文学部教授、フランス文学）
- 田中於菟弥（文学部教授、インド文学）
- 築島裕（文学部教授、国文学）
- 所雄章（文学部教授、西洋哲学）
- 鳥海靖（文学部教授、歴史学、日本近現代史）
- 中田易直（文学部教授、歴史学、日本近世史）
- 那須宗一（文学部教授、社会学）
- 堀尾輝久（文学部教授、教育学）
- 皆川完一（文学部教授、歴史学、日本古代中世史）
- 峰岸純夫（文学部教授、歴史学、日本中世史）
- 丸山圭三郎（文学部教授、言語哲学）
- 見市雅俊（元図書館長、文学部教授、歴史学、イギリス史）
- 森克己（文学部教授、歴史学、日本古代史・対外交渉史）
- 横湯園子（文学部教授、心理学）
- 吉田健一（文学部教授、英文学）
- 吉田精一（文学部教授、国文学・近代文学）
- 中野好夫（文学部教授、英文学）
- 野崎孝（文学部教授、英米文学、翻訳家）
- 矢島正見（文学部教授、社会学、一般財団法人青少年問題研究会理事長）
- 渡邊博（文学部教授、哲学）
- 松尾正人（文学部教授、歴史学、日本近代史）
- 斉藤孝（文学部教授、情報科学、社会情報学）

#### 総合政策学部
- 渥美東洋（総合政策学部教授、刑事訴訟法）
- 関有一（総合政策学部教授、元総務省行政評価局長、行政学）
- 中沢新一（総合政策学部教授、宗教学）
- 浜田宏一（総合政策研究科特任教授、国際金融論）
- 三宅和助（総合政策学部教授、外交史）

#### 法科大学院
- 椎橋隆幸（法科大学院教授、刑事訴訟法）
- 只木誠 (法学部教授、法科大学院教授、刑法)
- 福原紀彦（元中央大学学長、商法）
- 堀部政男（法科大学院教授、一橋大学名誉教授、情報法、個人情報保護法）
- 横田洋三（法科大学院教授、国際連合大学客員教授、国際法）
- 石川敏行（法科大学院教授、行政法）

## 主な出身者
中央大学では卒業生を学員と呼ぶ。ただし、以下には中退者（断り書きがない場合もある）を含む。

### 政界関係者

#### 主な元閣僚・元主要政党幹部など
- 海部俊樹（第76代・77代内閣総理大臣、元自由民主党総裁、元文部大臣、2011年桐花大綬章叙勲、専門部法科卒）
- 平野博文（第77代内閣官房長官、元衆議院議員（7期）、大阪府第11区選出、立憲民主党代表代行、元文部科学大臣、選挙対策委員長、国対委員長）
- 中村啓次郎（第29代衆議院議長、元衆議院議員（6期）、旧和歌山県1区選出、立憲民政党、弁護士、台湾弁護士会長、北海鉱業社長、東京法学院卒）
- 秋田清（第30代衆議院議長、元厚生大臣、元判事、東京法学院卒）
- 浜田国松（第31代衆議院議長、弁護士、東京法学院卒）
- 樋貝詮三（第37代衆議院議長、国務大臣・賠償庁長官、内閣恩給局長、保険院長官）
- 保利茂（第59代衆議院議長、第8代、第33代・34代内閣官房長官、元労働大臣、元農林水産大臣、元自民党幹事長、旭日桐花大綬章叙勲）
- 花井卓蔵（第14代衆議院副議長、元衆議院議員（7期）、旧広島県郡部区選出、中正会、元貴族院勅選議員、弁護士、英吉利法律学校卒）
- 松浦五兵衛（第20代衆議院副議長、元衆議院議員（10期）、旧静岡県1区選出、立憲政友会、東京法学院卒）
- 椎熊三郎（第39代衆議院副議長、第10代衆議院議院運営委員長、元衆議院議員（9期）、旧北海道1区選出、自民党）
- 土屋義彦（第17代・18代参議院議長、国務大臣・環境庁長官、第54代-56代埼玉県知事、第8代全国知事会会長、旭日桐花大綬章叙勲、従二位叙位、埼玉県春日部市名誉市民）
- 瀬谷英行（第18代参議院副議長、元参議院議員(6期)、埼玉県選挙区選出、日本社会党・国労選出）
- 青木信光（元貴族院子爵議員、元研究会会長、東京法学院卒）
- 松田源治（元拓務大臣、文部大臣）
- 横田千之助（元衆議院議員（5期）、旧栃木県郡部区選出、立憲政友会幹事長、第28代司法大臣（中央大学初の国務大臣就任[2]）、弁護士、東京法学院卒）
- 東武（元衆議院議員（10期）、旧北海道選出、元立憲政友会総務、元北海タイムス社（現・北海道新聞社）社長、東京法学院卒）
- 前田米蔵（元衆議院議員（10期）、旧東京都第5区選出、自由党、元政友会幹事長、元法制局長官、元鉄道大臣、元商工大臣、元運輸通信大臣、弁護士、東京法学院卒）
- 砂田重政（元衆議院議員（10期）、旧愛媛県第2区選出、日本民主党、元政友会幹事長、第4代防衛庁長官、第2代自由民主党総務会長、弁護士、東京法学院卒）
- 原脩次郎（元衆議院議員（6期）、旧茨城県3区選出、立憲民政党、元拓務大臣、元鉄道大臣、東京法学院中退）
- 永山忠則（元衆議院議員（11期）、旧広島県第3区選出、自民党、 第11代自治大臣、第20代国家公安委員会委員長、元庄原市長、中央大学法学部予科卒、広島県庄原市名誉市民）
- 小宮山重四郎（元衆議院議員（11期）、旧埼玉県第2区選出、自民党、 第37代郵政大臣、中央大学予科卒）
- 木部佳昭（元衆議院議員（10期）、旧静岡県第7区選出、自民党、第48代建設大臣、第55代北海道開発庁長官、第24代沖縄開発庁長官、第35代自由民主党総務会長、専門部法学科）
- 林百郎（元衆議院議員（8期）、長野県第3区選出、日本共産党、元日本共産党幹部会委員、弁護士、専門部法科）
- 岩垂寿喜男（元衆議院議員（8期）、旧神奈川2区選出、日本社会党、第33代環境庁長官、専門部法学科卒）
- 佐竹晴記（元衆議院議員（7期）、旧高知県全県区選出、元社会革新党書記長、弁護士）
- 菊地養之輔（元衆議院議員（6期）、旧宮城県第1区選出、元日本社会党顧問、弁護士、元日弁連副会長、宮城県仙台市名誉市民）
- 飛鳥田一雄（元衆議院議員（6期）、東京都第1区選出、元日本社会党委員長、元横浜市長（公選第18-21代））
- 稲葉修（元衆議院議員（13期）、旧新潟県第2区選出、自民党、 第34代法務大臣、第94代文部大臣、元中央大学法学部教授、法学博士）
- 保岡興治（元衆議院議員（13期）、旧鹿児島県第1区選出、自民党、第69・80代法務大臣、裁判官弾劾裁判所裁判長、元裁判官、弁護士）
- 二階俊博（元衆議院議員（13期）、和歌山県第3区選出、元自民党幹事長、元経済産業大臣、元運輸大臣、元北海道開発庁長官、元自由民主党総務会長・国対委員長、二階派会長）
- 瓦力（元衆議院議員（12期）、比例北陸信越ブロック選出、自民党、裁判官弾劾裁判所裁判長、元建設大臣、元防衛庁長官）
- 高村正彦（元衆議院議員（12期）、旧山口県第1区選出、元自民党副総裁、第122・135代外務大臣、第3代防衛大臣、第70代法務大臣、第50代経済企画庁長官、元高村派会長、弁護士）
- 中山正暉（元衆議院議員（11期）、大阪府第4区選出、自民党、 第48代郵政大臣、第67・68代建設大臣、第17代総務庁長官、第34・35代国土庁長官、元中央大学学員会会長、勲一等旭日大綬章）
- 塚本三郎（元衆議院議員（10期）、旧愛知6区選出、元民社党委員長、書記長）
- 松永光（元衆議院議員（10期）、埼玉県第1区選出、自民党、元法務大臣）
- 佐藤守良（元衆議院議員（9期）、旧広島県第3区選出、新生党、第8代農林水産大臣、第20代国土庁長官、第60代北海道開発庁長官、第29代沖縄開発庁長官）
- 内海英男（元衆議院議員（9期）、旧宮城県第2区選出、自民党、第46代建設大臣、第17代国土庁長官、元中央大学理事長）
- 愛野興一郎（元衆議院議員（9期）、比例九州ブロック選出、自民党、第40代経済企画庁長官、祐徳自動車3代目社長・初代会長）
- 関谷勝嗣（元参議院議員(参2期・衆8期)、愛媛県選挙区選出、自民党、元郵政大臣、元建設大臣、元国土庁長官）
- 野呂田芳成（元衆議院議員（衆8期・参1期）、秋田県第2区選出、自民党、元農林水産大臣、元防衛庁長官、元衆議院予算委員長、元建設省課長）
- 日野市朗（元衆議院議員（8期）、比例東北ブロック選出、民主党、第61代郵政大臣、弁護士）
- 山花貞夫（元衆議院議員（8期）、比例東京ブロック選出、元政治改革担当大臣、元日本社会党委員長、書記長、弁護士）
- 臼井日出男（元衆議院議員（8期）、千葉県第1区選出、自民党、元防衛庁長官、元法務大臣、元自由民主党政治倫理審査会会長）
- 望月義夫（元衆議院議員（8期）、静岡県第4区選出、自民党、元環境大臣・内閣府特命担当大臣（原子力防災担当））
- 戸井田三郎（元衆議院議員（7期）、旧兵庫県第4区選出、自民党、第70代厚生大臣）
- 松本龍（元衆議院議員（7期）、福岡県第1区選出、民主党、元環境大臣、内閣府特命担当大臣（防災担当）、復興対策担当大臣（初代））
- 本多市郎（元参議院議員(参1期・衆6期)、旧全国区選出、日本自由党、元行政管理庁長官、元自治庁長官）
- 渡辺喜美（元参議院議員（参1期・衆6期）、栃木県第3区選出、元みんなの党代表、元規制改革担当大臣、元金融担当大臣）
- 渡辺省一（元衆議院議員（6期）、旧北海道第4区選出、自民党、第49代科学技術庁長官・総理府原子力委員会委員長）
- 中島衛（元衆議院議員（6期）、旧長野県第3区選出、新生党、第48代科学技術庁長官・総理府原子力委員会委員長）
- 遠藤武彦（元衆議院議員（6期）、山形県第2区選出、自民党、元農林水産大臣）
- 加藤武徳（元参議院議員（5期）、岡山県選挙区選出、自民党、第26代自治大臣、第35代国家公安委員会委員長、第40代北海道開発庁長官、第6・7代岡山県知事、勲一等旭日大綬章、弁護士）
- 矢田部理（元参議院議員（4期）、茨城県選挙区選出、日本社会党、元新社会党委員長、弁護士）
- 岩永峯一（元衆議院議員（4期）、滋賀県第3区選出、自民党、元農林水産大臣、元滋賀県議会議長）
- 千葉景子（元参議院議員（4期）、神奈川県選挙区選出、民主党、元法務大臣、「検察の在り方検討会議」座長、弁護士）
- 高木正明（元参議院議員（3期）、北海道選挙区選出、自民党、第63代北海道開発庁長官、第32代沖縄開発庁長官）
- 続訓弘（元参議院議員（2期）、参議院比例区選出、公明党、元総務庁長官、元公明党副委員長）

#### 他の元政治家
- 牧野康熙（元貴族院子爵議員、研究会、小諸藩牧野家13代当主、子爵、専門部商科卒）
- 三浦矢一（元貴族院子爵議員、研究会）
- 木下謙次郎（元貴族院勅選議員、元衆議院議員、関東長官）
- 野村嘉六（元貴族院勅選議員、元衆議院議員（10期）、旧富山県1区選出、立憲民政党、元富山県富山市長、弁護士、富山弁護士会長、東京法学院卒）
- 若尾璋八（元貴族院勅選議員、元衆議院議員（3期）、旧山梨選挙区選出、立憲政友会、東京法学院卒）
- 有賀光豊（元貴族院勅選議員、朝鮮殖産銀行頭取、日本高周波重工業社長、農林省食糧管理局顧問、東京法学院卒）
- 富安保太郎（元貴族院議員（多額納税者議員）、元衆議院議員（4期）、旧福岡県15区選出、立憲政友会、福岡日日新聞社元社長、東京法学院卒）
- 田中清文（元貴族院議員（多額納税者議員）（1期）、元衆議院議員（1期）、旧富山県郡部区選出、元富山県東礪波郡福野町長、北日本新聞初代社長）
- 上松泰造（元貴族院議員（多額納税者議員）、濃飛農工銀行・岐阜貯蓄銀行・第十六銀行取締役、鏡島銀行頭取、東京法学院卒）
- 小林八右衛門（元貴族院議員（多額納税者議員）、小林銀行頭取、東京法学院卒）
- 吉村友之進（元貴族院議員（多額納税者議員）、交友倶楽部、東京法学院卒）
- 武藤金吉（元衆議院議員（8期）、旧群馬県1区選出、立憲政友会、英吉利法律学校卒）
- 柵瀬軍之佐（元衆議院議員（6期）、旧岩手県郡部区選出、憲政本党、英吉利法律学校卒）
- 成田栄信（元衆議院議員（5期）、旧愛媛県2区選出、 政友本党、元海南新聞社社長、英吉利法律学校卒）
- 森肇（元衆議院議員（3期）、旧愛媛県松山選挙区選出、立憲政友会、ジャーナリスト、弁護士、英吉利法律学校卒）
- 阪本弥一郎（元衆議院議員（3期）、旧和歌山県全県選出、中央倶楽部、弁護士・弁理士、英吉利法律学校卒）
- 渡辺昭（元衆議院議員（3期）、旧京都府2区選出、立憲国民党、英吉利法律学校卒）
- 斎藤二郎（元衆議院議員（2期）、旧宮城県郡部区選出、立憲政友会、弁護士、英吉利法律学校卒）
- 佐野春五（元衆議院議員（1期）、旧兵庫県郡部区選出、憲政本党、弁護士、神戸弁護士会長、英吉利法律学校卒）
- 北島伝四郎（元衆議院議員（1期）、旧秋田県1区選出、進歩党、横浜地方裁判所判事、弁護士、英吉利法律学校卒）
- 渡辺勘十郎（元衆議院議員（1期）、旧東京府東京選挙区選出、立憲政友会、英吉利法律学校卒）
- 川島亀夫（元衆議院議員（1期）、立憲政友会、弁護士、英吉利法律学校英語法科卒）
- 二神駿吉（元衆議院議員（1期）、旧愛媛県3区選出、立憲政友会、英吉利法律学校卒）
- 大久保雅彦（元衆議院議員（1期）、旧愛媛県郡部区選出、立憲政友会 、弁護士、英吉利法律学校卒）
- 石塚譲（元衆議院議員（1期）、旧新潟県4区選出、立憲民政党、弁護士、英吉利法律学校卒）
- 田辺熊一（元衆議院議員（9期）、旧新潟県1区選出、立憲政友会、元新潟県西蒲原郡巻町長、東京法学院卒）
- 飯塚春太郎（元衆議院議員（7期）、旧群馬県1区選出、立憲民政党、衆議院南洋視察団長、衆議院全院委員長、東京法学院卒）
- 平川松太郎（元衆議院議員（7期）、旧神奈川県3区選出、翼賛政治体制協議会推薦、弁護士、東京法学院卒）
- 牧野賤男（元衆議院議員（6期）、旧東京府5区選出、翼賛政治体制協議会推薦、弁護士、東京弁護士会副会長、東京法学院高等研究科卒）
- 西方利馬（元衆議院議員（6期）、旧山形県1区選出、 立憲政友会、元中山葡萄・山形新聞社長）
- 作田高太郎（元衆議院議員（6期）、旧広島県3区選出、翼賛政治体制協議会推薦、弁護士）
- 加瀬禧逸（元衆議院議員（5期）、旧千葉県全県選挙区選出、中正会、弁護士、東京弁護士会副会長、東京法学院卒）
- 沼田宇源太（元衆議院議員（4期）、旧秋田県郡部区選出、憲政本党、弁護士、東京法学院卒）
- 指田義雄（元衆議院議員（4期）、旧埼玉県5区選出、立憲政友会、東京法学院卒、弁護士、東京米穀取引所理事長）
- 高柳覚太郎（元衆議院議員（4期）、旧静岡県郡部区選出、立憲国民党、元静岡県浜松市長、弁護士、東京法学院卒）
- 大島寅吉（元衆議院議員（4期）、旧北海道3区選出、立憲民政党、元北海道議会議員（1期）、元函館市議会議員（1期）、東京法学院卒）
- 松木弘（元衆議院議員（4期）、旧新潟県1区選出、民主自由党、弁護士、新潟県弁護士会長、東京法学院卒）
- 安東敏之（元衆議院議員（3期）、岡山県郡部区選出、立憲同志会、弁護士、東京法学院卒）
- 藤井啓一（元衆議院議員（3期）、旧山口県1区選出、立憲民政党、弁護士、山口県弁護士会長、東京法学院卒）
- 樋口典常（元衆議院議員（3期）、旧福岡県3区選出、立憲政友会、台湾農林株式会社元社長、東京法学院卒）
- 木村作次郎（元衆議院議員（3期）、旧岐阜県2区選出、立憲政友会、ジャーナリスト、東京法学院卒）
- 楠目玄（元衆議院議員（2期）、旧高知県郡部区選出、自由党、高知県香美郡大楠植村長、東京法学院卒）
- 関口安太郎（元衆議院議員（2期）、旧群馬県前橋選挙区選出、猶興会、東京法学院卒）
- 岡田泰蔵（元衆議院議員（2期）、旧京都府郡部区選出、立憲政友会、弁護士、神戸弁護士会副会長、神戸市助役、東京法学院卒）
- 金田平兵衛（元衆議院議員（2期）、旧広島県10区選出、憲政会、元広島県御調郡宇津戸村長（現・世羅郡世羅町）、東京法学院卒）
- 高野金重（元衆議院議員（2期）、旧愛媛県松山選挙区選出、中正会、弁護士、東京法学院卒）
- 戸叶薫雄（元衆議院議員（2期）、旧栃木県郡部区選出、憲政会、元下野新聞社長、東京法学院卒）
- 岡田栄（元衆議院議員（2期）、旧高知県郡部区選出、立憲政友会、弁護士、東京法学院卒）
- 小野廉（元衆議院議員（2期）、旧大分県1区選出、立憲政友会、元大分県大分市長・別府市長、弁護士、大分弁護士会長、東京法学院卒）
- 大垣兵次（元衆議院議員（1期）、旧石川県1区選出、中央交渉会、元石川県議会議員、東京法学院卒）
- 伊藤義平（元衆議院議員（1期）、愛知県郡部区選出、憲政会、東京法学院卒）
- 北口博（元衆議院議員（1期）、旧秋田県1区選出、進歩党、横浜地方裁判所判事、弘前区裁判所判事兼青森地方裁判所判事）
- 田中秀治郎（元衆議院議員（1期）、旧福岡県郡部区選出、憲政本党、九州鉄道監査役、東京法学院卒）
- 井上八重吉（元衆議院議員（1期）、神奈川県郡部区選出、立憲政友会、横浜地方裁判所判事、弁護士、東京法学院卒）
- 太田直次（元衆議院議員（1期）、旧茨城県郡部区選出、無所属、元東京府会議員・神田区会議員・東京市会議員、東京法学院卒）
- 中山佐市（元衆議院議員（1期）、旧千葉県1区選出、立憲政友会、東京法学院卒）
- 中野悌治（元衆議院議員（1期）、旧山形県郡部区選出、立憲同志会、弁護士、東京法学院卒）
- 山科慎次郎（元衆議院議員（1期）、旧広島県3区選出、無所属、弁護士、東京法学院卒）
- 鳥居鍗次郎（元衆議院議員（1期）、旧新潟県郡部区選出、大阪地方裁判所検事、弁護士、新潟市弁護士会長、東京法学院卒）
- 大岩勇夫（元衆議院議員（1期）、旧愛知県郡部区選出、立憲同志会、元名古屋市長、名古屋弁護士会長、東京法学院卒）
- 田中左司馬（元衆議院議員（1期）、旧埼玉県全県選出、立憲国民党、弁護士、東京法学院卒）
- 卜部喜太郎（元衆議院議員（1期）、旧埼玉県全県選出、猶興会、東京弁護士会会長）
- 久木田叶（元衆議院議員（1期）、旧鹿児島県3区選出、立憲政友会、鹿児島県枕崎市名誉市民、東京法学院卒）
- 村田不二三（元衆議院議員（1期）、旧北海道1区選出、無所属、札幌観江バス（現・北海道中央バス）代表取締役、弁護士、札幌弁護士会長、東京法学院卒）
- 羽田彦四郎（元衆議院議員（1期）、旧大分県3区選出、憲政会、弁護士、元中央鉄道（武州鉄道）社長、東京法学院卒）
- 福田辰五郎（元衆議院議員（1期）、旧埼玉県全県選出、立憲政友会、横浜地方裁判所上席検事、弁護士、東京法学院卒）
- 高島七郎右衛門（元衆議院議員（1期）、旧福井県4区選出、立憲政友会、福井県多額納税者、福井新聞発起人（取締役）、東京法学院卒）
- 稲村辰次郎（元衆議院議員（1期）、千葉県郡部区選出、立憲政友会、東京法学院卒）
- 鎌田三郎兵衛（元衆議院議員（1期）、旧兵庫13区選出、無所属、大屋銀行頭取、五十五銀行・西谷銀行取締役、東京法学院卒）
- 秋本豊之進（元衆議院議員（1期）、朝鮮京南鉄道株式会社副社長、朝鮮中央鉱業株式会社代表取締役、東京法学院卒）
- 西村伊亮（元衆議院議員（1期）、旧滋賀県5区選出、 立憲政友会、東京法学院卒）
- 大石五郎（元衆議院議員（1期）、旧山形県郡部区選出、立憲政友会、ジャーナリスト、東京法学院卒）
- 大島実太郎（元衆議院議員（1期）、旧京都府6区選出、立憲政友会、弁護士、東京法学院卒）
- 森川源吾（元衆議院議員（1期）、旧滋賀県郡部区選出、立憲政友会、弁護士、大津弁護士会長、東京法学院卒）
- 奥村三樹之助（元衆議院議員（1期）、旧愛知県郡部区選出、立憲政友会 、東京法学院卒）
- 阪上貞信（元衆議院議員（1期）、旧山口県3区選出、立憲政友会、東京法学院卒）
- 梅村大（元衆議院議員（1期）、旧青森県1区選出、立憲政友会、弁護士、東京法学院卒）
- 木下十四三（元衆議院議員（1期）、旧佐賀県3区選出、立憲政友会、元佐賀県三養基郡北茂安村長、東京法学院卒）
- 中川原貞機（元衆議院議員（1期）、旧青森県1区選出、立憲政友会、青森県三戸郡浅田村長（現・五戸町）、東京法学院卒）
- 山辺常重（元衆議院議員（1期）、旧長野県6区選出、 憲政会）
- 佐野正雄（元衆議院議員（1期）、旧島根県1区選出、立憲政友会、弁護士、東京法学院卒）
- 榎本次郎右衛門 (15代)（元衆議院議員（1期）、旧千葉県全県選出、憲政会、東京法学院卒）
- 白石正明（元衆議院議員（1期）、旧福島県2区選出、自由党、東京法学院卒）
- 上野勘助（元衆議院議員（1期）、旧和歌山県2区選出、自由党、元北海道議会議員、東京法学院卒）
- 大堀孝（元衆議院議員（1期）、旧和歌山全県選出、立憲国民党、元和歌山市会副議長、東京法学院卒）
- 長塚忠策（元衆議院議員（1期）、旧茨城県1区選出、立憲民政党、弁護士、東京法学院卒）
- 小山寛蔵（元衆議院議員（1期）、旧広島県3区選出、立憲政友会、元庄原町(現・庄原市)長、東京法学院卒）
- 中田騄郎（元衆議院議員（1期）、旧静岡県1区選出、国民同志会、弁護士、静岡市議会議長、静岡県弁護士会長、東京法学院卒）
- 尾崎重美（元衆議院議員（1期）、旧高知県2区選出、立憲民政党、弁護士）
- 鈴木五六（元衆議院議員（1期）、旧愛知県5区選出、立憲政友会、弁護士、東京法学院卒）
- 浜野徹太郎（元衆議院議員（6期）、旧兵庫1区選出、改進党、元衆議院戦時刑事特別法改正法律案委員会委員長、弁護士・神戸弁護士会長、専門部法律科卒）
- 手代木隆吉（元衆議院議員（6期）、旧北海道4区選出、日本進歩党、元司法政務次官、弁護士・弁理士）
- 小野重行（元衆議院議員（4期）、旧神奈川県3区選出、憲政会、元神奈川県町田村長）
- 最上政三（元衆議院議員（4期）、旧群馬県2区選出、立憲民政党、ジャーナリスト、専門部卒）
- 米田吉盛（元衆議院議員（4期）、旧神奈川県1区選出、自民党、神奈川大学創立者・神奈川大学名誉理事長、専門部法律科卒）
- 高木松吉（元衆議院議員（4期）、旧福島県3区選出、 日本民主党、弁護士）
- 愛野時一郎（元衆議院議員（4期）、旧佐賀2区選出、立憲民政党、佐賀県藤津郡鹿島村（現・鹿島市）長、祐徳自動車創業者）
- 崎山武夫（元衆議院議員（3期）、旧鹿児島県2区選出、立憲民政党）
- 石原登（元衆議院議員（3期）、旧鹿児島県2区選出、民主自由党）
- 青木雷三郎（元衆議院議員（3期）、旧兵庫3区選出、立憲政友会、第5代明石市長、弁護士・神戸弁護士会長）
- 南雲正朔（元衆議院議員（3期）、旧北海道5区選出、 翼賛政治体制協議会推薦）
- 尾関義一（元衆議院議員（3期）、旧栃木県1区選出、自民党、弁護士）
- 池田清秋（元衆議院議員（2期）、旧千葉県3区選出、立憲民政党、弁護士、中央大学高等研究科修了）
- 東幸治（元衆議院議員（2期）、旧鹿児島県2区選出、政友本党、ジャーナリスト）
- 寺本斎（元衆議院議員（2期）、旧熊本県1区選出、自由党、専門部法律科卒）
- 酒井俊雄（元衆議院議員（2期）、旧愛知県第4区選出、国民協同党、弁護士、税務代理士（現税理士）、専門部法律科卒）
- 福田重清（元衆議院議員（1期）、旧茨城県2区選出、翼賛政治体制協議会推薦、初代日立市長（1期）、元日本鉱業日立鉱業所長、専門部法律科卒）
- 柳田宗一郎（元衆議院議員（1期）、旧東京府3区選出、立憲民政党、仙台地方裁判所・秋田地方裁判所・青森地方裁判所検事）
- 原玉重（元衆議院議員（1期）、旧東京府東京1区選出、翼賛政治体制協議会推薦、弁護士、専門部法律学科卒）
- 田村虎一（元衆議院議員（1期）、旧山口県2区選出、日本自由党、元山口県玖珂郡川下村長、弁護士、岩国弁護士会長、専門部法律科卒）
- 大神善吉（元衆議院議員（1期）、旧福岡県1区選出、社会革新党、元福岡県筑紫郡春日村長）
- 小玉治行（元衆議院議員（1期）、旧大分県1区選出、民主自由党、大審院判事、弁護士）
- 大貫大八（元衆議院議員（1期）、旧栃木県1区選出、民主社会党、弁護士、日本弁護士連合会副会長、専門部法科卒）
- 佐藤通吉（元衆議院議員（1期）、旧鹿児島3区選出、民主党、弁護士、鹿児島弁護士会長、専門部法律科卒）
- 江口繁（元衆議院議員（1期）、旧福岡県1区選出、翼賛政治体制協議会推薦、弁護士、福岡県弁護士会長）
- 原国（元衆議院議員（1期）、旧鹿児島県全県区選出、諸派、歯科医師、専門部法律科卒）
- 後藤義隆（元参議院議員（参3期・衆1期）、旧大分県選挙区選出、自民党、大豊殖産無尽（現・豊和銀行）社長、弁護士、専門部卒）
- 青山正一（元参議院議員（2期）、旧全国区選出、自由党、日ソ漁業対策協議会副会長）
- 小川泰（元衆議院議員（1期）、旧神奈川県2区選出、民社党、元全日本労働総同盟政治福祉局長、専門部経済学科卒）
- 広瀬与兵衛（元参議院議員（1期）、旧全国区選出、無所属）
- 永井純一郎（元参議院議員（1期）、旧和歌山県選挙区選出、元農林省官僚）
- 遠山丙市（元参議院議員（1期）、旧東京都地方区選出、日本自由党、弁護士）
- 矢野酉雄（元参議院議員（1期）、旧全国区選出、無所属）
- 島村一郎（元衆議院議員（12期）、旧東京都10区選出、自民党、中退）
- 小林進（元衆議院議員（11期）、旧新潟3区選出、日本社会党）
- 大原亨（元衆議院議員（11期）、旧広島県第1区選出、日本社会党）
- 藤田義光（元衆議院議員（9期）、熊本県第1区選出、自民党）
- 広瀬秀吉（元衆議院議員（9期）、旧栃木県1区選出、日本社会党）
- 中川俊思（元衆議院議員（8期）、旧広島県2区選出、自民党、法学部中退）
- 田中武夫（元衆議院議員（7期）、旧兵庫県3区選出、日本社会党）
- 佐野憲治（元衆議院議員（7期）、旧富山県2区選出、日本社会党）
- 坂本剛二（元衆議院議員（7期）、福島県第5区選出、自民党、元経済産業副大臣）
- 今津寛（元衆議院議員（7期）、北海道第6区、自民党、元防衛庁副長官）
- 二田孝治（元衆議院議員（7期）、比例東北ブロック選出、元自由民主党広報本部長）
- 秋葉賢也（元衆議院議員（7期）、比例東北ブロック選出、内閣総理大臣補佐官、元厚生労働副大臣、元復興副大臣）
- 森三樹二（元衆議院議員（6期）、旧北海道5区選出、日本社会党、弁護士）
- 川島金次（元衆議院議員（6期）、旧埼玉県全県選出、日本社会党、大宮市名誉市民（さいたま市名誉市民）
- 坂本泰良（元衆議院議員（6期）、旧熊本県1区選出、日本社会党、中央大学名誉教授、弁護士）
- 山中日露史（元衆議院議員（6期）、旧北海道4区選出、日本社会党、弁護士、北海道室蘭市名誉市民）
- 上林与市郎（元衆議院議員（6期）、旧山形県2区選出、日本社会党、羽黒町名誉町民（現・山形県鶴岡市名誉市民）
- 浜野剛（元衆議院議員（6期）、旧東京9区選出、自民党）
- 高橋辰夫（元衆議院議員（5期）、北海道第4区選出、自民党）
- 堀込征雄（元衆議院議員（5期）、比例北陸信越ブロック選出、民主党）
- 稲葉大和（元衆議院議員（5期）、新潟県第3区選出、自民党、元文部科学副大臣）
- 河上覃雄（元衆議院議員（5期）、比例南関東ブロック選出、公明党）
- 牧野寛索（元衆議院議員（4期）、旧山形県1区選出、自民党、弁護士）
- 久保等（元衆議院議員（衆4期・参3期）、旧香川県2区選出、日本社会党）
- 安田修三（元衆議院議員（4期）、旧富山県1区選出、日本社会党）
- 山崎武三郎（元衆議院議員（4期）、旧鹿児島県1区選出、自民党、弁護士）
- 松山義雄（元衆議院議員（4期）、埼玉県第2区選出、自民党、元埼玉県副知事、弁護士）
- 北口博（元衆議院議員（4期）、旧熊本県1区選出、自民党）
- 武山百合子（元衆議院議員（4期）、比例北関東ブロック選出、民主党）
- 河合正智（元衆議院議員（4期）、比例東海ブロック選出、公明党）
- 金田英行（元衆議院議員（4期）、比例北海道ブロック選出、自民党、元農水副大臣、元官僚）
- 小島敏男（元衆議院議員（4期）、埼玉県第12区選出、自民党、元文部科学副大臣）
- 牧野聖修（元衆議院議員（4期）、静岡県第1区選出、民主党、元経済産業副大臣）
- 田島一成（元衆議院議員（4期）、滋賀県第2区選出、民主党、元環境副大臣）
- 門山宏哲（元衆議院議員（4期）、比例南関東ブロック選出、法務副大臣）
- 武井俊輔（元衆議院議員（4期）、比例九州ブロック選出、元外務副大臣）
- 八木哲也（元衆議院議員（4期）、愛知県第11区選出、環境副大臣）
- 松岡松平（元衆議院議員（3期）、旧富山県1区選出、無所属、弁護士）
- 田嶋好文（元衆議院議員（3期）、旧愛知県1区選出、自由党、弁護士）
- 栗田英男（元衆議院議員（3期）、旧栃木県2区選出、改進党、総会屋、中退）
- 川田正則（元衆議院議員（3期）、旧北海道2区選出、自民党）
- 前川旦（元衆議院議員（衆3期・参2期）、旧香川県第1区選出、日本社会党）
- 矢山有作（元衆議院議員（衆3期・参2期）、岡山県第1区選出、社会党）
- 長野祐也（元衆議院議員（3期）、鹿児島県第1区選出、自民党）
- 星野行男（元衆議院議員（3期）、旧新潟県5区選出、自民党、元法務副大臣、元新潟県小千谷市長（4期）、弁護士）
- 福永信彦（元衆議院議員（3期）、埼玉県第5区選出、自民党）
- 砂田圭佑（元衆議院議員（3期）、兵庫県第1区選出、自民党）
- 細田義安（元衆議院議員(2期)、東京都第7区選出、自民党、弁護士）
- 榎本和平（元衆議院議員（2期）、旧山形県第1区選出、自民党、元山形県議会議員（4期））
- 狩野勝（元衆議院議員（2期）、旧千葉県4区選出、自民党、第40代千葉県議会議長）
- 坂本恭一（元衆議院議員（2期）、熊本県第1区選出、日本社会党、弁護士）
- 石井紘基（元衆議院議員（2期）、比例東京ブロック選出、民主党）
- 渡辺貢（元衆議院議員（2期）、旧埼玉県1区選出、日本共産党）
- 小林千代美（元衆議院議員（2期）、北海道第5区選出、民主党）
- 橋本文彦（元衆議院議員（2期）、旧神奈川県3区選出、公明党、弁護士）
- 簑輪幸代（元衆議院議員（2期）、旧岐阜県1区選出、日本共産党、弁護士）
- 山内功（元衆議院議員（2期）、比例中国ブロック選出、民主党、弁護士）
- 日森文尋（元衆議院議員（2期）、比例北関東ブロック選出、元社会民主党国会対策委員長）
- 横山北斗（元衆議院議員（2期）、青森県第1区選出、民主党、元弘前学院大学大学院教授）
- 若泉征三（元衆議院議員（2期）、比例北陸信越ブロック選出、民主党、元財務大臣政務官、元復興大臣政務官、元今立町長）
- 岡崎万寿秀（元衆議院議員（2期）、東京都第2区選出[3]、日本共産党、元前衛編集長）
- 宮崎岳志（元衆議院議員（2期）、比例北関東ブロック選出、民主党）
- 木村次郎（元衆議院議員（2期）、青森県第3区選出、元国土交通大臣政務官、元防衛大臣政務官兼内閣府大臣政務官）
- 川合彰武（元衆議院議員（1期）、旧静岡県3区選出、日本社会党、協同産業取締役社長）
- 柳沢義男（元衆議院議員（1期）、旧千葉県1区選出、民主自由党、弁護士、中央大学名誉教授）
- 谷口武雄（元衆議院議員（1期）、旧茨城県3区選出、国民協同党）
- 尾形智矩（元衆議院議員（1期）、福岡県第4区選出、自民党、元福岡県苅田町長、苅田町議会議員）
- 別川悠紀夫（元衆議院議員（1期）、旧石川県1区選出、自民党）
- 藤原哲太郎（元衆議院議員（1期）、旧東京都4区選出、民社党）
- 宇田川芳雄（元衆議院議員（1期）、旧東京都第16区選出、無所属の会、元東京都議会議員（6期））
- 増本一彦（元衆議院議員（1期）、旧神奈川県3区選出、日本共産党、弁護士）
- 深田肇（元衆議院議員（衆1期・参1期）、比例北関東ブロック選出、社民党）
- 柴野たいぞう（元衆議院議員（1期）、東京都第1区選出、新生党）
- 鈴木正孝（元衆議院議員（1期）、静岡県選挙区選出、新進党、元防衛医科大学校副校長）
- 北村哲男（元衆議院議員（衆1期・参1期）、比例南関東ブロック選出、民主党、弁護士）
- 高石幸三郎（元衆議院議員（1期）、旧埼玉県1区選出、自民党、元埼玉県川口市長（第4代・第7代））
- 近江屋信広（元衆議院議員（1期）、比例南関東ブロック選出、元自由民主党副幹事長）
- 永山文雄（元衆議院議員（1期）、比例北陸信越ブロック選出、自民党）
- 大谷忠雄（元衆議院議員（1期）、旧愛知6区選出、新生党）
- 杉田元司（元衆議院議員（1期）、比例東海ブロック選出、自民党）
- 飯島夕雁（元衆議院議員（1期）、比例北海道ブロック選出、自民党）
- 斉藤進（元衆議院議員（1期）、静岡県第8区選出、民主党）
- 橘秀徳（元衆議院議員（1期）、神奈川県第13区選出、民主党）
- 高松和夫（元衆議院議員（1期）、比例東北ブロック選出、民主党）
- 桑原功（元衆議院議員（1期）、比例北関東ブロック選出、民主党）
- 西野弘一（元衆議院議員（1期）、大阪府第13区選出、日本維新の会）
- 池内沙織（元衆議院議員（1期）、比例東京ブロック選出、日本共産党）
- 上村進（元衆議院議員（1期）、旧新潟1区選出、日本共産党、弁護士）
- 高木錬太郎（元衆議院議員（1期）、比例北関東ブロック選出、立憲民主党）
- 塚田一郎（元衆議院議員（衆1期・参2期）、比例北陸信越ブロック選出、元内閣府副大臣、元国土交通副大臣、元復興副大臣）
- 村沢牧（元参議院議員（4期）、旧長野県選挙区選出、日本社会党）
- 小平芳平（元参議院議員（4期）、旧全国区選出、公明党）
- 松尾官平（元参議院議員（4期）、青森県選挙区選出、自民党）
- 三木忠雄（元参議院議員（4期）、東京都選挙区選出、元公明党副委員長）
- 吉川春子（元参議院議員（4期）、比例代表選出、日本共産党）
- 板垣正（元参議院議員（3期）、参議院比例区選出、自民党、遺族会事務局長）
- 真島一男（元参議院議員（3期）、元新潟県選挙区、自民党、建設省官僚・建設省都市局長、建設省大臣官房総務審議官）
- 山崎力（元参議院議員（3期）、青森県選挙区選出、自民党、元総務副大臣）
- 岩永浩美（元参議院議員（3期）、佐賀県選挙区選出、自民党、元農林水産副大臣）中退
- 愛知治郎（元参議院議員（3期）、宮城県選挙区選出、自民党、元財務副大臣、元復興副大臣）
- 名尾良孝（元参議院議員（2期）、埼玉県選挙区選出、自民党、元埼玉県議会議長、弁護士）
- 森田重郎（元参議院議員（2期）、旧埼玉県選挙区選出、新自由クラブ）
- 山田俊昭（元参議院議員（2期）、旧比例区選出、第二院クラブ、弁護士）
- 加藤紀文（元参議院議員（2期）、岡山県選挙区選出、自民党、元総務副大臣）
- 猪熊重二（元参議院議員（2期）、旧比例区選出、公明党、弁護士）
- 弘友和夫（元参議院議員（参2期・衆1期）、比例九州ブロック選出、公明党、元環境副大臣）
- 伊藤五郎（元参議院議員（参2期・衆3期）、旧山形県選挙区選出、自民党、弁護士）
- 山下八洲夫（元参議院議員（参2期・衆4期）、岐阜県選挙区選出、民主党、中退）
- 三木亨（元参議院議員（2期）、参議院比例区選出、自民党、元財務大臣政務官）
- 木村義雄（元参議院議員（参1期・衆7期）、参議院比例区選出、自民党、元厚生労働副大臣）
- 大川清幸（元参議院議員（1期）、旧全国区選出、公明党、元東京都議会議員（5期）、元墨田区議会議員（1期））
- 千葉国男（元参議院議員（参1期・衆1期）、旧比例区選出、公明党）
- 工藤堅太郎（元参議院議員(参1期・衆2期)、比例代表選出、民主党）
- 古川太三郎（元参議院議員（1期）、福井県選挙区選出、連合の会、弁護士）
- 磯村修（元参議院議員（1期）、山梨県選挙区選出、連合の会）
- 池田治（元参議院議員（1期）、愛媛県選挙区選出、連合の会、弁護士）
- 井上美代（元参議院議員（1期）、東京都選挙区選出、日本共産党、元外務省官僚）
- 田辺哲夫（元参議院議員（1期）、参議院比例区選出、自民党、元東京都議会議長、弁護士）
- 海野義孝（元参議院議員（1期）、旧比例区選出、新進党）
- 近藤正道（元参議院議員（1期）、新潟県選挙区、社民党、弁護士）
- 鈴木陽悦（元参議院議員（1期）、秋田県選挙区選出、民主党、元秋田テレビアナウンサー）
- 轟木利治（元参議院議員（1期）、比例代表選出、民主党）
- 中泉松司（元参議院議員（1期）、秋田県選挙区選出、自民党）
- 中西哲（元参議院議員（1期）、参議院比例区選出、自民党、元外務大臣政務官）

#### 自由民主党国会議員
衆議院
- 遠藤利明（衆議院議員（10期）、山形県第1区選出、元東京オリンピック・パラリンピック担当大臣）
- 坂本哲志（衆議院議員（8期）、熊本県第3区選出、自民党国会対策委員長、元農林水産大臣、元内閣府特命担当大臣（少子化対策、地方創生）、一億総活躍担当、まち・ひと・しごと創生担当）
- 工藤彰三（衆議院議員（5期）、愛知県第4区選出、内閣府副大臣）

参議院
- 北村経夫（参議院議員（3期）、山口県選挙区選出、元経済産業大臣政務官）
- 滝沢求（参議院議員（2期）、青森県選挙区選出、環境副大臣兼内閣府副大臣）
- 赤松健（参議院議員（1期）、参議院比例区選出、漫画家・実業家、漫画家初の国会議員）

#### 立憲民主党国会議員
- 寺田学（衆議院議員（7期）、比例東北ブロック選出、首相補佐官）
- 道下大樹（衆議院議員（3期）、北海道第1区選出）
- 伊藤俊輔（衆議院議員（3期）、比例東京ブロック選出）
- 太栄志（衆議院議員（2期）、東京都第23区選出）
- 石橋通宏（参議院議員（3期）、参議院比例区選出）
- 熊谷裕人（参議院議員（1期）、埼玉県選挙区選出）
- 塩村文夏（参議院議員（1期）、東京都選挙区選出、中央大学法学部通信教育課程在学中）

#### 公明党国会議員
- 若松謙維（参議院議員（参2期・衆3期）、参議院比例区選出、元復興副大臣、元総務副大臣、公認会計士・税理士、公認会計士初の国会議員）
- 高橋光男（参議院議員（1期）、兵庫県選挙区選出、在ブラジル日本大使館一等書記官等歴任）

#### 主な外国政治家
- 黄長燁（元朝鮮労働党書記・中央委員 / 主体思想創設者）
- 許南麒（元朝鮮総聯中央副議長、元在日本朝鮮文学芸術家同盟委員長、元最高人民会議代議員）
- 曺奉岩（元韓国国会副議長、元農林部長官）
- 黄鍾律（元韓国財務部長官、元忠清北道知事）
- 廖仲愷（元中国国民党中央執行委員、元財政部長、元工人部長、元農民部長）
- 許修直（元汪兆銘政権大理院推事、元華北電信電話株式会社副総裁、元北京特別市市長）
- 祝惺元（元汪兆銘政権政務庁庁長、元華北政務委員会委員）
- 曾琦（中国民主同盟・中国青年党、蒋介石政権と台湾へ亡命）

#### 政治活動家
- 成石平四郎（社会運動家、大逆事件で殺害）
- 李瑞漢（元弁護士、元台北市律師公会会長、二二八事件で殺害）
- 葉秋木（元屏東市長、二二八事件で殺害）
- 石川三四郎（元社会党幹事）
- 岩佐作太郎（アナキスト、東京法学院卒）
- 鴨桃代（労働運動家）
- 三上治（活動家、評論家）
- 鈴木尚之（元鉄道労働組合（鉄労）書記長、新しい歴史教科書をつくる会事務局長）
- 松尾一郎（日中問題研究科）
- 又吉イエス（政治運動家、世界経済共同体党党首）
- 山口節生（政治運動家、不動産鑑定士）
- 三輪和雄（社会運動家）
- 内藤知周（共産主義労働者党議長、政治運動家・社会運動家）
- 岡部宏生（社会活動家、第5代日本ALS協会会長）
- 黒川武（日本労働組合総評議会（総評）議長、専門部商科卒）
- 佐藤芳夫（中立労働組合連絡会議（中立労連）議長、専門部経済学科卒）

### 官界関係者

#### 官僚
- 寺尾規矩郎（大蔵官僚、朝鮮総督府官僚、元埼玉県川越市長、英吉利法律学校卒）
- 横田千之助（法制局長官、内閣恩給局長、立憲政友会幹事長、衆議院議員、司法大臣）
- 河野秀男（会計検査院長、元貴族院勅選議員）
- 豊島愿（内務官僚、新潟県長岡市長、東京法学院卒）
- 佐柳藤太（内務官僚、千葉県知事、熊本市長、小樽市長（官選） ）
- 鹿又武三郎（内務官僚、旭川地方裁判所検事正、富山地方裁判所検事正、第8・9代仙台市長（官選））
- 小栗盛太郎（内務官僚、判事、検事、元福岡県若松市長、神奈川県横須賀市長、東京法学院卒）
- 岡田宇之助（内務官僚、茨城県知事、佐賀県知事（共に官選））
- 窪谷逸次郎（内務官僚、岡山県岡山市長、弁護士）
- 永井金次郎（内務官僚、高知県知事、樺太庁長官）
- 米田甚太郎（内務・朝鮮総督府官僚、札幌地方裁判所検事、京畿道知事、平安南道知事、忠清北道知事）
- 盛本完（内務・警察官僚、宮崎県知事）
- 錦織幹（内務官僚、長崎県長崎市長、東京法学院卒）
- 稲見貞蔵（内務官僚、三重県四日市市長）
- 石原留吉（内務官僚、香川県高松市長）
- 青木善祐（内務官僚、長崎県長崎市長、宮崎県宮崎市長・延岡市長）
- 明知延佳（内務官僚、台湾宜蘭市長・高雄食糧営団長、沖縄県宮古支庁長）
- 佐藤邦雄（内務官僚、ヤクルトスワローズ球団社長、弁護士、盛岡弁護士会会長）
- 田中武雄（逓信官僚、青森県知事（官選）、元福岡県小倉市長、熊本逓信管理局長、東京法学院卒）
- 竹内友治郎（逓信官僚、農商務次官、元衆議院議員（4期）、山梨県全県選出、立憲政友会、陸軍政務次官、東京法学院卒）
- 喜多孝治（逓信官僚、樺太庁長官、台湾台南州知事、元衆議院議員（2期）、旧大阪府5区選出、立憲政友会、東京法学院英語法学科卒）
- 宮館貞一（朝鮮総督府官僚、青森県弘前市長（旧弘前市13代市長）、東京法学院卒）
- 生田清三郎（朝鮮総督府官僚、平安北道知事、京畿道知事、多獅島鉄道株式会社社長、弁護士）
- 松本伊織（朝鮮総督府官僚、内務官僚、全羅南道知事）
- 板垣只二（朝鮮総督府官僚、弁護士）
- 佐伯顕（朝鮮総督府官僚、京城府尹、京畿道・平安南道・平安北道警察部長）
- 下飯坂元（朝鮮総督府官僚、平安南道知事、戦後に岩手県水沢町長、専門部法科卒）
- 鳥海剛（台湾総督府官僚、拓務官僚、花蓮港市長、宜蘭市長、専門部法科卒）
- 木原円次（台湾総督府官僚、陸軍司政長官、台湾台北市長、弁護士）
- 松岡一衛（台湾総督府官僚、台湾台中州知事、台湾台北市尹、台湾嘉義市尹）
- 太田利雄（台湾総督府官僚、陸軍司政官）
- 須磨弥吉郎（駐スペイン大使(昭和15-21)、外務省情報部長、衆議院議員）
- 亀山一二（駐ソビエト連邦日本大使館参事官、岐阜県関市長（初代）、岐阜県関市名誉市民）
- 高村坂彦（内務省調査部長(調査局長)、衆議院議員 / 高村正彦は4男）
- 永瀧久吉（ホノルル総領事、上海総領事）
- 樋貝詮三（内閣恩給局長、保険院長官、第37代衆議院議長、国務大臣・賠償庁長官）
- 本多熊太郎（駐中華民国大使(昭和15)、駐トルコ大使、駐スイス・オーストリア公使）

#### 軍人
- 高橋寿太郎（海軍少将、元衆議院議員（4期）、旧岩手県1区選出、立憲民政党、元岩手県下閉伊郡田老村（現・宮古市）村長）
- 田坂専一（陸軍中将。陸軍が敗戦で消滅した後、戦後の昭和35年に本学法学部を卒業）
- 穴澤利夫（大日本帝国陸軍大尉、特別攻撃隊、振武隊隊員）

#### 総務／厚生労働／法務官僚
- 八木俊道（総務事務次官、環境省顧問、日本大学政経研究所所長、電源開発監査役）
- 須江雅彦（総務省統計局長、財務省大臣官房審議官、滋賀大学理事・副学長）
- 三宅俊光（総務省行政管理局長、総務省政策統括官、財務省大臣官房審議官）
- 角田祐一（総務省近畿管区行政評価局長、総務省九州管区行政評価局長）
- 村上茂利（労働事務次官、内務官僚出身。衆議院議員）
- 畠中信夫（中央労働委員会事務局次長、北海道労働基準局長、元白鷗大学法学部教授）
- 神崎満治郎（法務省札幌法務局長、元公証人、桐蔭横浜大学教授）
- 西田博（法務省矯正局長、盛岡少年刑務所長）
- 富山聡（法務省矯正局長、法務省大臣官房審議官）

#### 文部科学／財務・国税官僚
- 沖村憲樹（科学技術振興機構理事長、科技庁科学審議官）
- 井上正幸（文部科学省国際統括官、日本ユネスコ国内委員会事務総長、バングラデシュ特命全権大使）
- 齋藤修（財務省財務総合政策研究所副所長、財務省北海道財務局長）
- 齊藤誠（財務省神戸税関長）
- 坂井建（国税庁税務大学校長、国税庁名古屋国税局長、日本鉄道建設公団理事）
- 松本洋明（国税庁熊本国税局長、国税庁長官官房首席監察官、税理士）

#### 外務官僚
- 仲内憲治（駐アフガニスタン大使、元衆議院議員（2期）、旧千葉県2区選出、日本自由党、専門部法科卒）
- 草賀純男（駐オーストラリア大使、元外務省儀典長）
- 北澤寛治（駐コンゴ民主共和国大使、外務省カリブ室長）
- 佐藤裕美（駐コートジボワール大使）
- 寒川富士夫（駐マラウイ大使、コルカタ総領事）
- 清水武則（駐モンゴル大使）
- 小林弘之（駐モンゴル大使、ナッシュビル総領事）
- 丸山市郎（駐ミャンマー大使、外務省外交政策調整官）
- 加藤元彦（駐ブルネイ大使、ナッシュビル総領事）
- 甲斐哲朗（駐エストニア大使）
- 重枝豊英（駐リトアニア大使、ホノルル総領事、フランクフルト総領事）
- 飯山常成（駐スロベニア大使、川口賞）
- 武田龍夫（イスタンブール元総領事、東海大学教授、北欧文化協会理事）
- 大日方和雄（アンカレジ元総領事）
- 森健朗（在ダナン日本国総領事館総領事）
- 南健太郎（駐中央アフリカ大使、駐チャド大使、駐カメルーン大使）[4]

#### 内閣府・会計検査院・人事院
- 槌谷裕司（内閣府沖縄振興局長、沖縄総合事務局長）
- 吉田安志（公正取引委員会委員、さいたま地方検察庁検事正）
- 一宮なほみ（人事院総裁【女性初の人事院総裁】、仙台高等裁判所長官、弁護士、瑞宝大綬章）

#### 警察官僚、警察官
- 川島廣守（内務官僚、警視庁公安部長、警察庁警備局長、内閣官房副長官(事務担当)、日本鉄道建設公団総裁、元プロ野球コミッショナー、野球殿堂入り（2006年特別）、専門部法科卒）
- 宇田川信一（警視庁丸の内警察署長、警視庁採用・警視監）
- 中平和水（警察庁刑事局長、愛知県警本部長）
- 田宮榮一（警視庁捜査一課長 / 警視庁採用・警視監）
- 望月秀一（警察庁科学警察研究所総務部長、警察庁官房理事官、佐賀県警本部長）
- 鈴木邦芳（警察庁中国管区警察局長、警察庁長官官房審議官（刑事局担当）、大阪府警刑事部長(グリコ・森永事件)、岩手県警本部長）
- 細井為行（元警察官僚 (東大安田攻防戦にて佐々淳行らと出動)、弁護士）
- 清島傳生（警視庁東北管区警察局長、山形県・熊本県・静岡県警本部長）
- 中村正則（警察庁関東管区警察局長、警察庁刑事局暴対部長、福岡県・北海道警本部長）
- 吉川祐二（警視庁警部補、中退）
- 江藤史朗（警視庁警視、衆議院議員政策担当秘書）
- 松丸俊彦（警視庁公安部外事第一課分析官）
- 花岡和道（警察庁九州管区警察局長、新潟県警察本部長）

#### 防衛官僚
- 江間清二（防衛事務次官、防衛庁長官官房長）
- 藤島正之（防衛庁長官官房長、防衛庁経理局長、元衆議院議員）
- 北原巌男（防衛施設庁長官、防衛庁長官官房長、東ティモール特命全権大使(次期事務次官の内示が出たが、当時の守屋武昌次官の異例の長期政権の余波を受け、次官就任はならなかった）
- 宇田川新一（防衛庁契約本部長、防衛庁人事教育局長、防衛調達基盤整備協会理事長）
- 鈴木正孝（防衛医科大学校副校長、調達実施本部副本部長、元参議院議員）
- 上瀧守（防衛省人事教育局長、自衛隊援護協会理事長）
- 鈴木良之（防衛装備庁長官、防衛研究所所長、弁護士）
- 深澤雅貴（防衛装備庁長官、元防衛省地方協力局長）
- 小波功（防衛省南関東防衛局長）
- 田中利則（統合幕僚監部総括官、元防衛省沖縄防衛局長）
- 田中登（統合幕僚監部参事官）

#### 経済産業／国土交通／国会職員／その他官僚
- 中田政美（建設省事務次官、元衆議院議員（1期）、旧鳥取県全県区選出、 自由党、専門部法科卒）
- 大沢雄一（内務官僚、埼玉県知事（公選第2・3代）、参議院議員、衆議院議員、専門部法学科卒）
- 片山直憲（通商産業省産業局出願課長、三菱地所グループ大日本企業(株)常務取締役、弁理士、通産官僚）
- 高橋克彦（東京バス協会理事長、運輸省航空事故調査委員会事務局長（1988~）、運輸官僚）
- 平工剛郎（北海道開発庁計画監理官、北海道道路サービス社長）
- 石井正（特許庁特許技監、大阪工業大学知的財産学部長）
- 工藤莞司（特許庁商標部門代表審判長、首都大学東京教授）
- 菊川人吾（経済産業省イノベーション・環境局長）[5]
- 真島一男（建設省都市局長、参議院議員、通商産業政務次官）
- 小幡幹雄（参議院事務総長）
- 郷原悟（参議院事務総長）

### 地方自治体

#### 知事
- 山本一太（群馬県知事（公選第20・21代）、元参議院議員（4期）、群馬県選挙区選出、元内閣府特命担当大臣（沖縄及び北方対策・科学技術政策・宇宙政策）、情報通信技術（IT）政策担当、海洋政策・領土問題担当大臣、元参議院外交防衛・予算委員長）
- 服部誠太郎（福岡県知事（公選第20・21代）、同県副知事、久留米リサーチ・パーク副会長、私学出身・県職員出身者で初の公選・福岡県知事）
- 山崎岩男（元青森県知事（公選第4・5代）、元衆議院議員（5期）、旧青森県1区選出、自由党、箱根駅伝走者（第2-7回））
- 本間俊太郎（元宮城県知事（公選第13・14代））
- 北村一男（元新潟県知事（公選第43・44代）、元参議院議員（2期）、旧新潟県選挙区選出、自民党、新潟県見附市名誉市民）
- 大沢雄一（元埼玉県知事（公選第2・3代）、参議院議員、衆議院議員、専門部法学科卒）
- 土屋義彦（元埼玉県知事(第54代-56代、公選第13-15代)、参議院議長(第17代・18代)、国務大臣・環境庁長官、全国知事会会長(第8代)、埼玉県春日部市名誉市民）
- 神田真秋（元愛知県知事（公選第14-16代）、元一宮市長（第7代）、弁護士）
- 武藤嘉門（元岐阜県知事（第36-38代、初代公選知事）、元衆議院議員（3期）、旧岐阜県1区選出、立憲民政党、東京法学院中退）
- 國松善次（元滋賀県知事（公選第14・15代））
- 加藤武徳（元岡山県知事（公選第6・7代）、元自治大臣、元国家公安委員会委員長、元北海道開発庁長官、弁護士）

#### 市区町村長
- 西岡斌（元北海道稚内市長（稚内町長（第9代）・初代稚内市長）、専門部法学科卒、北海道稚内市名誉市民）
- 寺前武雄（元北海道北見市長）
- 佐藤国司（元北海道釧路市長（第4・6・8代）、東京法学院卒）
- 今津寛介（北海道旭川市長）
- 高柳広蔵（元北海道岩見沢市長）
- 山田晃睦（元北海道栗沢町長、元札幌テレビ放送アナウンサー）
- 本禄哲英（元北海道北広島市長）
- 高田富與（元北海道札幌市長（第5代・初代公選市長）、元衆議院議員(2期)、北海道第1区選出、弁護士、専門部）
- 上田文雄（元北海道札幌市長（第9代）、弁護士）
- 杉山勝雄（元青森県むつ市長（初代・第2代））
- 杉山粛（元青森県むつ市長（第8-13代））
- 橋本寿（元青森県上北郡六ヶ所村長）
- 工藤正（元青森県青森市長）
- 秋山皐二郎（元青森県八戸市長（第13-17代）、青森県八戸市名誉市民）
- 沢藤幸治（元岩手県和賀郡黒沢尻町（現・北上市）長、東京法学院卒）
- 下飯坂元（元岩手県水沢町長、朝鮮総督府官僚、専門部）
- 浅井東兵衛（元岩手県一関市長・専門部中退）
- 遠藤譲一（岩手県久慈市長）
- 齊藤滋宣（秋田県能代市長、元参議院議員(1期)、秋田県選挙区選出、自民党、元秋田県議会議員(2期)）
- 鈴木雄大 （秋田県潟上市長）
- 齊藤光喜（元秋田県湯沢市長）
- 佐藤一夫（秋田県湯沢市長）
- 菊地健次郎（元宮城県多賀城市長）
- 阿部秀保（元宮城県東松島市長）
- 土井喜美夫（元宮城県石巻市長、2011年3月11日に発生した東日本大震災で、津波の犠牲となった）
- 佐藤淳一（宮城県岩沼市長、第21代岩沼市議会議長）
- 浅川純直（元宮城県角田市長、第4-7代角田市議会議長）
- 足達兼一郎（元山形県鶴岡市長）
- 榎本政規（元山形県鶴岡市長）
- 大久保傳藏（元山形県山形市長（第13代）、元衆議院議員（1期）、旧山形県全県選出、日本進歩党、山形県山形市名誉市民）
- 荒井幸昭（元山形県南陽市長）
- 志布隆夫（元山形県村山市長）
- 小林香（元福島県福島市長）
- 二瓶盛一（福島県猪苗代町長）
- 早川広中（元福島県会津若松市長）
- 千保一夫（元栃木県大田原市長）
- 松永和一郎（元栃木県宇都宮市長（第9代）、東京法学院卒）
- 鈴木俊美（元栃木県栃木市長、弁護士）
- 佐川一信（元茨城県水戸市長、茨城県水戸市名誉市民）
- 大谷明（茨城県ひたちなか市長）
- 菊池博（茨城県下妻市長）
- 小久保忠男（元茨城県旧・古河市長）
- 会田真一（元茨城県守谷市長）
- 小川晶（群馬県前橋市長、弁護士）
- 熊川栄（群馬県嬬恋村長、元ジェイアールピー社長）
- 河合正臣（元埼玉県川越市長（第9代））
- 川合喜一（元埼玉県川越市長（第20-22代）、川越市助役・専門部商学科中退）
- 舟橋功一（元埼玉県川越市長（第23-26代）、弁護士、埼玉弁護士会長）
- 上原榮一（元埼玉県桶川市長、桶川市助役）
- 齋藤博（元埼玉県所沢市長、埼玉県所沢市名誉市民）
- 沢辺瀞壱（元埼玉県飯能市長）
- 清水虎尾（元埼玉県大宮市（現・さいたま市）長（第7代）、専門部商科卒）
- 秦明友（元埼玉県大宮市（現・さいたま市）長（第8代-12代）、専門部法律学科卒）
- 新藤享弘（元埼玉県大宮市（現・さいたま市）長（第16-18代）、大宮市助役、埼玉県さいたま市名誉市民）
- 木下達則（元埼玉県鳩ヶ谷市長、元さいたま市副市長、元埼玉県下水道公社理事長）
- 大橋良一（元埼玉県加須市長）
- 小林哲也（埼玉県熊谷市長、第120代埼玉県議会議長）
- 塩味達次郎（元埼玉県朝霞市長、弁護士）
- 笠井喜久雄（千葉県白井市長）
- 小川国彦（元千葉県成田市長、元衆議院議員（6期）、旧千葉2区選出、日本社会党、元千葉県議会議員（3期））
- 松井旭（元千葉県千葉市長、専門部経済学科卒）
- 小池正孝（元千葉県四街道市長）
- 三浦公明（元千葉県君津市長）
- 本多利夫（元千葉県鴨川市長）
- 青木勇（元東京都葛飾区長）
- 山崎昇（元東京都墨田区長）
- 小松崎軍次（元東京都江東区長）
- 石塚輝雄（元東京都板橋区長）
- 飯村恵一（元東京都台東区長）
- 遠藤正則（元東京都文京区長、文京区名誉区民）
- 遠山景光（元東京都千代田区長、千代田区名誉区民、専門部商科卒）
- 佐野保房（元東京都世田谷区長）
- 熊本哲之（元東京都世田谷区長）
- 薬師寺克一（元東京都目黒区長）
- 神山好市（元東京都中野区長）
- 田中大輔（元東京都中野区長）
- 北本正雄（元東京都北区長）
- 吉田三郎（元東京都東久留米市長）
- 渡辺幸子（元東京都多摩市長）
- 井澤邦夫（東京都国分寺市長）
- 杉浦裕之（東京都瑞穂町長）
- 後藤喜八郎（元東京都武蔵野市長）
- 酒井大史（東京都立川市長）
- 三好正則（元神奈川県大磯町長）
- 池谷淳（元静岡県下田市長）
- 天野進吾（元静岡県旧静岡市長）
- 鷲山恭平（元静岡県小笠郡土方村長、元掛川信用組合組合長、東京法学院英語法律学科卒）
- 植木公（元新潟県上越市長）
- 宮越馨（元新潟県上越市長）
- 井畑明彦（新潟県胎内市長）
- 大谷良孝（元新潟県弥彦村長）
- 森雅志（元富山県富山市長、司法書士・行政書士）
- 不嶋豊和（元石川県七尾市長）
- 柳田清二（長野県佐久市長）
- 三木正夫（長野県須坂市長）
- 伊藤祐三（長野県駒ヶ根市長）
- 白鳥政徳（長野県箕輪町長）
- 武居保男（長野県辰野町長）
- 藤城栄文（長野県南箕輪村長）
- 岩本晋一郎（元岐阜県高山市長、商工官僚）
- 土野守（元岐阜県高山市長）
- 松井聡（岐阜県羽島市長）
- 伊藤太（元愛知県春日井市長）
- 禰冝田政信（元愛知県碧南市長）
- 田島一成（滋賀県彦根市長、元衆議院議員（4期）、滋賀県第2区選出、民主党、元環境副大臣）
- 桝本頼兼（元京都府京都市長）
- 銭谷翔（大阪府四條畷市長）
- 辰巳佐太郎（元大阪府東大阪市長（初代）、元大阪府布施市長（第8代）、大阪府議会議長（第52代・第55代））
- 福山敏博（元大阪府阪南市長）
- 上野哲弘（元和歌山県新宮市長）
- 岡田義弘（元兵庫県三田市長、元三田市助役）
- 酒井隆明（兵庫県丹波篠山市長）
- 柴田義朗（岡山県玉野市長）
- 中尾嘉伸（元岡山県津山市長）
- 谷口圭三（岡山県津山市長）
- 伊木隆司（鳥取県米子市長、公認会計士・税理士）
- 吉田達男（元鳥取県岩美町長、元参議院議員（1回）、鳥取県選挙区選出、無所属）
- 石倉孝昭（元島根県松江市長）
- 滝口季彦（元広島県庄原市長）
- 斎藤勧治（元広島県尾道市長、専門部卒）
- 博田東平（元広島県尾道市長、高知地検・神戸地検検事、弁護士）
- 横山金太郎（元広島県広島市長（公選第16代）、元衆議院議員（9回）、旧広島県3区選出、立憲民政党、弁護士、判事、第13代広島市会議長、東京法学院卒）
- 渡辺忠雄（元広島県広島市長（公選第22代）、元衆議院議員（1期）、旧広島県全県区選出、日本自由党、弁護士）
- 石河内稔勝 (元広島県沖美町長)
- 明岳周作（広島県江田島市長）
- 小笠原臣也（元広島県呉市長、広島県副知事）
- 小村和年（元広島県呉市長）
- 児玉浩（元広島県安芸高田市長）
- 中川洋（元広島県大竹市長）
- 山崎林太郎（元山口県旧下関市長（官選第12-13代）東京法学院卒）
- 中尾友昭（元山口県下関市長（公選第2・3代））
- 南野京右（元山口県長門市長）
- 脇信男（元香川県高松市長、香川県高松市名誉市民）
- 上村一郎（香川県東かがわ市長）
- 小国宏（元香川県多度津町長）
- 佐々木龍（元愛媛県新居浜市長）
- 井津哲彦（元高知県安芸市長）
- 藤田恵（元徳島県木頭村長）
- 原秀樹（元徳島県徳島市長）
- 西川政善（元徳島県小松島市長）
- 小林智仁（徳島県石井町長、中央大学法学部通信教育課程在学中）
- 壬生隆明（元福岡県直方市長、東京高検検事、弁護士）
- 尾形智矩（元福岡県苅田町長、元衆議院議員(1期)、福岡県第4区選出、自民党、元苅田町議会議員）
- 内川修治（元佐賀県神埼市長、佐賀県議会議員、佐賀県千代田町長）
- 白濵信（元長崎県平戸市長）
- 横田修一郎（元長崎県島原市長）
- 永岡光治（元大分県宇佐市長、元参議院議員（3期）、旧全国区、日本社会党、大分県宇佐市名誉市民、第二予科卒）
- 藤井修一（元熊本県鹿本郡植木町（現・熊本市北区）長）
- 守田憲史（熊本県宇城市長）
- 島津勇典（元熊本県玉名市長）
- 曽川泉（元宮崎県東臼杵郡門川町長）
- 椎葉晃充（元宮崎県東臼杵郡椎葉村長、宮崎県町村会長）
- 長野力（元鹿児島県西之表市長）
- 平田隆義（元鹿児島県奄美市長（1期）、元鹿児島県名瀬市長（3期））
- 麓純義（元沖縄県那覇市長、元衆議院議員（4期）、旧沖縄県4区選出、政友本党、那覇市議会議長、弁護士、東京法学院卒）
- 富山徳潤（元沖縄県那覇市長、弁護士、専門部法科卒）

#### その他
- 麻生利正（栃木県副知事、とちぎメディカルセンター理事長）
- 松山義雄（埼玉県副知事、元衆議院議員(4期)、埼玉県第2区選出、自民党、弁護士）
- 塩川修（埼玉県副知事、埼玉県公安委員会委員長）
- 砂川裕紀（埼玉県副知事、埼玉県下水道事業管理者）
- 石渡哲彦（千葉県副知事、千葉県社会福祉協議会会長）
- 続訓弘（東京都副知事、元参議院議員（2期）、参議院比例区選出、公明党、元総務庁長官、元公明党副委員長）
- 瀬田悌三郎（東京都副知事、首都高速道路公団理事長、日本宝くじ協会理事長）
- 谷川健次（東京都副知事、東京臨海ホールディングス社長、地方公共団体金融機構副理事長）
- 青山佾（東京都副知事、東京都人事委員会委員長、東京都住宅供給公社理事長、明治大学名誉教授）
- 横山洋吉（東京都副知事、東京都教育委員会教育長在任中に進学指導重点校など）
- 菅原秀夫（東京都副知事、首都高速道路社長）
- 吉川和夫（東京都副知事、東京都公園協会理事長、東京交通会館副館長）
- 秋山俊行（東京都副知事、東京都人材支援事業団理事長、日本自動車ターミナル社長）
- 中村正彦（東京都教育委員会教育長、全国都道府県教育長協議会会長）
- 大原正行（東京都教育委員会教育長、東京都知事本局長、東京臨海ホールディングス社長）
- 藤田裕司（東京都教育委員会教育長、東京都産業労働局長、日本自動車ターミナル社長）
- 佐々木克已（東京都出納長、東京都住宅供給公社理事長、首都高速道路社長）
- 道家孝行（東京都技監、東京都建設局長）
- 寺内廣壽（東京都交通局長、東京臨海高速鉄道社長、東京都地下鉄建設社長）
- 松尾均（東京都交通局長、はとバス社長）
- 金子正一郎（東京都交通局長、はとバス社長）
- 伊藤章雄（東京都総務局元理事）
- 今沢時雄（東京都港湾局長、東京都生活文化局長、東京ガス取締役）
- 塩見清仁（東京都主税局長、東京都生活文化局長、東京都交通局長、はとバス社長）
- 尾高暉重（神奈川県副知事、神奈川県内広域水道企業団企業長、全国水道企業団協議会会長）
- 大木宏之（神奈川県副知事、神奈川県警本部総務部長、神奈川県下水道公社理事長）
- 古尾谷光男（神奈川県副知事、神奈川県内広域水道企業団企業長、全国知事会事務総長）
- 中島正信（神奈川県副知事、神奈川県総務局長、全国知事会事務総長）
- 大久保智子（横浜市副市長、横浜市水道局長、横浜市西区長）
- 斎藤力良 (川崎市副市長、川崎市上下水道事業管理者)
- 森邦雄（元新潟県副知事、にいがた産業創造機構理事長）
- 江口幸雄（愛知県副知事（東三河担当））
- 岩城正光（元愛知県名古屋市副市長、弁護士）
- 向井正博（大阪府教育委員会教育長）
- 片山安孝（兵庫県副知事）
- 小菅亘恭（愛媛県副知事）

#### 地方議員
- 春日井秀雄（元東京都議会議員（8期）、旧東京都荒川区選挙区選出、東京都議会自民党、第22代東京都議会議長）
- 奥山則男（元東京都議会議員（8期）、旧東京都練馬選挙区選出、東京都議会自民党、第34代東京都議会議長）
- 白石正輝（元東京都議会議員（12期）、旧東京都足立区選挙区選出、東京都議会自民党）
- 白井常信（元東京都議会議員(5期)、八王子市選挙区選出、東京都議会公明党、帝京大学顧問）
- 吉野利明（元東京都議会議員(5期)、東京都三鷹市選挙区選出、東京都議会自民党、第45代東京都議会議長）
- 西沢圭太（東京都議会議員(4期)、東京都中野区選挙区選出、東京都議会立憲民主党（会派）幹事長）
- 白戸太朗（東京都議会議員(2期)、東京都江東区選挙区選出、都民ファーストの会）
- 岡田勇一郎（東京都台東区議会議員（2期）、自民党、株式会社オーテクノコーポレーション代表取締役社長・創業者、株式会社岡田塗装所取締役社長）
- 川口三郎（元茨城県議会議員（9期）、旧北相馬郡選挙区選出、自民党、第78代茨城県議会議長）
- 梶克之（元栃木県議会議員（8期）、栃木県宇都宮市・上三川町選挙区選出、自民党、第91代栃木県議会議長）
- 宮崎岳志（群馬県議会議員（1期）、群馬県第1区選出、日本維新の会、元衆議院議員（2期）、比例北関東ブロック選出、民主党）
- 百瀬智之（長野県議会議員(4期)、長野県松本市選挙区選出、無所属、元衆議院議員(1期）、比例北陸信越ブロック選出、日本維新の会、行政書士）
- 猫田孝（岐阜県議会議員(14期)、岐阜県大垣市選挙区選出、自民党岐阜県連、第96代岐阜県議会議長、自民党県連会長代行）
- 横田弘之（元愛媛県議会議員（8期）、愛媛県松山市選挙区選出、自民党、第95代愛媛県議会議長）

### 法曹界

#### 裁判官
- 大場茂馬（大審院判事、衆議院議員(1915年-)）
- 吉田久（大審院判事、元貴族院勅選議員、中大法学部教授、東京法学院卒、「気骨の判決 -東条英機と闘った裁判官」のモデル）
- 小玉治行（大審院判事、元衆議院議員（1期）、旧大分県1区選出、民主自由党、弁護士）
- 杉坂実（台湾総督府高等法院長、新潟地方裁判所・前橋地方裁判所・富山地方裁判所長、東京法学院卒）
- 姉歯松平（台湾総督府高等法院判官 (裁判官)、台北帝国大学文政学部政学科教授、弁護士（台北弁護士会））
- 深澤武久（最高裁判事、東京弁護士会人権委委員長）
- 才口千晴（最高裁判事、倒産弁護士）
- 谷村唯一郎（最高裁判事、司法次官、東京弁護士会長）
- 柏原語六（最高裁判事、弁護士）
- 塚本重頼（最高裁判事、弁護士、中央大学名誉教授（英米法・労働法））
- 木戸口久治（最高裁判事、弁護士、第二東京弁護士会会長）
- 奧野久之（最高裁判事、弁護士）
- 小野幹雄（最高裁判事）
- 甲斐中辰夫（最高裁判事、東京高等検察庁検事長、次長検事、旭日大綬章叙勲）
- 大塚喜一郎（最高裁判事、弁護士、第一東京弁護士会長、元中央大学理事長）
- 須藤正彦（最高裁判事、 東京弁護士会副会長）
- 横田尤孝（最高裁判事、最高検察庁次長検事、法務省矯正局長）
- 小貫芳信（最高裁判事、東京高検検事長、名古屋高検検事長、法務省矯正局長、最高検公安部長、法務総合研究所長）
- 中山孝雄（最高裁司法研修所長、東京高等裁判所部総括判事、法務省大臣官房審議官）
- 寺尾正二（東京高等裁判所判事、徳島地方裁判所・徳島家庭裁判所長、弁護士）
- 朝岡智幸（大阪高裁部総括判事、金沢地裁所長、東京高裁判事、1958司法修習生）
- 三上英昭（東京地裁判事、司法研修所教官、札幌地裁所長）
- 合田悦三（札幌高等裁判所長官、東京高等裁判所部総括判事、総務省情報公開・個人情報保護審査会長）
- 末永進（札幌高等裁判所部総括判事、釧路地方裁判所長）
- 一宮和夫（大阪高等裁判所部総括判事、岡山地裁所長、東京高裁判事、東京地裁判事、1972司法修習生）
- 松井英隆（大阪高等裁判所部総括判事、熊本地方裁判所長、証券取引等監視委員会事務局次長）
- 竹中省吾（大阪高等裁判所部総括判事、広島家庭裁判所所長）
- 横溝邦彦（広島高等裁判所部総括判事、松江地方裁判所長）
- 三代川三千代（東京地裁判事、大阪地裁判事、千葉地裁総括判事、1977司法修習生）
- 田中康郎（札幌高等裁判所長官、明治大学法科大学院長事務取扱）
- 綿引万里子（名古屋高等裁判所長官、最高裁上席調査官、大阪地裁判事、1978司法修習生）
- 中里智美（福岡高等裁判所長官、東京家庭裁判所長）
- 綿引穣（東京高等裁判所判事、東京地裁判事、那覇地家裁所長、1978司法修習生）
- 窪木稔（仙台家庭裁判所長、秋田地方裁判所長）
- 柴田寛之（千葉地方裁判所長、東京高等裁判所部総括判事）
- 木村要（千葉家庭裁判所長、最高裁判所事務総局家庭局長）
- 星野雅紀（千葉家庭裁判所長、福岡高等裁判所部総括判事、元日本大学大学院法務研究科教授）
- 田中由子（さいたま家庭裁判所長、横浜家庭裁判所長）
- 佐藤歳二（横浜地方裁判所長、司法研修所上席教官、最高裁判所上席調査官、司法協会理事長）
- 三角比呂（東京高等裁判所部総括判事、静岡地方裁判所長、法務省司法試験委員会委員、中央大学特任教授）
- 宮崎英一（神戸地方裁判所長、大阪高等裁判所部総括判事、最高裁判所調査官）
- 山本和敏（東京高裁判事、岐阜地方裁判所長、東京地方裁判所部総括判事）
- 田村眞（岐阜地方裁判所長、徳島地方裁判所長）
- 熊田士朗（名古屋地方裁判所長、名古屋高等裁判所部総括判事）
- 木下秀樹（福井地方裁判所長、名古屋高等裁判所部総括判事）
- 嶋原文雄（仙台高等裁判所部総括判事、山形地方裁判所長）
- 須藤典明（東京高等裁判所部総括判事、司法研修所教官、法務省訴務総括審議官、1978司法修習生）
- 稲田龍樹（東京高等裁判所部総括判事、横浜家庭裁判所長、学習院大学法科大学院法務研究所長）
- 秋山寿延（東京高等裁判所部総括判事、福島地方裁判所長、最高裁判所上席調査官）
- 土田昭彦（東京高等裁判所部総括判事、福島地方裁判所長、金融庁証券取引等監視委員会事務局次長）
- 難波孝一（東京高等裁判所部総括判事、熊本地方裁判所長、司法試験考査委員）
- 村木保裕（東京高裁判事）
- 滝沢孝臣（東京高等裁判所判事、山形地方裁判所長）
- 佐藤明（福岡高等裁判所部総括判事、福岡高等裁判所宮崎支部長）
- 岩木宰（福岡高等裁判所部総括判事、佐賀地方裁判所長）
- 一宮なほみ（仙台高等裁判所長官、人事院総裁、弁護士）
- 安藤裕子（高松高等裁判所長官、国家公安委員）
- 奥田正昭（東京地方裁判所長、東京高等裁判所部総括判事）
- 本郷元（仙台地方裁判所所長、仙台高等裁判所部総括判事）
- 佐々木宗啓（仙台地方裁判所所長、東京地方裁判所部総括判事）
- 松丸伸一郎（前橋地方裁判所判事、東京地方裁判所判事、弁護士）
- 華井俊樹（大阪地裁判事補、憲政史上7人目の弾劾裁判での罷免者）
- 竜前三郎　叙勲 H12年秋・勲二等瑞宝章　H1.7.5 ～ H1.9.3 東京高裁判事

#### 弁護士
- 花井卓蔵（弁護士、明治・大正時代の弁護士、衆議院議員（7期）、第14代衆議院副議長、元貴族院勅選議員、私学者初の法学博士号授与）
- 真鍋八千代（弁護士、後楽園スタヂアム社長、WBA終身名誉会長、JBCコミッショナー、東京弁護士会常議員会議長、中央大学評議員）
- 杉野文彌（弁護士、江北図書館創設者、東京法学院卒）
- 君野順三（弁護士、元鳥取市議会議員）
- 佐竹晴記（弁護士、元衆議院議員）
- 上村進（弁護士、元衆議院議員）
- 佐賀潜（弁護士、作家、検事、タレント弁護士の走り）
- 高木新二郎（弁護士、産業再生機構再生委員長、倒産弁護士、東京高裁総括判事、新潟地裁所長、JAL再生タスクフォースリーダー）
- 奧野善彦（弁護士、北里大学名誉教授、世界自然保護基金日本支部幹事）
- 渥美雅子（弁護士、【千葉県の女性弁護士第１号】女性弁護士の草分けの一人）
- 山岸憲司（弁護士、日本弁護士連合会会長、東京弁護士会元会長）
- 笠井直人（弁護士、日本弁護士連合会会長、第二東京弁護士会会長）
- 阿部三郎（弁護士、日本弁護士連合会会長、中央大学前理事長、オウム破産管財人）
- 菊地養之輔（弁護士、日本弁護士連合会副会長、元衆議院議員）
- 種田誠（弁護士、日本弁護士連合会副会長、元日本社会党参議院議員）
- 大貫大八（弁護士、日本弁護士連合会副会長、元衆議院議員（1期）、旧栃木県1区選出、民主社会党、専門部法科卒）
- 五十嵐義三（弁護士、日本弁護士連合会副会長、北海道弁護士連合会理事長、札幌弁護士会会長）
- 矢吹幸太郎（弁護士、日本弁護士連合会副会長、札幌弁護士会会長、元札幌地方裁判所判事）
- 岩本勝彦（弁護士、日本弁護士連合会副会長、北海道弁護士会連合会理事長、札幌市代表オンブズマン）
- 長田正寛（弁護士、日本弁護士連合会副会長、北海道弁護士会連合会理事長、札幌市教育委員会委員）
- 田村智幸（弁護士、日本弁護士連合会副会長、北海道弁護士会連合会理事長、北海道大学特任教授）
- 佐野善房（弁護士、日本弁護士連合会副会長、関東弁護士会連合会理事長、千葉県公害審査会会長）
- 栃木敏明（弁護士、日本弁護士連合会副会長、関東弁護士会連合会理事長、第二東京弁護士会会長）
- 藤田善六（弁護士、日本弁護士連合会副会長、関東弁護士会連合会理事長、新潟県弁護士会会長）
- 高木光春（弁護士、日本弁護士連合会副会長、関東弁護士会連合会理事長、栃木県弁護士会会長）
- 伊藤茂昭（弁護士、日本弁護士連合会副会長、関東弁護士会連合会理事長、東京弁護士会会長）
- 小林元治（弁護士、日本弁護士連合会会長、東京弁護士会会長）
- 山本剛嗣（弁護士、日本弁護士連合会副会長、東京弁護士会会長、国家公安委員、法務省司法試験考査委員）
- 竹之内明（弁護士、日本弁護士連合会副会長、東京弁護士会会長）
- 奈良道博（弁護士、日本弁護士連合会副会長、第一東京弁護士会会長、法務省法制審議会委員）
- 加毛修（弁護士、日本弁護士連合会副会長、第一東京弁護士会会長、内閣府政府調達苦情検討委員長）
- 熊川次男（弁護士、日本弁護士連合会副会長、元自民党衆議院議員）
- 神洋明（弁護士、日本弁護士連合会副会長、第一東京弁護士会会長、法務省法制審議会刑事法部会幹事）
- 横溝高至（弁護士、日本弁護士連合会副会長、第一東京弁護士会会長、前田道路取締役、法務省司法試験考査委員）
- 山崎源三（弁護士、日本弁護士連合会副会長、第一東京弁護士会会長、三鷹市総合オンブズマン）
- 大迫唯志（弁護士、日本弁護士連合会副会長、中国地方弁護士会連合会理事長、広島大学教授）
- 宗政美三（弁護士、日本弁護士連合会副会長、中国地方弁護士会連合会理事長、広島市法律顧問）
- 大国和江（弁護士、【女性初の日本弁護士連合会副会長】、中国地方弁護士会連合会理事長、全国人権擁護委員連合会副会長）
- 小早川龍司（弁護士、日本弁護士連合会副会長、四国弁護士会連合会理事長、香川大学教授）
- 堀江専一郎（弁護士、第一東京弁護士会会長）
- 溝口喜文（弁護士、関東弁護士会連合会理事長、東京弁護士会副会長）
- 杉井静子（弁護士、関東弁護士会連合会理事長、第二東京弁護士会元副会長、【理事長・副会長とも女性初】）
- 小原栄次（弁護士、弁理士）
- 石井真司（弁護士、法学者）
- 五十嵐二葉（弁護士、風早八十二の子）
- 田邊勝己（弁護士、実業家）
- 稲見友之（弁護士）
- 伊佐山芳郎（弁護士）
- 一條實昭（弁護士、アンダーソン・毛利・友常法律事務所パートナー、元日弁連「自由と正義」誌編集委委員長）
- 稲葉誠一（弁護士、元日本社会党衆議院議員）
- 五百蔵洋一（弁護士）
- 岩城正光（弁護士）
- 奥村徹（弁護士）
- 木川統一郎（弁護士）
- 木村晋介（弁護士、「七人のHOTめだま」パネラー、「THE WEEK」コメンテーター他）
- 久保田紀昭（弁護士）
- 佐藤郁美（弁護士、第二東京弁護士会副会長、公正取引委員会審判官、情報公開・個人情報保護審査会委員）
- 杉浦ひとみ（弁護士、現・政治運動家）
- 鈴木喜久子（弁護士 / 社会党マドンナ旋風時の元衆議院議員）
- 城正憲（弁護士、元法務省訟務局検事）
- 林百郎（弁護士、元日本共産党衆議院議員）
- 松嶋英機（弁護士、西村あさひ法律事務所パートナー）
- 向江璋悦（弁護士、元検事、元真法会理事長）
- 鳥飼重和（弁護士、企業法務）
- 新垣勉（弁護士、反戦地主弁護団団長、元沖縄弁護士会会長）
- 藤野義昭（弁護士、北朝鮮に拉致された日本人を救出するための全国協議会会長）
- 菊地幸夫（弁護士、元司法研修所刑事弁護教官、「行列のできる法律相談所」、「ゴゴスマ -GO GO!Smile!-」出演他）
- 三瀬顕（弁護士、「バラエティー生活笑百科」出演他）
- 岩崎茂雄（弁護士、LEC創立者）
- 堀鉄平（弁護士、ブラジリアン柔術(紫帯)）
- 大渕愛子（弁護士、タレント）
- 安西愈（弁護士）
- 山田八千子（弁護士）
- 千賀修一（弁護士・税理士）
- 倉持麟太郎(弁護士)
- 堀井亜生（弁護士、「ホンマでっか!?TV」出演他）
- ジェイムス・ダカティ（弁護士、元タレント）
- 石黒麻利子（弁護士、東京地方裁判所民事調停委員、医学博士、中央大学法科大学院修了）
- 梁瀬峰史（弁護士、駅伝ランナー、中央大学法科大学院修了）
- 市川寛（弁護士、元検察官、浅見理都原作『クジャクのダンス、誰が見た？』法律監修）

#### 検察官
- 林頼三郎（司法次官、検事総長、大審院長、司法大臣、枢密院顧問）
- 笠間治雄（検事総長、東京高検検事長、次長検事、広島高検検事長、最高検刑事部長、東京高検次席、東京地検特捜部長）
- 畝本直美（検事総長【女性初】、東京高等検察庁検事長【東京高検・広島高検ともに女性初の検事長】、広島高検検事長、最高検公判部長、最高検総務部長、最高検監察指導部長、法務省保護局長）
- 田中萬一（最高検刑事部長 / 初代東京地検特捜部長）
- 増田暢也（仙台高等検察庁検事長、法務省入国管理局長）
- 山本清二郎（大阪高検検事長、次長検事、東京地検次席検事 / 草創期の東京地検特捜部長、中央大学理事長）
- 河井信太郎（大阪高検検事長、東京地検特捜部長 / 草創期の東京地検特捜部主任検事）
- 石川達紘（名古屋高検検事長、福岡高検検事長、東京地検検事正、東京地検特捜部長、弁護士）
- 岩村修二（名古屋高検検事長、仙台高検検事長、東京地検検事正、東京地検特捜部長（-2003年12月））
- 有田知徳（福岡高等検察庁検事長、仙台高等検察庁検事長、最高検察庁公安部長）
- 山上秀明（次長検事、東京地方検察庁検事正、最高検察庁公安部長、東京高等検察庁次席検事、東京地検特捜部長）
- 吉田安志（さいたま地方検察庁検事正、最高検察庁監察指導部長、東京地検特捜部長、公正取引委員会委員）
- 井内顯策（横浜地方検察庁検事正、東京地検特捜部長、日本公証人連合会理事長）
- 八木宏幸（東京高等検察庁検事長、次長検事、国際研修協力機構理事長）
- 齋藤隆博（東京高等検察庁検事長、次長検事、東京地方検察庁次席検事）
- 伊藤鉄男（次長検事、東京地方検察庁検事正）
- 田辺泰弘（福岡高等検察庁検事長、札幌高等検察庁検事長、大阪地方検察庁検事正）
- 青沼隆之（名古屋高等検察庁検事長、次長検事、法務省保護局長）
- 宗像紀夫（名古屋高等検察庁検事長、東京地方検察庁特捜部長、元中央大学法科大学院教授、日本相撲協会社外理事、元内閣官房参与）
- 高野利雄（名古屋高等検察庁検事長、東京地方検察庁検事正、国際研修協力機構理事長）
- 上冨敏伸（大阪高等検察庁検事長、仙台高等検察庁検事長、法務省法務総合研究所所長）
- 鈴木芳夫（広島高等検察庁検事長、仙台高等検察庁検事長、外国人技能実習機構理事長、中央大学教授）
- 豊嶋秀直（福岡高等検察庁検事長、公安調査庁長官）
- 飯田英男（福岡高等検察庁検事長、札幌高等検察庁検事長）
- 堀口勝正（次長検事、最高検刑事部長）
- 松田昇（最高検察庁刑事部長、法務省矯正局長、預金保険機構理事長）
- 土本武司（最高検察庁検事、筑波大学名誉教授、白鴎大学名誉教授）
- 佐々木善三（最高検察庁検事、東京地方検察庁特捜部副部長、弁護士）
- 三井環（大阪高等検察庁公安部長）
- 加藤晴明（新潟地方検察庁検事正、水戸地方検察庁次席検事、横浜地方検察庁刑事部長）
- 小橋常和（最高検察庁検事、大阪地方検察庁特捜部長）
- 阪井博（宇都宮地方検察庁検事正、金沢地方検察庁検事正）
- 竹中理比古（宇都宮地方検察庁検事正、岡山地方検察庁検事正)
- 吉田正喜（高松地方検察庁検事正、法務総合研究所総務企画部長）
- 永村俊朗（徳島地方検察庁検事正、福岡高等検察庁刑事部長）
- 仁田良行（長崎地方検察庁検事正、広島高等検察庁刑事部長）
- 畝本毅（高松高等検察庁検事長、大阪地方検察庁検事正、大阪高等検察庁次席検事、東京地方検察庁特捜部副部長）
- 大坪弘道（京都地方検察庁次席検事（2010年）、大阪地方検察庁特捜部長（2008年-2010年）、神戸地方検察庁特別刑事部長）
- 若狭勝（東京地方検察庁特捜部副部長、弁護士、コメンテーター、「めざまし8」出演他）
- 開山憲一（名古屋高等検察庁検事）

### 公認会計士・税理士・弁理士・司法書士その他
- 川北博（公認会計士、デロイトトウシュトーマツインターナショナル代表者会議元議長、日本公認会計士協会長）
- 藤沼亜起（公認会計士、日本人初の国際会計士連盟会長、日本公認会計士協会長）
- 千葉知裕 (公認会計士、Macbee Planet代表取締役社長)
- 山田雅稔（公認会計士、ビジョンクエスト代表取締役社長）
- 松井隆幸（公認会計士、会計学者、金融庁公認会計士・監査審査会会長、元青山学院大学大学院会計プロフェッション研究科長・教授）
- 渡辺章博（公認会計士（日本）・米国公認会計士、GCAサヴィアン株式会社代表取締役、東芝前取締役会議長）
- 小原栄次（弁護士、弁理士）
- 石井正（弁理士、元特許庁特許技監、大阪工業大学名誉教授、元知的財産学部長・元知的財産専門職大学院研究科長（初代））
- 小島庸和（弁理士、高千穂大学教授）
- 佐藤純通（司法書士、日本司法書士会連合会長、日本司法書士会連合会名誉会長、神奈川県司法書士会名誉会長、黄綬褒章）
- 西川浩之（司法書士、元資格予備校講師）
- 鹿毛継雄（司法書士）
- 相馬計二（司法書士、桐蔭横浜大学客員教授）

### 財界関係者

#### 金融（銀行・保険・証券・商品取引・リース）
- 岡本睦治（興亜火災海上保険社長、日本興亜損害保険会長）
- 二宮雅也  (損害保険ジャパン日本興亜社長)
- 片岡一則（AIGエジソン生命保険社長）
- 金子博継（セコム損害保険社長）
- 白石道義（日産火災海上保険社長）
- 川茂夫（ゆうちょ銀行会長、郵便局会長）
- 深井崇史（大和総研ホールディングス社長、大和総研社長、大和総研ビジネス・イノベーション社長）
- 永井浩二（野村ホールディングス代表執行役員・CEO）
- 白川真（大和証券投資信託委託株式会社元社長、取締役会長）
- 叶内紀雄（殖産銀行（現・きらやか銀行）元頭取）
- 斉藤永吉（北都銀行名誉顧問、元同行頭取）
- 中島拓（ジェイリース創業者・CEO）
- 成毛眞  （インスパイアCEO、元マイクロソフト日本法人社長、エンジェル投資家）
- 古川武弘（阿波銀行元頭取、会長）
- 増田孝介（みちのく銀行頭取）
- 矢澤勝幸（愛知銀行頭取）
- 進藤中  （山梨中央銀行相談役、元同行頭取）
- 末松修  （福岡中央銀行元頭取、会長）
- 井上亮 （オリックスグループCEO、関西経済連合会副会長、リース事業協会会長）
- 渡辺章博（GCAサヴィアン株式会社代表取締役、東芝前取締役会議長、公認会計士（日本）・米国公認会計士）
- 渡邊壽信（株式会社きらぼし銀行取締役頭取、株式会社東京きらぼしフィナンシャルグループ代表取締役社長グループCEO）
- 並木富士雄（第四銀行元頭取）

#### 鉄道、運輸、倉庫
- 跡田直一（名古屋電気鉄道（現・名古屋鉄道の前身）取締役社長、東京法学院卒）
- 進藤甲兵（九州鉄道（現・西日本鉄道）社長）
- 鳥居菊造（相模鉄道元社長）
- 中嶋忠三郎（西武バス元社長、上海総領事、天津領事、新京領事、東京地方裁判所判事、弁護士）
- 山本廣治（西武バス元社長、社団法人東京バス協会会長、社団法人日本バス協会副会長）
- 相浦紀一郎（大阪商船三井船舶社長、日本船主協会会長）
- 宮内宏二（ヤマト運輸元代表取締役相談役）
- 有富慶二（ヤマト運輸元社長兼会長、ヤマトホールディングス取締役相談役、経済同友会副代表幹事）

- 三枝紀生（京成電鉄相談役、元同社長）
- 小林敏也（京成電鉄代表取締役社長執行役員、新京成電鉄代表取締役社長兼務）
- 清水信人（西武ライオンズ元球団社長）
- 瀬戸薫（ヤマトホールディングス元会長、取締役相談役）
- 森川實（日本エアシステム元代表取締役社長）
- 浜野清吾（元王子運送会長、元衆議院議員）
- 松田敏之（両備ホールディングス社長、両備システムズ社長、サルボ両備社長）
- 渡邉健二（日本通運社長、日本物流団体連合会会長）

#### 機械、自動車、鉱業、鉄鋼、金属、非鉄金属
- 今幡西衛（旧自由党員、北海道夕張炭鉱取締役支配人）
- 市村清（リコー三愛グループ創業者、「起業の神様」、市村学校）
- 御手洗冨士夫（キヤノン会長CEO、日本経団連前会長・名誉会長、2020年東京オリンピック・パラリンピック競技大会組織委員会名誉会長、旭日大綬章）
- 鈴木修（スズキ株式会社相談役（元代表取締役会長兼社長）、勲二等旭日重光章）
- 尾上壽男（グローリー名誉会長）
- 神崎茂治（ノーリツ元代表取締役社長）
- 竹内康雄（オリンパス取締役代表執行役会長兼ESGオフィサー）
- 平野耕太郎（日立建機社長）
- 三井正則（ダイハツ工業社長）
- ラフマット・ゴーベル（ゴーベル・インターナショナル社長、ジョコ・ウィドド政権の貿易相）
- 相原雅憲（昭和電線ホールディングス社長）
- 目黒裕次（平河ヒューテック社長）
- 茂木哲哉（文化シヤッター元社長、会長）
- 田中治（油研工業代表取締役顧問、元社長）
- 桃井克志（コマツNTC社長）

#### 電機、IT、情報通信
- 松本誠也（パイオニア第3代社長・会長）
- 柿原彬人（コーエーテクモホールディングスの前身テクモ創業者、日本アミューズメントマシン工業協会会長）
- 浅田和則（キヤノンMJアイティグループホールディングス元社長、相談役）
- 石山洸（エクサウィザーズ社長、Forbes日本の起業家ランキング2位）
- 大越博雄（マブチモーター代表取締役会長・元代表取締役社長CEO）
- 荻原猛（ロケットスタート代表取締役社長、ソウルドアウト創業者、大学院戦略経営研究科修了）
- 川島正夫（ピー・シー・エー創業者・会長兼社長、日本パーソナルコンピューターソフトウェア協会会長、関東ITソフトウェア健康保険組合理事長）
- 小池聡（ネットイヤーグループ創業者・CEO）
- 是枝伸彦（ミロク情報サービス創業者・会長、テレコムサービス協会会長、前島密賞）
- 斉藤正明（東芝EMI代表取締役会長兼CEO、 ビクターエンタテインメント代表取締役社長、元日本レコード協会会長、旭日中綬章）
- 竹中裕紀（イビデン元社長・会長、中部経済連合会副会長）
- 永田友久（東芝ITサービス社長）
- 馬場伸行（コニカミノルタNC元社長、会長）
- 牧俊夫（ジュピターテレコム社長、電気通信事業者協会副会長）
- 中江康人（AOI TYO Holdings社長）
- 中島弘明（メディキット創業者・会長）
- 福留大士（チェンジホールディングス創業者・社長）
- 宮嶌裕二（モバイルファクトリー創業者・代表取締役）
- 森田仁基（株式会社ミクシィ（現・株式会社MIXI）元代表取締役社長）
- 本橋浩一（日本アニメーション株式会社元代表取締役社長）
- 松谷孝征（手塚プロダクション社長）
- 円谷英明（円谷プロダクション第6代社長）
- 森川徹治（アバントグループ創業者・社長）
- 吉澤博三（フォスター電機社長）
- 石橋知博（ウェザーニューズ代表取締役社長執行役員）
- 浅野弘治（株式会社ADI.G代表取締役社長）
- 石丸彰彦（TBSスパークル代表取締役社長）
- 山本敏行（起業家、投資家、Chatwork株式会社創業者、一般社団法人日本エンジェル投資家協会代表理事）
- 多田洋祐（ビズリーチ代表取締役元社長）
- 田村憲司（ZTV代表取締役元社長、元三重県商工会議所連合会長）

#### 製薬、化学、製紙、紡績、ゴム、石油、ガラス・土石、印刷、その他製造業
- 渋谷健一（十條製紙元社長・会長、専門部経済学科卒）
- 上田淳（宇部三菱セメント社長）
- 瓦林潔（九州電力社長、福岡放送社長、福岡大学理事長、日本商工会議所副会頭）
- 米山勉（ヨネックス株式会社元会長・社長）
- 大塚明彦（大塚製薬元代表取締役社長、大塚ホールディングス初代会長）
- 加藤照和（ツムラ社長、日本漢方製薬製剤協会会長）
- 足立直樹（凸版印刷会長、日本印刷産業連合会会長、中央大学理事長）
- 金子眞吾（TOPPAN ホールディングス株式会社代表取締役会長・元凸版印刷代表取締役社長、日本印刷産業連合会会長、キッズデザイン協議会副会長）
- 香藤繁常（昭和シェル石油会長兼グループCEO）
- 庄司宇秀（ラサ工業社長）
- 土和広 (クボタケミックス社長、配水用ポリエチレンパイプシステム協会会長)

#### 水産、鉱業、建設、食品
- 山本庸一（雪印乳業株式会社元社長）
- 竹内三賀男（旭食品元社長、専門部卒）
- 浅田剛夫（井村屋グループ会長・元社長、渋沢栄一賞）
- 久代敏男（元マルハニチロホールディングス社長）
- 久野修慈（塩水港精糖代表取締役会長、大洋ホエールズ元球団社長、大洋漁業（現マルハニチロ）元専務、中央大学学員会会長、旭日中綬章）
- 梶田直 (K&Oエナジーグループ社長)
- 奥村洋治（フジタ社長）
- 河西力（伊藤ハム元社長・取締相談役）
- 大社啓二（北海道日本ハムファイターズ会長、オーナー、日本ハム元社長）
- 今村将也（東洋水産代表取締役副会長・元代表取締役社長、日本即席食品工業協会副理事長）
- 福井正一（フジッコ社長）
- 奥村太加典（奥村組社長、全国建築業協会会長、大阪建設業協会会長）
- 芳井敬一（大和ハウス工業社長、プレハブ建築協会会長）
- 小田切有一（エール株式会社代表取締役社長、福岡県青果生産組合組合長、一般社団法人九州馬主協会会長、JRA日本中央競馬会登録・馬主）
- 日高靖仁（株式会社オープンハウス・アーキテクト代表取締役社長）

#### 流通、商社
- 鈴木敏文（セブン&アイ・ホールディングス前会長、名誉顧問、経団連元副会長、中央大学元理事長、勲一等瑞宝章）
- 堤清二（セゾングループ元社長、小説家）
- 山口俊郎（セブン-イレブン・ジャパン第5代社長、日本フランチャイズチェーン協会元副会長）
- 安藤公基（ロフト社長）
- 水島廣雄（元そごう社長、東洋大学名誉教授）
- 川村六郎（京王百貨店代表取締役元社長・会長・相談役）
- 土橋昭夫（双日元社長・会長）
- 山片康司（第一実業株式会社元社長）
- 野口実（ABCマート社長）
- 横内達治（ライトオン社長、公認会計士）
- 有賀馨（良品計画社長）
- 松崎暁（良品計画社長）
- 井坂栄（イトーヨーカ堂社長）
- 成瀬直人（いなげや社長）
- 野中正人（しまむら元会長・社長）
- 柴田一（卑弥呼創業者・会長兼社長）
- 新井良亮（ルミネ相談役・元社長、JR東日本前副社長）
- 大塚実（大塚商会創業者）
- 矢野博丈（ダイソー創業者・社長）
- 宮﨑元伸（日本ミライズ創業者）
- 野島廣司（ノジマ社長、アイ・ティー・エックス社長、スルガ銀行副会長）
- 関戸正実（セキド社長）
- 土金信彦（東武ストア社長）
- 小林創（JR東海リテイリング・プラス代表取締役社長）
- 宮澤典友（カウネット代表取締役社長）

#### シンクタンク・経営コンサルティング
- 佐藤英志（エスネットワークス共同創業者・元社長、太陽ホールディングス社長、元USENCFO、元ギャガ・コミュニケーションズ副社長、公認会計士）
- 上念司（経済評論家、監査と分析代表取締役、勝間和代は共同事業パートナー）
- 本多信一（経営コンサルタント）
- 千葉知裕（Macbee Planet社長、マーケティング事業、公認会計士）
- 大井哲也（TMIプライバシー＆セキュリティコンサルティング代表取締役、弁護士）
- 松丸俊彦（防犯コンサルタント、元警視庁公安捜査官）

#### メディア、出版、印刷、イベント、広告代理店
- 佐々木芳雄（日本テレビ最高顧問、元社長、日本民間放送連盟元会長）
- 早河洋（テレビ朝日社長、日本民間放送連盟元副会長、映像産業振興機構副理事長）
- 田部長右衛門 (25代)（山陰中央テレビジョン放送社長、島根県商工会議所連合会 会頭）
- 白石重昭（札幌テレビ放送元社長）
- 太田英昭（フジ・メディア・ホールディングス社長、産業経済新聞社顧問・元同社代表取締役会長）
- 遠山景久（アール・エフ・ラジオ日本元社長・会長）
- 冨木田道臣（エフエム東京元社長、会長）
- 大川博（東映創業者、元鉄道省官僚、NET（現:テレビ朝日）会長、東映フライヤーズ（現北海道日本ハムファイターズ）オーナー、パシフィック・リーグ初代会長、日本映画産業団体連合会会長、映倫維持委員会常任委員会委員）
- 佐藤進（東急レクリエーション社長、会長）
- 長瀬次英（インスタグラム・ジャパン日本事業代表責任者、日本ロレアルCDO、LDH JAPANCDO）
- 一力敦彦（東北放送社長）
- 桑田琢磨（時事通信社元代表取締役）
- 渡辺喜久雄（北海道新聞社元社長、中退）
- 吉岡利固（新日本海新聞社社主兼社長、エフワン会長）
- 熊坂隆光（産業経済新聞社相談役・元同社長、日本工業新聞元社長）
- 名雪雅夫（産業経済新聞社元相談役・取締役副社長）
- 角屋正隆（トーハン元社長）
- 上瀧博正（トーハン元社長・会長）
- 小林辰三郎（トーハン元社長・会長）
- 藤井武彦（トーハン元社長・会長）
- 金田万寿人（トーハン元社長・会長）
- 堀内末男（集英社代表取締役社長（第2代）専門部卒）
- 相賀昌宏（小学館取締役会長・第3代社長）
- 鹿谷史明（ダイヤモンド社会長）
- 矢内廣（ぴあ創業者・社長）
- 和田洋一（三才ブックス創業者）
- 林豊洲（十勝毎日新聞創業者、中退）
- 田川融（熊本県民テレビ社長）
- 浅川満（太郎次郎社（現・太郎次郎社エディタス）創業者）
- 増田正蔵（京都新聞社元社長）
- 小笠原直樹（秋田魁新報社元社長）
- 岡田尚壮（北國新聞社代表取締役元会長）
- 西野一夫（東宝映像美術初代代表取締役社長、専門部経済学科中退）
- 林弘高（吉本興業元社長、太泉映画（東映の前身）元社長）
- 大島信彦（株式会社テレビ東京ミュージック元代表取締役社長、テレビ東京プロデューサー）
- 村上幹次（株式会社ジー・アイ・ティー代表取締役社長）
- 細野浩之（竹田iPホールディングス株式会社代表取締役社長COO兼CFO、竹田印刷株式会社代表取締役社長）

#### エンターティメント・スポーツ
- 福島祥郎（オリエンタルランド元社長）
- 上澤昇（オリエンタルランド元副社長）
- 上西京一郎（オリエンタルランド特別顧問・元代表取締役社長兼COO）
- 白石喜和（読売ゴルフ元代表取締役社長、読売新聞社取締役事業局長）
- 茂木隆（バンダイ元社長）
- 小口久雄（セガ元社長）
- 仙田信吾（サンフレッチェ広島社長）
- 中村長芳（岸信介秘書官、プロ野球経営者、ロッテ・オリオンズオーナー、福岡野球株式会社社長）
- 中山晴喜（マーベラス創業者・社長）
- 多田憲之（東映代表取締役会長・元社長）
- 堂山昌司（NBCユニバーサル・エンターテイメントジャパン社長、MTVジャパンCEO）
- 真鍋正（ナムコ社長）
- 横井昭裕（株式会社ウィズ元代表取締役社長）

#### 団体
- 北川直樹（海外需要開拓支援機構（クールジャパン機構）会長、元ソニー・ミュージックエンタテインメント社長）

- 山本貴史（東京大学TLO社長）

#### 教育、外食、ホテル、その他サービス
- 松田瑞穂（株式会社吉野家初代社長）
- 井垣利英（（株）シェリロゼ代表取締役、人材教育家、マナー講師）
- 大迫忍（ゼンリン元社長）
- 久代信次（東京ドーム会長、元同社長）
- 小林正則（プリンスホテル元社長）
- 上村巍（共同ピーアール元社長）
- 木村清 （喜代村[すしざんまいチェーン]創業者・代表取締役社長）
- 島津修久（島津興業会長、島津氏第32代当主、元公爵）
- 太田英基（スクールウィズ創業者・CEO）
- 中村栄輔（モスフードサービス社長）
- 高木丈太郎（三菱地所社長、不動産協会副理事長）
- 井関清（ハウスメイト創業者、日本賃貸住宅管理協会会長、関東愛媛県人会会長）
- 竹内睦泰（予備校講師、宇宙歴史自然研究機構理事長）
- 荻野勝朗（ヴィクトリア創業者、ニュートン・サンザグループ代表）
- 千葉知裕（Macbee Planet代表取締役社長、公認会計士）
- 渡辺綱纜（元宮交シティ社長、元宮崎産業経営大学教授）
- 田村穂（ハウスコム株式会社代表取締役社長執行役員）
- 齋藤勝己（株式会社東京個別指導学院元代表取締役社長・取締役会長）

### 研究者

#### 元教員（元教授・名誉教授）

##### 法学
- 植野妙実子（憲法学者、中央大学名誉教授、憲法理論研究会運営委員長）
- 佐藤信行（憲法学者、中央大学副学長、アイネス取締役）
- 清水睦（憲法学者、中央大学名誉教授、元全国憲法研究会代表）
- 橋本公亘（憲法学者、中央大学名誉教授、日本学士院会員）
- 長尾一紘（憲法学者、中央大学名誉教授）
- 川添利幸（憲法学者、中央大学名誉教授、中央大学元学長、旧司法試験第二次試験考査委員）
- 畑尻剛（憲法学者、中央大学名誉教授）
- 八木國之（刑事法学者、中央大学名誉教授、弁護士）
- 下村康正（刑事法学者、中央大学名誉教授、旧司法試験第二次試験考査委員、弁護士）
- 渥美東洋（刑事法学者、中央大学名誉教授、元京都産業大学教授、警察大学校名誉教授）
- 斎藤信治（刑事法学者、中央大学名誉教授、旧司法試験第二次試験考査委員）
- 椎橋隆幸（刑事法学者、中央大学・警察大学校名誉教授、日本被害者学会理事長、弁護士）
- 柳川重規（刑訴法学者、中央大学教授、警察政策学会会長）
- 藤本哲也（刑事法学者、常磐大学教授、中央大学名誉教授、弁護士）
- 堀内捷三（刑事法学者、中央大学教授）
- 片山金章（民法学者・商法学者、中央大学元学長）
- 加美和照（商法学者、中央大学名誉教授）
- 木内宜彦（商法学者、元中央大学教授）
- 崎田直次（商法学者、中央大学名誉教授、旧司法試験第二次試験考査委員）
- 高窪利一（商法学者、中央大学名誉教授、公認会計士第二次試験考査委員、弁護士）
- 戸田修三（商法学者、中央大学元学長、旧司法試験第二次試験考査委員、日本私立学校振興・共済事業団初代理事長）
- 福原紀彦（商法学者、中央大学元総長、大学スポーツ協会会長、日本資金決済業協会会長、弁護士）
- 升本喜兵衛（商法学者、中央大学元学長・元総長・元理事長、弁護士）
- 中西又三（行政法学者、中央大学名誉教授）
- 外間寛（行政法学者、中央大学名誉教授、中央大学元学長・総長）
- 横井芳弘（労働法学者、中央大学名誉教授、元日本労働法学会代表理事）
- 角田邦重（労働法学者、中央大学名誉教授、中央大学元学長、弁護士）
- 新井正男（英米法学者、中央大学名誉教授、弁護士）
- 長内了（英米法学者、中央大学名誉教授、弁護士）
- 神田博司（民法学者、中央大学名誉教授）
- 白羽祐三（民法学者、中央大学名誉教授、弁護士）
- 廣瀬克巨（民法学者、中央大学名誉教授）
- 船越隆司（民法学者、中央大学名誉教授）
- 笠井修（民法学者、中央大学教授、元筑波大学教授、元司法試験考査委員）
- 吉田豊（民法学者、中央大学・東京学芸大学名誉教授、弁護士）
- 金子文六（民事法学者、中央大学名誉教授、元中央大学理事長、元全日本大学野球連盟会長）
- 木川統一郎（民事法学者、元中央大学教授、旧司法試験第二次試験考査委員、弁護士・弁理士）
- 住吉博（民事法学者、中央大学名誉教授、大宮法科大学院大学初代学長、旧司法試験第二次試験考査委員、弁護士）
- 小島武司（民事訴訟法学者、中央大学名誉教授、桐蔭横浜大学第2代学長、日本民事訴訟法学会理事長）
- 佐藤由須計（国際法学者、中央大学名誉教授）
- 経塚作太郎（国際法学者、中央大学名誉教授）
- 桑田三郎（国際私法学者、中央大学名誉教授、元高岡法科大学初代学長、弁護士）
- 山内惟介（国際私法学者、中央大学名誉教授）
- 津野義堂（西洋法制史学者、中央大学名誉教授）

##### 政治学
- 池庄司敬信（政治学者、中央大学名誉教授）
- 江川潤（政治学者、中央大学名誉教授）
- 大原光憲（政治学者、中央大学名誉教授）
- 小林丈児（政治学者、中央大学教授）
- 高柳先男（政治学者、中央大学教授、旧司法試験第二次試験考査委員、日本平和学会会長）
- 横山桂次（政治学者、中央大学名誉教授、高岡法科大学学長（第2代））
- 星野智（政治学者、中央大学名誉教授）

##### 経済学
- 川口弘（経済学者、中央大学名誉教授、元中央大学学長）
- 金田昌司（経済地理学者、中央大学名誉教授）
- 石原忠男（経済学者、中央大学名誉教授）
- 工藤恒夫（経済学者、中央大学名誉教授）
- 中村達也（経済学者、中央大学名誉教授）
- 高橋由明（経済学者、中央大学名誉教授）
- 緒方俊雄（経済学者、中央大学名誉教授）
- 谷口洋志（経済学者、中央大学名誉教授、元中央大学副学長）
- 田村秀夫（経済史学者、中央大学名誉教授）
- 鶴田満彦（経済学者、中央大学名誉教授）

##### 経営学・商学・会計学
- 井上達雄（会計学者、元中央大学学長、公認会計士第二次試験考査委員）
- 富岡幸雄（租税学者、中央大学名誉教授）
- 内山力（会計学者、中央大学教授）
- 北村敬子（会計学者、中央大学名誉教授、元中央大学副学長）
- 岩尾裕純（経営学者、中央大学名誉教授、名古屋経済大学名誉教授）
- 松本正徳（経営学者、中央大学名誉教授）
- 建部正義（金融学者、中央大学名誉教授）

##### 文学・語学・文化学
- ミカエル・フェリエ（文学者、中央大学教授）
- 石川晃弘（社会学者、中央大学名誉教授）
- 三浦信孝（文学者、中央大学名誉教授、（公財）日仏会館顧問）

##### 史学
- 松尾正人（歴史学者、中央大学副学長）
- 川越泰博（東洋史学者、中央大学名誉教授）
- 佐藤元英（歴史学者、中央大学教授、吉田茂賞、中央大学政策文化総合研究所　客員研究員）

##### 哲学・教育学
- 岸信行（倫理学者、中央大学名誉教授）
- 中村昇（哲学者、中央大学教授）
- 村岡晋一（哲学者、中央大学名誉教授、レッシング翻訳賞）

##### 理学・工学
- 深井有（物理学者、中央大学名誉教授、金属物理学、材料科学、地球科学）
- 篠田庄司（電子工学者、中央大学名誉教授、電子情報通信学会編集長、元日本シミュレーション学会会長）
- 杉本八郎（薬学者、中央大学客員教授、京都大学大学院客員教授）

#### 研究者（中央大学・中央大学大学院出身の他大学/大学院教授・名誉教授）

##### 法学
- 富井幸雄（公法学者、東京都立大学教授、比較憲法学田上穰治賞）
- 奥原唯弘（憲法学者、近畿大学比較法政治研究所長・法学部教授、弁護士）
- 山下威士（憲法学者、新潟大学名誉教授）
- 石村修（憲法学者、専修大学名誉教授）
- 石田榮一（商法学者、元高岡法科大学教授）
- 高見勝利（憲法学者、上智大学名誉教授）
- 河村博旨（商法学者、函館大学学長（第6代））
- 黒川伸一（憲法学者、旭川市立大学経済学部教授）
- 三木義一（租税法学者、青山学院大学学長（第18代））
- 武田昌輔（租税法学者、成蹊大学名誉教授）
- 渡辺充（租税法学者、明治学院大学法学部教授）
- 島田和夫（情報法学者、東京経済大学名誉教授）
- 鈴木正朝（情報法学者、新潟大学大学院教授、一般財団法人情報法制研究所理事長）
- 渥美東洋（刑事法学者、京都産業大学教授・社会安全・警察学研究所長、警察大学校名誉教授、中央大学名誉教授）
- 立石二六（刑事法学者、北九州市立大学名誉教授、元京都女子大学教授）
- 高窪貞人（刑事法学者、青山学院大学名誉教授）
- 菊田幸一（刑事法学者、明治大学教授）
- 清水真（刑事法学者、明治大学大学院教授）
- 上口裕（刑事法学者、南山大学名誉教授）
- 三枝有（刑事法学者、信州大学法科大学院教授）
- 橋本裕藏（刑事法学者、千葉科学大学准教授）
- 島伸一（刑事法学者、駿河台大学名誉教授、弁護士）
- 佐瀬一男（刑事法学者、創価大学名誉教授、弁護士）
- 荒木伸怡（刑事法学者、立教大学名誉教授、弁護士）
- 清瀬信次郎（商法学者、亜細亜大学名誉教授）
- 梶浦桂司（商法学者、札幌大学教授）
- 菊地雄介（商法学者、東北学院大学教授）
- 小島庸和（知財法学者、高千穂大学教授、弁理士）
- 春日偉知郎（民事法学者、筑波大学・関西大学名誉教授）
- 雨宮眞也（民訴法学者、元駒澤大学学長、駒澤大学名誉教授、中国遼寧大学名誉教授、弁護士）
- 出口雅久（民訴法学者、立命館大学教授）
- 渡辺章（労働法学者、筑波大学名誉教授）
- 千々岩力（労働法学者、高岡法科大学元学長）
- 澤田壽夫（国際私法学者、上智大学名誉教授）
- 広瀬善男（国際法学者、明治学院大学名誉教授）
- 布施勉（国際法学者、横浜市立大学学長（18-19代））
- 古谷修一（国際法学者、早稲田大学教授、国際連合自由権規約人権委員会副委員長）
- 渡部茂己（国際法学者、常磐大学教授）
- 細川幸一（消費者法学者、日本女子大学名誉教授、内閣府消費者委員会委員）
- 奥田敦（イスラーム法学者、慶應義塾大学教授）
- 大久保治男（日本法制史学者、駒澤大学名誉教授、武蔵野学院大学名誉学長）
- 足立昌勝（日本法制史学者、関東学院大学名誉教授）
- 高木侃（日本法制史学者、専修大学教授、太田市立縁切寺満徳寺資料館名誉館長、比較家族史学会会長）
- 平井一雄（民法学者、獨協大学名誉教授）
- 渡辺達徳（民法学者、東北大学名誉教授）
- 山田創一（民法学者、専修大学法科大学院教授、弁護士）
- 石井保雄（労働法学者、獨協大学名誉教授、冲永賞）
- 柳憲一郎（環境法学者、明治大学名誉教授、環境科学会会長）
- 浅野裕司（民法学者、東洋大学法学部名誉教授）
- 川地宏行（民事法学者、明治大学大学院法学研究科教授）

##### 政治学
- 大森彌（行政学者、東京大学名誉教授、政策研究大学院大学客員教授、厚生労働省社会保障審議会会長）
- 嶋田暁文（行政学者、九州大学教授、自治体学会副理事長）
- 森啓（行政学者、元北海道大学教授、元北海学園大学教授）
- 神原勝（行政学者、北海道大学名誉教授）
- 妹尾克敏（行政学者、松山大学名誉教授）
- 原田晃樹（行政学者、立教大学教授）
- 伊藤勲（政治学者、上智大学名誉教授）
- 関口正司（政治学者、九州大学大学院法学研究院名誉教授）
- 小室豊允（政治学者、元姫路独協大学学長）
- 佐藤信夫（政治学者、山梨学院大学法学部教授）
- 伊豆見元（政治学者、静岡県立大学名誉教授、現代韓国朝鮮学会会長）
- 中村孝文（政治学者、武蔵野大学名誉教授）
- 佐藤克廣（行政学者、北海学園大学名誉教授）
- 新藤宗幸（行政学者、千葉大学名誉教授、後藤・安田記念東京都市研究所理事長、日本行政学会理事長）
- 谷喬夫（政治学者、新潟大学名誉教授）
- 文京洙（政治学者、立命館大学名誉教授）
- 前田朗（政治学者、東京造形大学名誉教授）
- 真山達志（行政学者、同志社大学政策学部長）
- 松本正生（政治学者、埼玉大学名誉教授）
- 宮本盛太郎（政治学者、京都大学名誉教授、名城大学教授）
- 佐藤俊一（政治学者、東洋大学法学部教授）
- 山田満（政治学者、早稲田大学社会科学部長）
- 佐々木寛（政治学者、新潟国際情報大学教授）
- 木下ちがや（政治学者、明治学院大学研究員、社会運動家）

##### 経済学
- 林栄夫（経済学者、東京都立大学名誉教授）
- 駒村康平（経済学者、慶應義塾大学教授、生活経済学会副会長）
- 塚原康博（経済学者、明治大学教授、日本公共政策学会副会長）
- 鳥飼行博（経済学者、東海大学教授、中央大学兼任講師）
- 筑井甚吉（経済学者、大阪大学名誉教授、元大阪大学社会経済研究所所長）
- 山田博文（経済学者、群馬大学名誉教授）
- 益村眞知子（経済学者、東北大学教授）
- 岡田靖（経済学者、元学習院大学客員教授、内閣府経済社会総合研究所主任研究官）
- 前川俊一（経済学者、元慶應義塾大学招聘教授、元明海大学不動産研究センター長、元日本不動産金融工学学会会長）
- 今野昌信（経済学者、元高崎経済大学経済学部教授）
- 新田滋（経済学者、専修大学教授）

##### 経営学・商学・会計学
- 合崎堅二（会計学者、横浜国立大学教授）
- 大野功一（会計学者、関東学院大学学長、日揮ホールディングス監査役、日本公認会計士協会理事）
- 大山政雄（会計学者、横浜国立大学名誉教授）
- 村山元英（経営学者、千葉大学名誉教授）
- 佐々木恒男（経営学者、青森公立大学名誉教授）
- 松浦敬紀（経営学者、多摩大学名誉教授）
- 柳田仁（会計学者、神奈川大学名誉教授）
- 小栗崇資（経営学者、駒澤大学教授、元日本会計史学会会長）
- 坂本恒夫（経営学者、明治大学名誉教授）
- 菊谷正人（会計学者、法政大学名誉教授）
- 佐藤俊夫（会計学者、元国士舘大学学長）
- 稲垣富士男（会計学者、青山学院大学名誉教授）
- 荒川邦寿（会計学者、立教大学名誉教授、国士舘大学教授）
- 八木裕之（経営学者、横浜国立大学名誉教授）
- 清水洋（経営学者、早稲田大学教授）
- 長谷川博和（経営学者、早稲田大学教授、日本ベンチャー学会副会長、インクグロウ取締役）
- 兼清弘之（経済学者、明治大学名誉教授）
- 樋口紀男（商学者、日本大学教授）
- 星野一郎（会計学者、広島大学教授）
- 前川千春（会計学者、慶應義塾大学准教授）
- 岩田壽夫（会計学者、千葉経済大学短期大学部経営情報科学科長）
- 吉川吉衞（経営学者、大阪市立大学名誉教授）
- 鈴木幸毅（経営学者、駒澤大学名誉教授）
- 大橋慶士（会計学者、静岡大学教授）
- 松井隆幸（会計学者、青山学院大学教授、金融庁公認会計士・監査審査会会長）
- 山田仁一郎（経営学者、京都大学教授、日本ベンチャー学会副会長）

##### 文学・語学・文化学
- 佐久間正（スペイン語学者、東西交渉史学者、亜細亜大学教授、清泉女子大学教授）
- 麻生宗由（フランス文学、元法政大学教授）
- 高山信雄（英文学者、大正大学名誉教授）
- 橋本孝（ドイツ文学者、宇都宮大学名誉教授）
- 岡田朝雄（ドイツ文学者、東洋大学名誉教授）
- 前田英樹（フランス文学者、立教大学名誉教授）
- 斉藤洋（ドイツ文学者、児童作家、亜細亜大学教授）
- 篠原俊吾（英語学者、慶應義塾大学教授）
- 佐野正巳（国文学者、神奈川大学外国語学部教授）
- 藤田富士男（日本文化学者、埼玉短期大学助教授）
- 西堀昭（日仏文化交流史学者、横浜国立大学名誉教授、フランス教育功労賞受章（コマンドウール級）
- 佐川和茂（アメリカ文学者、青山学院大学名誉教授）

##### 史学
- 五十嵐大介（西アジア史学者、早稲田大学教授）
- 石澤良昭（東南アジア史学者、上智大学学長（13代）、瑞宝重光章叙勲）
- 佐藤彰一（フランス史学者、名古屋大学名誉教授、日本学士院会員、フランス学士院碑文・美文アカデミー外国人連携会員、日本学士院賞）
- 山本雅男（イギリス史学者、日本大学芸術学部教授、元静岡県立大学教授）
- 細川涼一（日本中世史学者、京都橘女子大学教授・第11代学長）
- 國雄行（日本近代史学者、東京都立大学教授）
- 小池聖一（日本近代史学者、広島大学教授）
- 落合弘樹（日本近代史学者、明治大学教授）
- 船津功（日本近代史学者、札幌学院大学名誉教授）
- 西沢保（経済思想史学者、一橋大学名誉教授）
- 田代和生（日本近世史学者、慶應義塾大学名誉教授、日本学士院会員）
- 趙景達 （朝鮮史学者、千葉大学教授）
- 太田勝也（日本近世史学者、筑波大学名誉教授）
- 池上裕子（日本中世史学者、成蹊大学名誉教授、角川源義賞）
- 白水智（日本近世史学者、中央学院大学教授）
- 勝山稔（中国史学者、東北大学教授）
- 落合功（日本近世史学者、青山学院大学経済学部教授）
- 塚瀬進（東洋史学者、長野大学教授）
- 刑部芳則（日本近代史学者、日本大学商学部教授、東海林太郎音楽館学術顧問）
- 久住真也（日本近代史学者、大東文化大学文学部教授）
- 外岡慎一郎（日本中世史学者、奈良大学文学部史学科教授、元敦賀市立博物館長）

##### 社会学
- 岩田正美（社会福祉学者、日本女子大学名誉教授）
- 奥山正司（社会福祉学者、東京経済大学名誉教授）
- 三本松政之（社会福祉学者、立教大学コミュニティ福祉学部教授）
- 上野俊哉（社会学者、和光大学教授）
- 飯田良明（社会学者、実践女子大学教授、元千葉経済大学教授）
- 小宮信夫（社会学者、立正大学文学部教授）
- 藤田真文（社会学者、法政大学教授）
- 堀川三郎（社会学者、法政大学教授）
- 風間孝（社会学者、中京大学国際教養学部教授）
- 渋谷和彦（社会学者、琉球大学国際地域創造学部教授）
- 早川洋行（社会学者、滋賀大学名誉教授）
- 綿抜豊昭（社会学者、筑波大学教授）
- 庄司昌彦（情報社会学者、武蔵大学社会学部教授）

##### 哲学・教育学
- 許萬元（哲学者、立命館大学教授）
- 八尾坂修（教育学者、九州大学名誉教授）
- 古瀬卓男（教育学者、北海道女子短期大学学長（3代））
- 豊泉清浩（教育学者、文教大学教育学部教授）
- 石黒広昭（教育学者、立教大学文学部教授）

##### 神学・宗教学
- 倉沢正則（神学者、東京基督教大学学長（第4代））

##### 理学・工学
- 石井正（知的財産学者、大阪工業大学名誉教授・知的財産学部初代学部長・知的財産専門職大学院初代研究科長、元特許庁特許技監）
- 大橋正和（情報工学、中央大学名誉教授、電気通信普及財団テレコム社会科学賞）
- 佐藤東九男（情報学者、東京工芸大学名誉教授）
- 篠田庄司（電子工学、中央大学名誉教授、電子情報通信学会編集長）
- 杉本八郎（薬学者、アルツハイマー病進行抑制剤（アリセプト）開発者、中央大学客員教授、京都大学大学院客員教授）
- 鈴木宏昭（認知科学、青山学院大学教授）
- 永井節夫（数学者、富山大学教授）
- 有田正光（水理学者、東京電機大学名誉教授）

#### その他
- 村田正太（医師・ハンセン病研究者、大阪府外島保養院院長、日本らい学会名誉会員）
- 中森義宗（美術史家、多摩美術大学教授）
- 奥岡茂雄（美術学者、北翔大学元教授）
- 堀本武功（国際政治学者、公益財団法人日印協会インド研究センター上席研究員）
- 笹岡征雄（スポーツ研究者、札幌学院大学名誉教授）
- 清水一（保健学者、広島大学名誉教授）
- 藤井輝明（医学者、熊本大学教授、鳥取大学教授）
- Tam（関係性型経営戦略学・産業衛生学・バイオインフォマティクス、社会人学生）
- 徳永直紀（自動車技術者、ルノーF1テクニカルディレクター）
- 今井宏平（政治学者、ジェトロ・アジア経済研究所研究員）

### 教育
- 本庄京三郎（関西工学専修学校(現・大阪工業大学、学校法人常翔学園)設立者・校主、東京法学院卒）
- 米田吉盛（神奈川大学創立者・神奈川大学名誉理事長、元衆議院議員(4期)、旧神奈川県1区選出、自民党、専門部法律科卒）

- 上廣榮治（実践倫理宏正会名誉会長、上廣倫理財団会長、オックスフォード大学名誉評議員）
- 野又肇（学校法人野又学園理事長・函館短期大学学長）
- 漆紫穂子（品川女子学院理事長）
- 真板益夫（学校法人君津学園理事長・清和大学学長、千葉県木更津市名誉市民）
- 佐藤孝司（学校法人佐藤栄学園第2代理事長）

#### 歴史・地理・その他
- 大内地山（郷土史家・水戸学者、記者、東京法学院卒）
- 本間信治（地名研究家、専門部商学科卒）

### マスコミ

#### ジャーナリスト・評論家
- 杉村楚人冠（ジャーナリスト、エッセイスト、元朝日新聞記者）
- 長谷川如是閑（ジャーナリスト、文明批評家、評論家、帝国芸術院会員、文化勲章受章、東京都名誉都民）
- 渋川玄耳（ジャーナリスト、元朝日新聞記者）
- 石川三四郎（ジャーナリスト、社会思想家、社会運動家）
- 横山源之助（ジャーナリスト、社会問題研究家、「日本之下層社会」・「内地雑居後之日本」著者）
- 山根真治郎（ジャーナリスト、新聞学院（1932年 - 1942年）創設）
- 浅野七之助（ジャーナリスト、東京毎日新聞記者特派員）
- 松浦総三（ジャーナリスト、評論家）
- 多田実（ジャーナリスト、読売新聞政治部長、二松学舎大学国際政経学部教授）
- 金田浩一呂（ジャーナリスト、産業経済新聞社文芸記者）
- 久保紘之（ジャーナリスト、産経新聞編集特別委員）
- 井上安正（ジャーナリスト、読売新聞西部本社編集局長、報知新聞社顧問）
- 美里泰伸（ジャーナリスト、アナウンサー・田丸美寿々の前夫）
- 宇田川敬介（ジャーナリスト、作家）
- 市川哲夫（元ドラマプロデューサー、雑誌編集長）
- 福島良一（スポーツジャーナリスト、メジャーリーグ評論家）
- 渡辺勘郎（スポーツジャーナリスト）
- 田崎史郎（ジャーナリスト、元時事通信解説委員長、駿河台大学客員教授）
- 立石泰則（ノンフィクション作家、ジャーナリスト）
- 吉田光宏（フリージャーナリスト）
- 中島みち（ノンフィクション作家）
- 大泉実成（ノンフィクション作家）
- 門田隆将（ノンフィクション作家、ジャーナリスト、元新潮社編集部副部長）
- 木村元彦（ノンフィクション作家、ジャーナリスト）
- 横田濱夫（ノンフィクション作家、経済評論家、元横浜銀行行員）
- 赤間剛（ノンフィクション作家、評論家）
- 今井良（ノンフィクション作家、ジャーナリスト）
- 菅野朋子（ノンフィクション作家）
- 金子隆一（サイエンスライター、SF評論家、商卒）
- 叶芳和（経済評論家、国民経済研究協会元会長、元帝京平成大学教授）
- 川勝正幸（サブカルチャー評論家、編集者）
- 横田尤孝（経済評論家、随筆家）
- 山岡鉄秀（ジャーナリスト）
- 青木直人（ジャーナリスト、政治評論家）
- 飯島清（政治評論家、選挙プランナー）
- 千葉展正（政治評論家、反フェミニスト）
- 板垣英憲（政治評論家、経済評論家）
- 高橋良平（SF小説及・SF映画評論家、翻訳家、編集者）
- 大場正明（映画評論家）
- 森口朗（教育評論家）
- 赤羽巌穴（ジャーナリスト、社会主義者）
- 島田敏男（元NHK名古屋放送局長、NHK放送文化研究所研究主幹）
- 河信基（ジャーナリスト、朝鮮評論家、元朝鮮新報記者、元朝鮮大学校主任教授）
- 梅本正行（防犯ジャーナリスト、一般社団法人日本防犯学校学長）
- 遠藤徹（自動車ジャーナリスト）
- 松井宏夫（医療ジャーナリスト）
- 世良光弘（軍事ジャーナリスト）
- 富永秀一（環境ジャーナリスト、元名古屋テレビアナウンサー）
- 木ノ原旬望（スポーツジャーナリスト）
- 清尾淳（スポーツジャーナリスト）
- 千葉千枝子（旅行ジャーナリスト）
- 鬼塚英昭（ノンフィクション作家）
- 井上博司（ジャーナリスト、フライフィッシング研究家）
- 神子安泉（競馬研究家）
- 河合雅司（作家、ジャーナリスト、元産経新聞社論説委員、一般社団法人 人口減少対策総合研究所理事長）
- 菅原出（国際政治アナリスト、国際ジャーナリスト）
- 田中稔（ジャーナリスト、元首相（村山富市）秘書）
- 倉山満（憲政史研究者、評論家）
- 和田将治（時計ジャーナリスト）
- 石川温（スマホジャーナリスト）
- 天野恵一（思想家・社会評論家、反戦活動家）
- 石高健次（フリージャーナリスト、元朝日放送報道局局次長プロデューサー）
- 岩成政和（鉄道研究家）
- 木下黄太（ジャーナリスト、著作家）
- 野上暁（児童文学・児童文化評論家）
- 山際淳司（作家、スポーツジャーナリスト、「サンデースポーツ」キャスター）

#### プロデューサー・編集者
- 市川哲夫（元東京放送プロデューサー、日本映画テレビプロデューサー協会事務局長、前中大特任教授)
- 太田英昭（フジ・メディア・ホールディングス代表取締役社長、フジテレビ取締役、産業経済新聞社顧問・元代表取締役会長）
- 王東順（プロデューサー、元フジテレビゼネラルプロデューサー）
- 神原孝（フジテレビプロデューサー）
- 矢追純一（元日本テレビプロデューサー、UFO研究家）
- 野崎靖博（日刊スポーツ編集委員、スポーツキャスター）
- 畑中翔太（クリエイティブ・ディレクター、プロデューサー、脚本家）
- 張江泰之（テレビプロデューサー）
- 堀江史朗（元カーセンサー編集長、日本カー・オブ・ザ・イヤー事務局長）
- 酒井弘樹（米国出版社バーティカル・インク社長）
- 高須基仁（出版プロデューサー）
- 吉野秀（出版プロデューサー、作家）
- くらたまなぶ（元リクルートホールディングス編集長、とらばーゆ、ホットペッパー、フロム・エー、エイビーロード、じゃらん、ゼクシィ、じゅげむなどを創刊）
- 畔上文昭（元「週刊BCN」(BCN) 編集長、量子計算コンサルタント）
- 香城卓（ゲームプロデューサー）
- 下河辺さやこ（編集者、プロデューサー）
- 高橋正衛（編集者、歴史学者、昭和史研究家、元みすず書房取締役、専門部卒）

#### テレビ
- 横山哲也（NHKアナウンサー）
- 堀越将伸（NHKアナウンサー）
- 横林良純（NHKアナウンサー）
- 三橋大樹（NHKアナウンサー）
- 西東大（NHKアナウンサー）
- 河島康一（NHKアナウンサー）
- 中倉隆道（フリーアナウンサー、元NHKアナウンサー、柿ピー研究家）
- 佐藤淳（元NHKアナウンサー、元日本語センター（（財）NHK放送研修センター）執行役員・副センター長）
- 藤井康生（元NHKアナウンサー、「大相撲中継」）
- 山本哲也（元NHK日本語センターエグゼクティブアナウンサー）
- 福澤浩行（元NHKアナウンサー）
- 葛西聖司（元NHKエグゼクティブアナウンサー、古典芸能解説者）
- 清川徹（元NHKアナウンサー）
- 山田康夫（元NHKアナウンサー）
- 北出清五郎（元NHKアナウンサー、「大相撲中継」、1964年東京オリンピック開会式中継）
- 野村泰治（元NHKアナウンサー、「連想ゲーム」・TBS「3時にあいましょう」司会者）
- 名越章浩（NHK解説委員、元瀬戸内海放送アナウンサー）
- 安藤翔（日本テレビアナウンサー）
- 田辺大智（日本テレビアナウンサー）
- 吉田填一郎（元日本テレビアナウンサー、元アール・エフ・ラジオ日本常務取締役営業局長）
- 小川光明（元日本テレビアナウンサー）
- 多昌博志（ティップネス取締役常務執行役員、元日本テレビアナウンサー）
- 小木逸平（テレビ朝日アナウンサー）
- 佐々木快（テレビ朝日アナウンサー）
- 仁科健吾（テレビ朝日アナウンサー）
- 矢島悠子（テレビ朝日アナウンサー）
- 国山ハセン（元TBSテレビアナウンサー、PIVOT株式会社プロデューサー）
- 武方直己（TBSスポーツ局業務推進部次長、元アナウンサー）
- 新村尚久（元TBSアナウンサー）
- 野口雅子（元TBSアナウンサー）
- 藤井由依（テレビ東京アナウンサー）
- 金子勝彦（フリーアナウンサー・サッカーコメンテーター、元毎日放送・テレビ東京アナウンサー）
- 生田竜聖（フジテレビアナウンサー）
- 結城哲郎（フリーアナウンサー、元毎日放送・GAORAアナウンサー）
- 尾山憲一（読売テレビ営業局営業企画部・元アナウンサー）
- 清水健（元読売テレビアナウンサー）
- 小林杏奈（読売テレビ編成局所属・元アナウンサー）
- 因田宏紀（元朝日放送アナウンサー、元ABCゴルフ倶楽部代表取締役社長・支配人）
- 早坂淳（元テレビ大阪・北海道テレビ放送アナウンサー）
- 渡辺学（テレビ大阪解説委員、テレビ大阪・岡山放送元アナウンサー）
- 鈴木正勝（元関西テレビ放送アナウンサー）
- 豊田康雄（関西テレビ放送アナウンサー）
- 藤本永治（元毎日放送アナウンサー）
- 加藤由香（CBCテレビアナウンサー）
- 萩野朋美（元CBCテレビアナウンサー）
- 佐藤楠大（CBCテレビアナウンサー）
- 林一郎（中京テレビ報道部所属・元アナウンサー）
- 水谷陽介（中京テレビ報道部所属・元アナウンサー）
- 尾形杏奈（名古屋テレビアナウンサー）
- 小川和幸（北海道放送オーディオビジネス局編成制作部マネジャー・元アナウンサー）
- 中村剛大（北海道文化放送アナウンサー）
- 福地妃菜美（北海道テレビ放送アナウンサー）
- 喜瀬浩（STVラジオパーソナリティ、元札幌テレビ放送アナウンサー）
- 相川紗登士（フリーアナウンサー・タレント、元札幌テレビ放送アナウンサー）
- 遠藤雅也（フリーアナウンサー、元CBC・北海道テレビ放送アナウンサー）
- 照井健（フリーアナウンサー、元IBC岩手放送アナウンサー）
- 加藤久智（IBC岩手放送アナウンサー）
- 水越かおる（IBC岩手放送アナウンサー）
- 野牛あかね（フリーアナウンサー、元岩手めんこいテレビ・テレビ山梨アナウンサー）
- 佐藤修（元東北放送アナウンサー）
- 安東理紗（元東北放送アナウンサー）
- 内田敦子（フリーアナウンサー、元東日本放送アナウンサー）
- 菅原実（元秋田放送常務取締役、元同社アナウンサー）
- 杉卓弥（秋田テレビアナウンサー・元さくらんぼテレビアナウンサー）
- 高田美樹（秋田朝日放送アナウンサー）
- 宮本大句見（元さくらんぼテレビアナウンサー）
- 高橋雄一（元福島テレビアナウンサー）
- 名和田知加（フリーアナウンサー、福島テレビアナウンサー）
- 深田和彦（元福島放送アナウンサー）
- 水津邦治（テレビユー福島アナウンサー）
- 佐々木夢夏（テレビユー福島アナウンサー）
- 三富健也（元福島中央テレビアナウンサー）
- 直川貴博（フリーアナウンサー、元福島中央テレビアナウンサー）
- 神原千恵（ACCSアナウンサー、元NHK水戸放送局キャスター→茨城放送パーソナリティ）
- 亀井薫（フリーアナウンサー、元青森放送アナウンサー）
- 森田浩康（元RKB毎日放送・テレビ神奈川アナウンサー）
- 依田智子（元山梨放送アナウンサー）
- 深田幹規（山梨放送アナウンサー）
- 小田切いくみ（テレビ山梨アナウンサー）
- 小林史子（フリーアナウンサー、元石川テレビ・テレビ山梨アナウンサー）
- 松坂彰久（フリーアナウンサー、元ラジオ福島・静岡エフエム放送・長野朝日放送アナウンサー）
- 加納美也子（日本テレビ報道記者、元岩手朝日テレビ・テレビ信州アナウンサー）
- 厚芝智行（元テレビ信州アナウンサー）
- 小幡章（元テレビ新潟アナウンサー）
- 益子なお美（元福島放送・テレビ新潟アナウンサー）
- 清水亜里沙（フリーアナウンサー、元東海テレビ放送アナウンサー）
- 藤田嘉宏（元山口放送・新潟総合テレビアナウンサー）
- 久野大地（信越放送、アナウンサー）
- 熊崎結萌（テレビ静岡アナウンサー、元テレビユー福島アナウンサー）
- 鈴井慎一（元テレビ静岡アナウンサー）
- 斉藤彩（元北陸朝日放送・青森テレビアナウンサー）
- 辰巳平一（元北陸放送アナウンサー）
- 稲垣真一（石川テレビアナウンサー、元北日本放送）
- 瀧口俊介（元アール・エフ・ラジオ日本・石川テレビアナウンサー）
- 吉川圭一（北陸朝日放送アナウンサー、元福井放送・元さくらんぼテレビ）
- 原渕由布奈（福井テレビアナウンサー）
- 中道詩織（元福井テレビアナウンサー）
- 篠田吉央（岡山放送アナウンサー）
- 中塚美緒（岡山放送アナウンサー）
- 岡内ひかり（南海放送アナウンサー）
- 福田仁志（元日本海テレビアナウンサー）
- 高橋裕（山口放送アナウンサー）
- 山崎彩紗（フリーアナウンサー、元山口朝日放送アナウンサー）
- 新垣泉子（テレビ西日本アナウンサー）
- 工藤洋史（元大分放送アナウンサー）
- 小澤達雄（元南日本放送アナウンサー）
- 藤原一彦（元南日本放送アナウンサー）
- 草柳悟堂（琉球朝日放送報道記者・アナウンサー、元九州朝日放送アナウンサー）
- 曽根純恵（フリーアナウンサー、日経CNBCキャスター）
- 松岡俊道（フリーアナウンサー）
- 原ゆう子（フリーアナウンサー）
- 杉山明子（フリーアナウンサー）
- 深澤朝香（フリーアナウンサー、元テレビ北海道・山口放送）
- 隈部崇之（フリーアナウンサー、元RKB毎日放送）
- 渡部剛士（元南海放送アナウンサー）
- 堀江政史（フリーアナウンサー）
- 河西歩果（フリーアナウンサー、タレント）
- 西澤由夏（ABEMAアナウンサー）

#### ラジオ
- 斉藤安弘（元ニッポン放送アナウンサー、オールナイトニッポン初代パーソナリティ）
- 栗村智（フリー、元ニッポン放送アナウンサー、一時フジテレビに所属）
- 森田耕次（ニッポン放送報道スポーツコンテンツセンター解説委員、元ニッポン放送・エフエム東京アナウンサー）
- 寺島尚正（フリー、元文化放送アナウンサー）
- 中西章一（元STVラジオパーソナリティ、エッセイスト）
- 小林皓正（元ラジオたんぱアナウンサー）
- 細渕武揚（アール・エフ・ラジオ日本アナウンサー）
- 天野良春（元東海ラジオ放送アナウンサー）
- 犬飼俊久（フリーアナウンサー、元東海ラジオ放送アナウンサー、東放企業株式会社　代表取締役社長）
- 大和田新（フリー、元ラジオ福島アナウンサー）
- 佐々木瞳（フリーアナウンサー、元ラジオ福島アナウンサー）
- 中村ちひろ（ラジオパーソナリティ、元FM PORTアナウンサー）
- 奥田圭（ディスクジョッキー、ラジオディレクター、ラジオ番組プロデューサー）
- 空木マイカ（ラジオパーソナリティ・ディスクジョッキー）
- 岡本祥子（ラジオリポーター）
- 鈴木ともみ（フリー、経済キャスター、ファイナンシャル・プランナー・DC（確定拠出年金）プランナー）

#### 気象予報士
- 杉江勇次（気象予報士）
- 望月圭子（気象予報士、元テレビ山梨アナウンサー）
- 猪熊隆之（気象予報士（山岳専門）、登山家、株式会社ヤマテン 代表取締役）
- 佐藤大介（気象予報士）
- 手塚悠介（気象予報士）「報道ステーション」、「スーパーJチャンネル」出演他
- 川端彩香（気象予報士）
- 町田朱理（気象予報士）

### 芸術

#### 小説
- 田村西男（小説家、劇作家、東京法学院卒）
- 柴田天馬（作家）
- 木下尚江（作家、社会運動家、中退）
- 橋本善次郎（推理作家）
- 西沢正太郎（児童文学作家）
- 津田三郎（小説家）
- 北方謙三（作家、日本推理作家協会元理事長、旭日小綬章叙勲）
- 逢坂剛（作家、直木賞、日本推理作家協会元理事長）
- 志茂田景樹（作家、直木賞）
- 高橋和島（小説家）
- 平井和正（SF作家）
- 矢野徹（SF作家、元日本SF作家クラブ会長、チャペック賞受賞）
- 和田芳恵（作家、直木賞）
- 木内昇（小説家、直木賞、女性）
- 渡辺裕之（推理作家）
- 玖村まゆみ（小説家、江戸川乱歩賞）
- 土屋隆夫（作家）
- 桑原水菜（作家）
- 桜井滋人（作家）
- 井原まなみ（推理作家）
- 太田蘭三（推理作家）
- 押川國秋（作家）
- 賀東招二（作家）
- 川野京輔（推理作家）
- 北沢拓也（官能小説家）
- 矢口敦子（小説家）
- 二階堂黎人（作家）
- 佐藤洋二郎（作家、日本大学芸術学部教授）
- 谷真介（児童文学作家）
- 矢島誠（推理作家）
- 山本幸久（小説家）
- 小林栗奈（小説家、ファンタジー作家）
- 吉川良太郎（作家）
- 鷲田旌刀（作家）
- おぼまこと（絵本作家）
- 西村繁男（絵本作家）
- 寮美千子（小説家、童話作家、絵本作家）
- 天沼春樹（ドイツ文学者、作家、翻訳家）
- 大倉らいた（ゲームシナリオライター、小説家）
- 見沢知廉（作家、元一水会相談役）
- 井川香四郎（時代小説家）
- 髙田郁（時代小説家）
- 佐藤巖太郎（時代小説家）
- 海上知明（小説家）
- 新井政彦（推理小説家）
- 中西伊之助（中退、プロレタリア作家）
- 中山涙（ノンフィクション作家、大衆小説家、エッセイスト）
- 山村竜也（歴史作家、NHK大河ドラマ等の時代考証を幾つか担当）
- 今村了介（歴史小説家）
- 江宮隆之（歴史小説家）
- 小野寺公二（歴史小説家）
- 山本巧次（推理小説家）
- 大村友貴美（推理小説家）
- 田中雅美（小説家）
- 濱嘉之（小説家）
- 河野実（作家、「愛と死をみつめて」）
- 松村美香（小説家）
- 井上凛（小説家、元アナウンサー）
- 伊吹有喜（小説家）
- 鳴神響一（小説家）
- 松山剛（小説家、ライトノベル作家）
- 木村綾子（作家、小説家、ライター、中央大学大学院文学研究科修了）
- 新藤卓広（推理作家）
- 穂高健一（小説家、ジャーナリスト）

#### 脚本家・劇作家・放送作家
- 小野田勇（脚本家、劇作家）
- 野島伸司（脚本家）
- 押川國秋（脚本家、小説家）
- 岸田理生（劇作家）
- 星山博之（脚本家）
- 上原正三（脚本家・「ウルトラシリーズ」他）
- 渡邊由自（脚本家）
- 小川英（脚本家）
- 秋元康（中退、脚本家、放送作家、作詞家）
- 林誠人（脚本家）
- 西沢実（放送作家、劇作家）
- 関秀章（放送作家・「ビートたけしのTVタックル」他）
- そーたに（放送作家・「世界の果てまでイッテQ！」他）
- 堀江利幸（放送作家・「世界一受けたい授業」他）
- 武洋行（放送作家・「人生が変わる1分間の深イイ話」他）
- 吉原じゅんぺい（放送作家）
- 大村綾人（放送作家・構成作家）
- 今浪祐介（放送作家・構成作家）
- 大倉らいた（ゲームシナリオライター、小説家）
- 平松正樹（脚本家、ゲームシナリオライター）
- 守口悠介（脚本家）
- 経塚丸雄（脚本家、小説家）

#### 詩・短歌・俳句
- 中原中也（詩人・予科中退）
- 坊野寿山（俳人）
- 山口茂吉（歌人）
- 北園克衛（詩人）
- 岡本潤（詩人）
- 和泉克雄（詩人、俳人）
- 奥田晴義（詩人）
- 鈴木満（詩人）
- 阿部弘一（詩人）
- 丸地守（詩人）
- 甲田四郎（詩人）
- 峯澤典子（詩人）
- 和知喜八（俳人）
- 千代田葛彦（俳人）
- 石原八束（俳人）
- 穴井太（俳人、専門部経済科卒）
- 鷹羽狩行（俳人、俳人協会会長）
- 加古宗也（俳人）
- 仁平勝（俳人、評論家）
- 湊楊一郎（俳人、弁護士）
- 小島健（俳人）
- 井上微笑（俳人）
- 河合凱夫（俳人）中退
- 岸本マチ子（俳人、詩人）

#### 随筆・エッセイ・コラム
- 伊藤玄二郎（エッセイスト、かまくら春秋社代表取締役社長）
- 井狩春男（エッセイスト、出版評論家）
- えのきどいちろう（コラムニスト）
- 清尾淳（スポーツライター）
- 木村浩嗣（スポーツライター、雑誌編集者）
- 清義明（フリーライター、ルポライター）
- 丸井乙生（フリースポーツライター、リサーチャー）
- 飯田一史（フリーライター）
- 伊藤敬一（囲碁ライター）

#### その他
- 本多信一（著述家、コンサルタント（中小企業診断士））
- 森重昭（歴史家、「原爆で死んだ米兵秘史」第64回菊池寛賞受賞）

#### 文芸評論
- 佐飛通俊（文芸評論家、作家）
- 川西政明（文芸評論家）
- 富岡幸一郎（文芸評論家、関東学院大学教授、関東学院大学図書館長、鎌倉文学館館長（第4代））
- 木村久邇典（文芸評論家、作家、元朝日新聞社・山本周五郎担当記者）
- 小島信一（文芸評論家、詩人）
- 新谷行（文芸評論家、詩人）
- 津井手郁輝（文芸評論家）
- 近藤洋太（文芸評論家、詩人）
- 矢野利裕（文芸評論家、ラジオDJ、中学校・高等学校教員、文学部出身）

#### 音楽
- 杉田村雄（クラシックギター・マンドリン音楽家、指揮者）
- 鈴木大八郎（作曲家、編曲家）
- 石田勝範（作曲家、編曲家）
- 岡田友弘（指揮者）
- 野口剛夫（音楽学者、作曲家、指揮者）
- 伊藤ケイスケ（津軽三味線奏者）

#### 絵画・版画・彫刻・造形・その他
- 桑原羊次郎（美術工芸研究家、元衆議院議員（1期）、旧島根県松江選挙区選出、憲政会、英吉利法律学校卒）
- 逸見享（版画家、装幀家）
- 熊谷登久平（洋画家、歌人）
- 古茂田守介（洋画家）法科夜間部中退
- 佐藤健次郎（彫刻家）
- 駒形九磨（陶芸家）
- 駒澤博司（陶芸家）
- 正子公也（絵巻作家）
- 鈴木大弓（陶芸家）
- 吉田佳広（グラフィックデザイナー）
- 松田行正（グラフィックデザイナー）
- 村木明（美術評論家、小説家）
- 鷹見明彦（美術評論家）
- 瀬木慎一（美術評論家）
- 岩崎紘昌（美術評論家）
- 赤木明登（漆芸家（輪島塗）、文筆家、美食家）

#### 建築
- 新井清一（建築家、京都精華大学デザイン学部建築学科客員教授、アライ・アーキテクツ一級建築士事務所主宰）

#### 能・狂言
- 中村昌弘(シテ方金春流能楽師、重要無形文化財（総合指定））
- 野村万之介（狂言師）

#### 書家
- 太田谷山（書家、教育者）

#### 茶道
- 千宗左（茶道家、表千家不審菴十四代家元・而妙斎、表千家同門会名誉会長）

#### 舞踏・舞踊
- 伊藤キム（舞踏家、振付家）
- 橋詰大樹（演出振付家）
- 藤本寧（バレエダンサー、俳優）

#### 写真
- 広田尚敬（鉄道写真家）
- 奈良原一高（写真家）
- 魚返一真（写真家、中退）
- 矢野隆（写真家）
- 手塚粲（写真家）
- 大崎映晋（水中写真家、水中考古学者、海女文化研究家）

### 芸能

#### 監督・演出家・プロデューサー
- 古海卓二（映画監督、脚本家）
- 二川文太郎（映画監督、脚本家）
- 弓削太郎（映画監督）
- 相米慎二（映画監督）
- 山内鉄也（映画監督、脚本家、「水戸黄門」・「大岡越前」他）
- 澤田幸弘（映画監督、脚本家）
- 松本健（映画監督、プロデューサー）
- 岡本明久（映画監督）
- 福原進（映画監督）
- 当摩寿史（映画監督）
- 鶴橋康夫（元読売テレビディレクター、映画監督）
- やのひでのり（脚本家、劇作家）
- 柳田裕男（撮影監督）
- 鍋島淳裕（撮影監督）
- 藤ひさし（映像作家、美術コンテンツ・プロデューサー）
- 保原賢一郎（映画プロデューサー、ドラマプロデューサー）
- 片岡公生（映画プロデューサー）
- 千葉誠治（映画監督、映画プロデューサー、脚本家）
- 山本起也（映画監督、京都芸術大学映画学科教授）
- 佐野智樹（映画監督、ドラマ演出家）
- 豪田トモ（映画監督）
- 杉田愉（映画監督・脚本家）
- 高石明彦（脚本家、映画プロデューサー）
- 石原理衣（映画監督・女優・プロデューサー）
- 金井純一（映画監督、脚本家）
- 犬童一利（映画監督）
- 清本章太（映画監督、写真家）
- 川北ゆめき（映画監督、映像作家）
- 石坂アツシ（映画監督、映像作家）
- 加藤行宏（映画監督、映像作家）

#### その他
- 斉藤実（記録映画監督、冒険家）

#### 俳優
- 清水元（俳優）
- 渥美清（俳優）
- 丹波哲郎（俳優）「007は二度死ぬ (映画)」他
- 千秋実（俳優）
- 長弘（俳優）
- 金井大（俳優）
- 仲谷昇（俳優）
- 黒部進（俳優）
- 古谷一行（俳優）「古谷一行の金田一耕助シリーズ」他
- 大野しげひさ（俳優）
- 阿部寛（俳優）
- 上川隆也（俳優、経済学部中退）
- 岸谷五朗（俳優、商学部中退）
- 山下真司（俳優）
- 滝田栄（俳優）
- 小松方正（俳優）
- 佐原健二（俳優）
- 佐古正人（俳優）
- 大川義幸（俳優）
- 久木念（俳優）
- 原口剛（俳優）
- 河西健司（俳優）
- 土門峻（俳優）
- 谷津勲（俳優）
- 加瀬亮（俳優、商学部中退）
- 倉知成満（俳優）
- 菅貫太郎（俳優）
- 長谷川博己（俳優）
- 渡祐志（俳優）
- 二宮聡（俳優）
- 鈴木博之（俳優）
- 石和摂（俳優）
- 吉岡睦雄（俳優、文学部中退）
- 木幡竜（俳優）
- 山下翔央（俳優、元Ya-Ya-yah）
- 山本伸吾（俳優、ミュージシャン）
- 是近敦之（俳優）
- 佐藤修幸（俳優、プロデューサー）
- 芹澤興人（俳優）
- 片岡信和（俳優、気象予報士「羽鳥慎一モーニングショー」・「有働Times」天気キャスター他）
- 前野朋哉（俳優、映画監督）
- 平田雄也（俳優、タレント）
- 井上想良（俳優、タレント）
- 岩元駿介（俳優、タレント）
- 植木まり子（女優）
- 藤堂陽子（女優）
- 坂巻佑（女優）
- 今村雅美（女優、全日本国民的美少女コンテストグランプリ受賞）
- 麻生夏子（女優、タレント、歌手）
- 田中廣臣（元ミュージカル俳優）
- 渡辺早織（ファッションモデル、女優）
- 井戸川百花（ファッションモデル、女優）
- 山口祐一郎（ミュージカル俳優）
- 鍵谷芳勝（モデル・俳優）
- 桐田伶音（舞台俳優）

#### 声優
- 鈴木清信（声優）
- 辻親八 (中退)（声優）
- 富田耕生（声優）
- 金子達（声優）
- 村山明（声優）
- 松本保典（声優）
- 中嶋聡彦（声優）
- 南央美（声優）
- 岩田翼（声優）
- 鍛治本大樹（声優）
- 山口智広（声優）
- 青山なぎさ（声優）
- 吉岡茉祐(声優)

#### ナレーター・その他
- 大川征義（ナレーター、元俳優）

#### 音楽
- 武井義明（ジャズシンガー）
- akiko（ジャズシンガー、ユニバーサルミュージック）
- 出門英（ヒデとロザンナ、歌手、作曲家、俳優）
- 山北由希夫（作詞家）
- 東海林良（作詞家、小説家）
- 網倉一也（作詞家、作曲家）
- 杉浦ラフィン誠一郎（作曲家）
- 日暮雅信（作曲家）
- 岩里祐穂（作詞家、小説家）
- 荒川敏行（作曲家）
- 坂本洋（編曲家・作曲家・音楽プロデューサー）
- 手塚理（作曲家、編曲家）
- 花島大義（作曲家、編曲家）
- 野見祐二（作曲家）
- 山中孝真（作曲家、編曲家）
- 萩原和樹（作曲家）
- 宮田東峰（ハーモニカ奏者）
- 灰田有紀彦（スチールギター、ウクレレ奏者、作曲家、後に慶應義塾大学に進学）
- 妹尾隆一郎（ハーモニカ奏者、サザンオールスターズ「Big Star Blues (ビッグスターの悲劇)」共演他）
- チャーリー永谷（カントリーシンガー）
- ダン池田（ミュージシャン、バンドマスター、元紅白歌合戦指揮者）
- 田家秀樹（音楽評論家、ノンフィクション作家、音楽番組パーソナリティ、音楽番組監修者、日本放送作家協会会員）
- 菊地英二（ミュージシャン、THE YELLOW MONKEYドラマー）
- 増川弘明（ミュージシャン、BUMP OF CHICKENギター）
- 上野恒星（ベーシスト、Yogee New Waves）
- 大介（ミュージシャン、Aqua Timezギター）
- mayuko（ミュージシャン、Aqua Timezキーボード）
- TASSHI（ミュージシャン、Aqua Timezドラマー）
- ホリエアツシ（ミュージシャン、ストレイテナーボーカル＆ギター）
- 蓬田修士（ミュージシャン、元PATCH WORK LIFEボーカル＆ギター）
- 蛇石マリナ（ミュージシャン、Mardelasボーカル ）
- 佐藤隆（シンガーソングライター）
- 佐藤公彦（シンガーソングライター）
- 上田浩恵（シンガーソングライター）
- 森たまき（シンガーソングライター、作詞家、作曲家）
- 小西寛子（シンガーソングライター、声優）
- 村松宏昭（ギタリスト、作曲家、音響監督）
- 戸田誠司（音楽プロデューサー、作曲家、元FAIRCHILDベーシスト）
- 吉良知彦（ミュージシャン、ZABADAK）
- ナオト・インティライミ（ミュージシャン・シンガーソングライター）
- Nakajin（ミュージシャン、SEKAI NO OWARIギター）
- 髙塚大夢 (アイドル、INI、法学部卒業)
- 六本木じろう（歌手、商学部卒業）
- 岸利至（音楽プロデューサー、ミュージシャン、作曲家）
- 松田聖子 (アイドル、ミュージシャン、女優)

#### 落語
- 柳家小団治（落語家、落語協会・真打）
- 三遊亭竜楽（落語家、五代目円楽一門会・真打）
- 林家三平 (2代目)（落語家、落語協会・真打）
- 桂やまと（落語家、落語協会・真打）
- 春風亭三朝（落語家、落語協会・真打）
- 林家つる子（落語家、落語協会・真打、 女性落語家として初めて抜擢で真打 ）
- 三遊亭好青年（落語家、五代目円楽一門会・二ツ目）

#### 講談
- 田辺凌鶴（講談師、講談協会・真打）
- 神田鯉風（講談師、日本講談協会・真打）
- 一龍斎貞奈（講談師、講談協会・二ツ目）

#### タレント
- 谷啓（コメディアン、ミュージシャン、クレージーキャッツメンバー）
- 高木ブー（コメディアン、ミュージシャン、ザ・ドリフターズメンバー）
- きたろう（コメディアン、シティボーイズメンバー）
- 尾形貴弘（お笑い芸人、パンサーメンバー）
- 星野卓也（お笑い芸人）
- 倉本剛（お笑い芸人、ロケット団）
- たける（お笑い芸人、東京ホテイソンメンバー）
- よしおか（お笑い芸人、シンクロニシティメンバー）
- 西野諒太郎（お笑い芸人、シンクロニシティメンバー）
- 松井大典（モデル）
- 森雄一（ディスクジョッキー）
- 諸岡なほ子（タレント、ファッションモデル、別名MONA、諸岡菜穂子より改名）
- 手塚香織（タレント、モデル）
- 工藤あさぎ（ファッションモデル）
- 田中智（ファッションモデル）
- 星野礼奈（ファッションモデル、ニュースキャスター）
- 田原彩香（タレント）
- 上妻成吾（元子役タレント、てれび戦士）
- 林田百加 (グラビアアイドル)
- 斉藤里奈 (グラビアアイドル)
- 海津雪乃（グラビアアイドル、タレント）
- 足助美岐子（元子役タレント、清水建設土木技術者）
- つんこ（コスプレイヤー、グラビアアイドル）
- 湯上響花（ファッションモデル、タレント）

#### 漫画・アニメ・イラスト
- 永美ハルオ（漫画家、イラストレーター）
- 小池一夫（漫画原作者、大阪芸術大学教授）
- 佐川美代太郎（漫画家、京都精華大学教授）
- 今井哲也（漫画家）
- 植田まさし（漫画家、「コボちゃん」、「かりあげクン」他）
- 赤松健（漫画家）
- 小坂理絵（漫画家）
- 吉森みき男（漫画家）
- 剣名舞（漫画家）
- 山田貴敏（漫画家、中退、「Dr.コトー診療所」他）
- 山本貴嗣（漫画家）
- 福山リョウコ（漫画家）
- 前川つかさ（漫画家）
- 高崎たけまる（漫画家）
- 西谷祥子（漫画家）
- TAGRO（漫画家、イラストレーター）
- 冴樹高雄（漫画家）
- 吉川豊（漫画家）
- みやすのんき（漫画家）
- 河合単（漫画家）
- 鍋島雅治（漫画家）
- 梶井純（漫画評論家）
- 鳥海永行（アニメ監督、脚本家）
- 松谷孝征（アニメプロデューサー、手塚プロダクション社長、日本動画協会理事長、映像産業振興機構理事長）
- 新海誠（アニメ監督）
- 文原聡（アニメ監督・デザイナー・クリエーター）
- 綿田慎也（アニメ演出家・監督）
- 和田高明（アニメーター）
- 森まさあき（アニメーター、東京造形大学名誉教授）
- 永丘昭典（アニメーター）
- 篠塚醸二（CGイラストレーター）
- すぐる画伯（イラストレーター）
- 岸田晶人（イラストレーター、デザイナー）

### 囲碁・将棋
- 米長邦雄（将棋棋士、元日本将棋連盟会長）
- 大内延介（将棋棋士）
- 横山泰明（将棋棋士）
- 石田直裕（将棋棋士）
- 高野智史（将棋棋士）
- 内山あや（女流棋士、理工学部在学中）
- 白石勇一（囲碁棋士）
- 木下かおり（囲碁インストラクター、日本棋院公認審判員）
- 林裕（囲碁評論家、研究家）

#### 麻雀
- 水城恵利（元プロ雀士）
- 吾妻さおり（プロ雀士）
- 山脇千文美（プロ雀士）

### スポーツ

#### アマチュア
- 川島勝司（1996年アトランタオリンピック野球日本代表監督、野球殿堂特別表彰者）
- 佐藤友昭（元社会人野球選手、プリンスホテル外野手、1996年アトランタオリンピック銀メダリスト）
- 清水達也（中央大学硬式野球部監督）
- 末次秀樹（真颯館高校野球部監督）
- 橋本實（元水戸商業高校野球部監督、元水城高等学校野球部監督）硬式野球部途中退部
- 藤田康夫（第1回インターコンチネンタルカップ日本代表）
- 宮井勝成（中央大学硬式野球部元総監督）
- 斉藤一之（元千葉県立銚子商業高等学校野球部監督）
- 米澤貴光（関東第一高等学校野球部監督）

#### プロ野球（現役選手）
- 五十幡亮汰（2024WBSCプレミア12日本代表）
- 石田裕太郎
- 伊藤優輔
- 神里和毅
- 北村恵吾
- 古賀悠斗（2024WBSCプレミア12日本代表）
- 澤村拓一（2013WBC日本代表）
- 西舘勇陽
- 牧秀悟（2023WBC日本代表、2024WBSCプレミア12日本代表）
- 美馬学
- 森下翔太（2024WBSCプレミア12日本代表）

#### プロ野球（元選手）
- 飯田大祐 (オリックス・バファローズコーチ)
- 会田有志（読売ジャイアンツファーム統括）
- 秋田秀幸（元中央大学硬式野球部監督）
- 穴吹義雄
- 阿部慎之助（読売ジャイアンツ監督、2000年シドニーオリンピック・2008年北京オリンピック日本代表、2009WBC・2013WBC日本代表）
- 井坂亮平
- 石渡茂
- 伊藤芳明
- 井上晴哉
- 今井譲二
- 宇田東植
- 遠藤一星
- 岡田源三郎（元明治大学硬式野球部監督、名古屋金鯱軍選手野球殿堂）中退
- 岡部明一
- 岡村隆則
- 大宮清
- 小川淳司（東京ヤクルトスワローズゼネラルマネージャー）
- 尾上旭
- 鍵谷陽平（北海道亀田郡七飯町民栄誉賞、北海道日本ハムファイターズ「ベースボールオペレーション部ベースボールオペレーション」スタッフ）
- 桂本和夫（1956年メルボルンオリンピックレスリングフリースタイル5位入賞）
- 加藤正二
- 川端一彰
- 亀井善行（読売ジャイアンツコーチ、2009WBC日本代表、2024WBSCプレミア12日本代表コーチ、2025年野球日本代表（侍ジャパン）コーチ）
- 君波隆祥
- 熊野輝光（1984年ロサンゼルスオリンピック日本代表、香川オリーブガイナーズ監督）
- 桑田武
- 鍬原拓也
- 香坂英典
- 小嶋仁八郎（元別府緑丘高校・津久見高校監督）
- 榊原良行
- 佐野仙好
- 島袋洋奨
- 末次民夫
- 杉浦健二郎（硬式野球部所属経験なし）
- 鈴木隆
- 高木豊
- 高橋輝
- 高橋善正（元中央大学硬式野球部監督）
- 高畠康真（元筑紫台高等学校教諭）
- 武上四郎
- 田中裕康
- 田村政雄
- 笘篠賢治（1988年ソウルオリンピック野球日本代表銀メダリスト）
- 中澤雅人
- 中塚政幸
- 中村尚史
- 中山雅行
- 新田玄気
- 橋本義隆
- 花田真人
- 日野茂
- 深見安博
- 福田功
- 福田将儀
- 福元淳史
- 藤波行雄
- 堀田一郎
- 本田威志
- 水沼四郎
- 宮本幸信
- 村田和哉
- 行澤久隆（元日本経済大学野球部監督）
- 米村明

#### プロ野球審判員
- 永見武司（パシフィック・リーグ審判部長）
- 本田英志（セントラル・リーグ審判員）

#### サッカー
- 小城得達（元サッカー選手、1964年東京オリンピックベスト8、1968年メキシコシティーオリンピック銅メダリスト、2006年JFA日本サッカー殿堂入り、2018年日本サッカー殿堂入り[1968年メキシコシティオリンピック日本代表チーム][6]）
- 鎌田光夫（元サッカー選手、1964年東京オリンピックベスト8、1968年メキシコシティーオリンピック銅メダリスト、2007年JFA日本サッカー殿堂入り、2018年日本サッカー殿堂入り[1968年メキシコシティオリンピック日本代表チーム]）
- 桑原楽之（元サッカー選手、1968年メキシコシティオリンピック銅メダリスト、2018年日本サッカー殿堂入り[1968年メキシコシティオリンピック日本代表チーム]）
- 山口芳忠（元サッカー選手、1964年東京オリンピックベスト8、1968年メキシコシティーオリンピック銅メダリスト、2007年JFA日本サッカー殿堂入り、2018年日本サッカー殿堂入り[1968年メキシコシティオリンピック日本代表チーム]）
- 福田正博（元プロサッカー選手、1994FIFAワールドカップ（アメリカ）アジア最終予選（イラク戦・ドーハの悲劇）出場、サッカー解説者）
- 中村憲剛（元プロサッカー選手、2010FIFAワールドカップ（南アフリカ）出場、NHKサンデースポーツサッカーコメンテーター、JFAロールモデルコーチ[7]）
- シュミット・ダニエル（プロサッカー選手、名古屋グランパス、2022FIFAワールドカップ（カタール）出場[8]）
- 長谷部茂利（元プロサッカー選手、ジェフ市原、川崎フロンターレ監督（2025年-）、元アビスパ福岡監督）
- 宮沢正史（元プロサッカー選手、FC岐阜、中央大学サッカー部監督）

#### サッカー関係者
- 丸山義行（元サッカー選手、元中央大学サッカー部監督、日本人初のFIFAワールドカップ審判員（国際審判員）、FIFA審判特別功労賞・FIFA国際審判員顕彰、JFA日本サッカー殿堂入り）
- 松崎康弘（元サッカー審判員、JFA日本サッカー協会参与（名誉役員））

#### バスケットボール
- 青木幹典（元バスケットボール選手、東京サンレーヴスヘッドコーチ）
- 後藤敏博（元バスケットボール選手、トヨタ自動車アンテロープス（WJBL）ヘッドコーチ）
- 佐古賢一（元プロバスケットボール選手、アイシン精機、元日本代表、FIBA殿堂入り、元レバンガ北海道ヘッドコーチ）
- 下地一明（元バスケットボール選手、元埼玉ブロンコスヘッドコーチ）
- 五十嵐圭（プロバスケットボール選手、新潟アルビレックスBB、元日本代表）
- 伊藤俊亮（元プロバスケットボール選手、千葉ジェッツふなばし、元日本代表）
- 小野元（プロバスケットボール選手、ライジング福岡）
- 小野龍猛（プロバスケットボール選手、京都ハンナリーズ、元日本代表）
- 柏木真介（プロバスケットボール選手、三遠ネオフェニックス、元日本代表）
- 椎名雄大（元プロバスケットボール選手、信州ブレイブウォリアーズ、レバンガ北海道アシスタントコーチ）
- 中村友也（プロバスケットボール選手、つくばロボッツ）
- 石田晃章（元プロバスケットボール選手、高松ファイブアローズ）
- 小野竜智（元バスケットボール選手、日立サンロッカーズ）
- 節政貴弘（元バスケットボール選手、東芝、元日本代表）
- 谷口正朋（元バスケットボール選手、1972年ミュンヘンオリンピック得点王、元日本代表コーチ、日本バスケットボール協会専務理事）
- 宗田研二（元バスケットボール選手、1972年ミュンヘンオリンピック出場）
- 斎藤文夫（元バスケットボール選手、1976年モントリオールオリンピック日本代表）
- 田名部淳一（元バスケットボール選手、新潟アルビレックスBB）
- 村上大（元プロバスケットボール選手、秋田ノーザンハピネッツ）
- 鶴巻啓太（プロバスケットボール選手、茨城ロボッツ）
- 中村功平（プロバスケットボール選手、茨城ロボッツ）
- 久岡幸太郎（プロバスケットボール選手、茨城ロボッツ）
- 内尾聡理（プロバスケットボール選手、ファイティングイーグルス名古屋）

#### バレーボール
- 鍬田憲伸（バレーボール選手、ヴォレアス北海道）
- 山岸隼（バレーボール選手、ヴォレアス北海道）
- 松本慶彦（バレーボール選手、堺ブレイザーズ）
- 徳元幸人（元バレーボール選手、JTサンダーズ）
- 浅川敏（元バレーボール選手、パナソニック・パンサーズ、天理大学男子バレーボール部監督）
- 谷村孝（元バレーボール選手、パナソニック・パンサーズ）
- 関田誠大（バレーボール選手、ジェイテクトSTINGS愛知、2020年東京オリンピック・2024年パリオリンピック7位入賞）
- 石川祐希（バレーボール選手、シル・スーサ・ヴィム・ペルージャ（イタリア）、2020年東京オリンピック・2024年パリオリンピック7位入賞）
- 富田将馬（バレーボール選手、パナソニック パンサーズ、2024年パリオリンピック7位入賞）
- 福澤達哉（元バレーボール選手、パナソニック・パンサーズ、2009年ワールドグランドチャンピオンズカップ銅メダリスト、2008年北京オリンピック日本代表）
- 森山輝久（元バレーボール選手、1964年東京オリンピック銅メダリスト）
- 白神守（元バレーボール選手、1968年メキシコシティーオリンピック銀メダリスト、元日本鋼管/NKKナイツバレーボール部監督）
- 木村憲治（元バレーボール選手、1968年メキシコシティーオリンピック銀メダリスト、1972年ミュンヘンオリンピック金メダリスト、元日本バレーボール協会会長）
- 嶋岡健治（元バレーボール選手、1968年メキシコシティーオリンピック銀メダリスト、1972年ミュンヘンオリンピック金メダリスト、元日本バレーボール協会代表理事会長）
- 小泉勲（元バレーボール選手、1968年メキシコシティーオリンピック銀メダリスト）
- 三森泰明（元バレーボール選手、1968年メキシコシティーオリンピック銀メダリスト）
- 横田忠義（元バレーボール選手、1968年メキシコシティーオリンピック銀メダリスト、1972年ミュンヘンオリンピック金メダリスト〈ビッグスリーの一角〉、1976年モントリオールオリンピック4位入賞、元バレーボール日本女子代表監督）
- 丸山孝（元バレーボール、1976年モントリオールオリンピック4位入賞）
- 笠間裕治（元バレーボール選手、1988ソウルオリンピック日本代表）
- 竹内実（元バレーボール選手、NECブルーロケッツ監督）
- 栗生澤淳一（元バレーボール選手、1992年バルセロナオリンピック日本代表、元中央大学監督、福井工業大学バレーボール部監督）
- 菊間崇祠（バレーボール指導者 / 菊間千乃の父）
- 松永理生（元バレーボール選手、豊田合成トレフェルサ（現・ウルフドッグス名古屋）、元中央大学バレーボール部（男子部）監督、元東山高等学校バレーボール部監督、サントリーサンバーズ大阪アシスタントコーチ）

#### ラグビー
- 茂原隆由（ラグビー選手、静岡ブルーレヴズ、日本代表）
- 綿井永寿（日本体育大学ラグビー部元監督、日本体育大学第６代学長）
- 今里良三（元日本代表選手・監督、花園近鉄ライナーズアドバイザー）
- 村田義弘（元日本代表選手、元中央大学ラグビー部監督）
- 長谷川慎（元プロラグビー選手、元日本代表選手、静岡ブルーレヴズアシスタントコーチ、ラグビーワールドカップ2019 日本代表スクラムコーチ、ラグビーワールドカップ2023 日本代表アシスタントコーチ）
- 小野澤宏時（元プロラグビー選手、ラグビーワールドカップ2003・ラグビーワールドカップ2007・ラグビーワールドカップ2011日本代表選手、キヤノンイーグルス、静岡県ラグビーフットボール協会理事）
- 藤田望（元ラグビー選手、ホンダヒート（現・三重ホンダヒート）、ラグビーワールドカップ2011日本代表選手）
- 鈴木貴士（元ラグビー選手、7人制日本代表選手、クボタスピアーズ、7人制ラグビー女子日本代表ヘッドコーチ）
- 真壁伸弥（元ラグビー選手、ラグビーワールドカップ2015日本代表選手、サントリーサンゴリアス、ラグビー解説者）
- 長谷川圭太（元ラグビー選手、サントリーサンゴリアス）
- 長友泰憲（元ラグビー選手、日本代表選手、サントリーサンゴリアス）
- 羽野一志（元ラグビー選手、2016年リオデジャネイロオリンピック、2020年東京オリンピック7人制ラグビー日本代表選手、NTTコミュニケーションズシャイニングアークス）

#### 大相撲
- 一山本大生（現役大相撲力士、二所ノ関部屋→放駒部屋）
- 矢後太規（現役大相撲力士、尾車部屋→押尾川部屋）
- 納谷幸林（現役大相撲力士、大嶽部屋）
- 豪ノ山登輝（現役大相撲力士、境川部屋→武隈部屋）
- 栃武蔵陽太（現役大相撲力士、春日野部屋）
- 風賢央厳太（現役大相撲力士、押尾川部屋）
- 出島武春（元大相撲力士、日本相撲協会年寄大鳴戸、武蔵川部屋、最高位は大関）
- 玉春日良二（元大相撲力士、日本相撲協会年寄片男波、片男波部屋、最高位は関脇）
- 豪風旭（元大相撲力士、日本相撲協会年寄押尾川、尾車部屋、最高位は関脇）
- 豊國範（元大相撲力士、時津風部屋、最高位は小結）
- 若孜浩気（元大相撲力士、松ヶ根部屋、最高位は前頭12枚目）
- 筑後山一政（元大相撲力士、立浪部屋、最高位は十両2枚目）
- 魁道康弘（元大相撲力士、友綱部屋、最高位は十両4枚目）
- 武哲山剛（元大相撲力士、武蔵川部屋、最高位は十両11枚目）

- 村上光昭（元大相撲力士、井筒部屋、最高位は幕下13枚目）
- 若八嶋泰成（元大相撲力士、松ヶ根部屋、最高位は幕下16枚目）

#### 柔道
- 岡野功（1964年東京オリンピック柔道金メダリスト、流通経済大学名誉教授、柔道部部長）
- 関根忍（1972年ミュンヘンオリンピック柔道金メダリスト、元警視庁主席師範、平成国際大学師範）
- 津沢寿志
- 高橋宏明
- 初瀬勇輔（2008年北京パラリンピック日本代表、株式会社ユニバーサルスタイル代表取締役、NPO法人日本視覚障害者柔道連盟会長）

#### 空手
- 鈴木正文（空手家、日本正武館館長、全日本硬式空手道連盟会長、検事、弁護士）
- 青木宏之（武道家、天真会代表、元中央大学空手部主将）
- 佐藤勝昭（空手家）
- 松井章圭（空手家、極真会館館長、実業家）
- 山田雅稔（空手家、極真会館総本部長、公認会計士）

#### ボクシング
- 芳賀勝男（元プロボクサー、1960年ローマオリンピック出場）
- 田辺清（元プロボクサー、1960年ローマオリンピック銅メダリスト）
- 渡辺勝治（元ボクサー、1960年ローマオリンピック出場）
- 桜井孝雄（1964年東京オリンピックボクシング金メダリスト）
- 関義文（元ボクサー、1976年モントリオールオリンピック出場）
- 内山昇（元ボクサー、1976年モントリオールオリンピック出場）
- 副島保彦（1980年モスクワオリンピックボクシング棄権（ボイコット））
- 川上雅史（1992年バルセロナオリンピックボクシング出場、中央大学ボクシング部テクニカルコーチ）
- 三田村拓也（元プロボクサー）
- 天田ヒロミ（元K-1格闘家・キックボクサー、元中央大学ボクシング部主将）
- 但馬ミツロ（プロボクサー、KWORLD3ボクシングジム、第4代日本ヘビー級王者）
- 永田丈晶（プロボクサー、協栄ボクシングジム、第59代日本フライ級王者）
- 三代大訓（プロボクサー、横浜光ボクシングジム、第65代日本ライト級王者）
- 保田克也（プロボクサー、大橋ボクシングジム、WBOアジアパシフィックライト級王者）
- 川浦龍生（プロボクサー、三迫ボクシングジム、WBOアジアパシフィックスーパーフライ級王者、元中央大学ボクシング部主将）
- 岡澤セオン（アマチュアボクサー、大橋ボクシングジム、2020年東京オリンピック出場、2021年AIBA世界ボクシング選手権ウェルター級金メダリスト、2024年パリオリンピック出場、元中央大学ボクシング部主将）
- 牧野草子（アマチュアボクサー、自衛隊体育学校、ワールドボクシングカップファイナル2024 51kg級（フライ級）銅メダリスト）

#### レスリング
- 桜庭和志（総合格闘家、UFC殿堂入り、株式会社ラバーランド代表取締役、元中央大学レスリング部主将）
- 諏訪魔（プロレスラー、プロレスリング・エボリューション代表取締役社長、元中央大学レスリング部主将）
- 稲津航（総合格闘家）
- 芳賀ビラル海（総合格闘家）
- 安齊勇馬（プロレスラー、全日本プロレス所属）
- 石井庄八（1952年ヘルシンキオリンピック金メダリスト）
- 笹原正三（1956年メルボルンオリンピック金メダリスト、国際レスリング連盟副会長、JOC副会長、日本レスリング協会会長）
- 兼子隆（1960年ローマオリンピック４位入賞）
- 北村光治（1960年ローマオリンピック5位入賞）
- 池田三男（1956年メルボルンオリンピック金メダリスト）
- 新間寿（元プロレスラー、元新日本プロレス営業本部長、スポーツ平和党幹事長）
- 浅井正（1956年メルボルンオリンピック4位入賞）
- 佐藤多美治（1960年ローマオリンピック4位入賞）
- 渡辺長武（1964年東京オリンピック金メダリスト）
- 中田茂男（1968年メキシコシティーオリンピック金メダリスト）
- 鎌田誠（1972年ミュンヘンオリンピック出場、日本レスリング協会理事）
- ジャンボ鶴田（元プロレスラー、1972年ミュンヘンオリンピックグレコローマン（100kg以上級）出場、第30代AWA世界ヘビー級王者、筑波大学講師、慶應義塾大学講師、ポートランド大学教授）
- 村島克哉（プロレスラー、新日本プロレス所属）

#### 陸上
- 飯塚翔太（陸上短距離選手、ミズノ、2016年リオデジャネイロオリンピックの陸上競技・男子4×100mリレー銀メダリスト、2020年東京オリンピック・2024年パリオリンピック200m日本代表、オリンピック4大会連続出場）
- 篠塚麻衣（陸上選手、ユニバーサルエンターテイメント)
- 五島莉乃（陸上長距離選手、資生堂、2024年パリオリンピック女子10000m日本代表）
- ヘンプヒル恵（陸上七種競技、アトレ、2017年第22回アジア陸上競技選手権大会七種競技銀メダリスト）
- 田代菊之助（元陸上長距離選手、1924年パリオリンピックマラソン日本代表、中央大学初のオリンピアン[9]）
- 佐々木吉蔵（元陸上短距離選手、1936年ベルリンオリンピック100m出場、元東京学芸大学教授、日本体育大学名誉教授）
- 相原豊次（元陸上短距離選手、1936年ベルリンオリンピック400m・4×400mリレー日本代表）
- 村社講平（元陸上長距離選手、1936年ベルリンオリンピック10000m4位入賞・5000m4位入賞、毎日新聞社取締役）
- 田中秀雄 （元陸上長距離選手、1936年ベルリンオリンピック5000m・3000m障害日本代表）
- 阿部功（元陸上ハンマー投選手、1936年ベルリンオリンピックハンマー投日本代表）
- 西内文夫（元陸上十種競技選手、1951年アジア競技大会（ニューデリー）十種競技金メダル、1954年アジア競技大会 （マニラ）十種競技銀メダル、元中央大学陸上競技部監督）
- 西田勝雄（元陸上長距離選手、1952年ヘルシンキオリンピックマラソン日本代表）
- 室矢芳隆（元陸上中距離選手、1952年ヘルシンキオリンピック4×400mリレー、1956年メルボルンオリンピック4×400mリレー・800m日本代表）
- 井上治（元陸上長距離選手、1952年ヘルシンキオリンピック5000m日本代表、1954年アジア競技大会（マニラ）5000m金メダリスト、1958年アジア競技大会（東京）5000m金メダリスト（大会二連覇））
- 岡野栄太郎（元短距離走選手・ジャーナリスト、1951年アジア競技大会（ニューデリー）400mおよび男子400mハードル金メダリスト、1952年ヘルシンキオリンピック400mハードル・4×400mリレー日本代表、毎日新聞社取締役）
- 田島政次（元三段跳・走幅跳・陸上短距離選手、1952年ヘルシンキオリンピック走幅跳・100m日本代表、1954年アジア競技大会（マニラ）400mリレー金メダリスト、1956年メルボルンオリンピック走幅跳・400mリレー日本代表）
- 高橋ヨシ江（元陸上走幅跳選手、1956年メルボルンオリンピック走幅跳日本代表、元中央大学監督、元日本陸上競技連盟女子部長）
- 志田順子（元陸上やり投選手、1956年メルボルンオリンピックやり投日本代表、1958年アジア競技大会（東京）女子やり投金メダリスト）
- 清藤享（元陸上短距離走選手、1956年メルボルンオリンピック男子100m、男子200m、男子400mリレー出場）
- 赤木完次（元陸上短距離走選手、1956年メルボルンオリンピック400m出場、1958年アジア競技大会（東京）400m金メダリスト）
- 潮喬平（元陸上短距離走選手、1956年メルボルンオリンピック男子100m日本代表、1958年アジア競技大会（東京）100m・4×100mリレー各銀メダリスト）
- 柴田宏（元陸上三段跳選手、1956年メルボルンオリンピック・1960年ローマオリンピック三段跳および4X100m日本代表）
- 松田靖子（陸上砲丸投選手、1960年ローマオリンピック女子砲丸投げ日本代表、1962年アジア競技大会（ジャカルタ）砲丸投銀メダリスト）
- 安間之重（元陸上走幅跳選手、1960年ローマオリンピック走幅跳出場）
- 福田晶子（元陸上走幅跳選手、1960年ローマオリンピック女子走幅跳出場）
- 金井秀太（元陸上やり投選手、1964年東京オリンピック出場、1962年アジア競技大会（ジャカルタ）やり投銅メダリスト）
- 渡辺和己(元陸上長距離選手、1960年ローマオリンピックマラソン・1964年東京オリンピック10000m日本代表）
- 岡崎高之（元陸上三段跳・走幅跳選手、1960年ローマオリンピック走幅跳、1964年東京オリンピック三段跳日本代表、元新日鉄君津陸上競技部監督）
- 石部安浩（元陸上走高跳選手、元中央大学陸上競技部監督、元日本陸連強化委員、1995年ユニバーシアード福岡大会日本女子監督、元中央大学教授）
- 油井潔雄（元陸上400mハードル選手、1964年東京オリンピック・1968年メキシコシティーオリンピック日本代表、1966年アジア競技大会（バンコク）400mハードルおよび4×400mリレー金メダリスト）
- 森本葵（元陸上中距離選手、1964年東京オリンピック800m日本代表、元男子800メートル競走日本記録保持者、元駒澤大学陸上競技部監督、駒澤大学名誉教授）
- 山口東一（元陸上中距離選手、1964年東京オリンピック1500m日本代表）
- 岩下察男（元陸上中距離選手、旭化成、1964年東京オリンピック5000m日本代表、1962年アジア競技大会（ジャカルタ）・1966年アジア競技大会（バンコク）1500m銅メダリスト）
- 猿渡武嗣（元陸上中距離選手、1964年東京オリンピック・1968年メキシコシティーオリンピック3000m障害日本代表）
- 横溝三郎（元陸上長距離選手、1964年東京オリンピック3000m障害日本代表、元パナソニック女子陸上競技部監督、元東京国際大学駅伝部監督）
- 円谷幸吉（元陸上長距離選手、1964年東京オリンピックマラソン銅メダリスト・10000m6位入賞）
- 笠原章平（元陸上ハンマー投選手、1964年東京オリンピックハンマー投出場）
- 大坪政士（元陸上棒高跳選手、1964年東京オリンピック男子棒高跳出場）
- 木崎正子（元陸上中距離走選手、1964年東京オリンピック女子800m出場、元中央大学陸上競技部コーチ）
- 碓井哲雄（元陸上長距離選手、元神奈川工科大学監督、日本陸上競技連盟・日本オリンピック委員会強化コーチ、箱根駅伝解説者）
- 稲岡美千代（元陸上走高跳選手、1972年ミュンヘンオリンピック女子走高跳出場）
- 垣守博（元陸上110m・400mハードル選手、1985年アジア陸上競技選手権大会（シンガポール）110mH6位・400mH3位入賞）
- 大志田秀次（元陸上中距離選手、ホンダ（現・Honda陸上競技部）、1986年アジア競技大会（ソウル）1500m金メダリスト、本田技研コーチ兼中央大陸上競技部駅伝コーチ、元東京国際大学駅伝部監督、元Honda陸上競技部エグゼクティブアドバイザー、 明治大学体育会競走部駅伝監督）
- 浦田春生（元陸上長距離選手、元ホンダ監督、元中央大学陸上競技部駅伝監督、1992年バルセロナオリンピック10000m日本代表）
- 吉崎修（元陸上長距離選手、NKK競走部）
- 谷川聡（元陸上短距離選手、2000年シドニーオリンピック、2004年アテネオリンピック110mハードル日本代表）
- 佐藤信之（元陸上長距離選手、1999年世界陸上競技選手権大会男子マラソン銅メダリスト、2000年シドニーオリンピック男子マラソン日本代表、トヨタ自動車監督、亜細亜大学陸上競技部監督)
- 山内美根子（元陸上長距離選手、資生堂、1999年パリマラソン3位入賞）
- 高橋憲昭（元陸上長距離選手、DeNA Running Club）
- 榎木和貴（元陸上長距離選手、旭化成、沖電気、トヨタ紡織監督、創価大学駅伝部監督）
- 柿沼和恵（元陸上走短距離選手、元400m日本記録保持者）
- 吉田文代（元陸上三段跳選手、2007年世界陸上競技選手権大会（大阪市）女子三段跳日本代表、中央大学女子陸上競技部コーチ）
- 鈴木真紀（元陸上中距離選手、ノーリツ）
- 小出正子（元陸上長距離選手、積水化学）
- 松田和宏（元陸上長距離選手、佐川急便、学校法人石川高等学校教諭・陸上部顧問）
- 藤原正和 （元陸上長距離選手、初マラソン日本最高記録保持者、ホンダ 、東京マラソン2010優勝、中央大学陸上競技部駅伝監督）
- 田子雅（元陸上400mハードル選手、ニシ・スポーツ、2010年アジア競技大会（広州）400mハードル日本代表）
- 川面聡大（元陸上短距離選手、2011年アジア陸上競技選手権大会（神戸市）100m3位、4x100mリレー優勝）
- 舘野哲也（元陸上400mハードル選手、2012年ロンドンオリンピック400mハードル日本代表）
- 山本亮（元陸上長距離選手、佐川急便、2012年ロンドンオリンピック男子マラソン日本代表、中央大学陸上競技部コーチ）
- 大石港与（陸上長距離選手、トヨタ自動車陸上長距離部、中央大学陸上競技部コーチ）
- 谷口耕太郎（元陸上短距離選手、2015年世界リレー選手権大会男子4×100mリレー銅メダリスト）
- 上野裕一郎（陸上長距離選手、ヱスビー食品、元立教大学体育会陸上競技部男子駅伝監督、ひらまつ病院）
- 諸田実咲（陸上棒高跳選手、アットホーム、女子棒高跳日本記録保持者）
- 田母神一喜（陸上中距離選手、合同会社IIIF(スリーエフ）代表）
- 中野翔太（陸上長距離選手、Honda陸上競技部）
- 吉居大和（陸上長距離選手、トヨタ自動車陸上長距離部）

#### 水泳
- 開田幸一（元競泳選手、1960年ローマオリンピック競泳4×100mメドレーリレー銅メダリスト）
- 藤本達夫（元競泳選手、1960年ローマオリンピック競泳4×200m自由形リレー銀メダリスト、1964年東京オリンピック4×100m自由形リレー4位入賞）
- 塚崎修治（元競泳選手、元400m・800m・1500m自由形日本記録保持者）
- 松下幸広（元競泳選手、1994年アジア競技大会（広島）100m自由形・400mフリーリレー・400mメドレーリレー三冠、1996年アトランタオリンピック日本代表、100m自由形元日本記録保持者）
- 山野井智広（元競泳選手、2001年世界水泳選手権50m自由形銅メダリスト）
- 谷口晋矢（元競泳選手、2000年シドニーオリンピック競泳400ｍ個人メドレー8位入賞）
- 田中雅美（元競泳選手、1996年アトランタオリンピック200m平泳ぎ5位入賞、2000年シドニーオリンピック競泳4×100mメドレーリレー銅メダリスト、2004年アテネオリンピック100ｍ平泳ぎ4位・400mメドレーリレー5位入賞、コメンテーター「シューイチ」出演他）
- 河本耕平（元競泳選手、元バタフライ100m日本記録保持者）
- 源純夏（元競泳選手、2000年シドニーオリンピック競泳4×100mメドレーリレー銅メダリスト）
- 中村真衣（元競泳選手、2000年シドニーオリンピック競泳100m背泳ぎ銀メダリスト、4×100mメドレーリレー銅メダリスト）
- 磯田順子（元競泳選手、2000年シドニーオリンピック女子100m・200m平泳ぎ出場）
- 細川大輔（元競泳選手、2005年世界水泳選手権競泳4×100mメドレーリレー銅メダリスト、2007年世界水泳選手権4×100mメドレーリレー銀メダリスト）
- 塩浦慎理（競泳選手、HITOMIOテクノロジーズ、2013年世界水泳選手権400mメドレーリレー銅メダリスト、2016年リオデジャネイロオリンピック、2020年東京オリンピック日本代表）
- 砂間敬太（競泳選手、株式会社エントリー、2020年東京オリンピック日本代表）
- 大本里佳（元競泳選手、2020年東京オリンピック日本代表）
- 池本凪沙（競泳選手、イトマン東京所属、2020年東京オリンピック・2024年パリオリンピック日本代表）

#### 自転車競技
- 岡田晴光（1984年ロサンゼルスオリンピック出場）
- 飯島誠（ロードレース&トラックレース選手、2004年アテネオリンピック出場、2008年北京オリンピック8位入賞、2016年リオデジャネイロオリンピック自転車中距離ヘッドコーチ、元TEAM BRIDGESTONE Cycling総監督）
- 綾部勇成（元ロードレース選手、中退）
- 今村駿介（ロードレース&トラックレース選手、Team NIPPO、2023年世界選手権自転車競技大会トラックレースオムニアム銅メダル、 2023年アジア自転車競技選手権大会トラック マディソン優勝・チームパシュート優勝、2024年パリオリンピック自転車トラックレース男子マディソン6位入賞）

#### 競輪・ケイリン
- 佐藤仁（1984年ロサンゼルスオリンピック出場）
- 柴崎俊光（中退）
- 添田広福（1978年アジア競技大会（バンコク）個人追い抜き3位入賞、指導者）
- 成田和也（2006年アジア競技大会（ドーハ）男子チームスプリント金メダリスト）
- 野口大誠（中退）
- 日吉克実（元陸上短距離選手、200m日本中学記録保持者）
- 前反祐一郎
- 町島洋一（1976年モントリオールオリンピック出場）
- 松永将
- 市田龍生都（2025年アジア自転車競技選手権大会（マレーシア・ニライ）1kmTT 金メダリスト）

#### 卓球
- 角田啓輔（卓球選手、世界卓球選手権金メダリスト）
- 阿部多津子（卓球選手、世界卓球選手権銅メダリスト）
- 関正子　（卓球選手、世界卓球選手権金メダリスト）
- 三木圭一（卓球選手、世界卓球選手権銀メダリスト）
- 濱田美穂（卓球選手、世界卓球選手権金メダリスト）
- 横田幸子（卓球選手、世界卓球選手権銀メダリスト）
- 渡辺裕子（卓球選手）
- 和田理枝（卓球選手、全日本卓球選手権シングルス優勝）
- 梅村優香（卓球選手、サンリツ）

#### ハンドボール
- 部井久アダム勇樹（ハンドボール選手、ジークスター東京、2020年東京オリンピック・2024年パリオリンピック日本代表）
- 北詰明未 (ハンドボール選手、トヨタ車体BRAVE KINGS、日本代表)
- 杉岡尚樹  (ハンドボール選手、トヨタ車体BRAVE KINGS、2020年東京オリンピック・2024年パリオリンピック日本代表)
- 蒲生晴明（元ハンドボール選手、1976年モントリオールオリンピック・（1980年モスクワオリンピック棄権（ボイコット））・1984年ロサンゼルスオリンピック日本代表、元日本代表監督、元中部大学監督、中部大学人間力創成教育院 健康とスポーツ教育プログラム教授）
- 中川善雄（元プロハンドボール選手、日本代表主将）

#### フェンシング
- 上野優佳（フェンシング選手、エア・ウォーター株式会社、2020年東京オリンピック女子フルーレ個人・団体6位入賞、2024年パリオリンピック女子フルーレ団体銅メダリスト、大分県民栄誉賞）
- 江村美咲（プロフェンシング選手、立飛ホールディングス、2020年東京オリンピック女子サーブル団体5位入賞、2024年パリオリンピック女子サーブル団体銅メダリスト、大分県民栄誉賞）
- 永野雄大（フェンシング選手、NEXUS、2022高円宮杯フェンシングワールドカップ東京男子フルーレ銅メダリスト、2020年東京オリンピック男子フルーレ団体4位入賞、2024年パリオリンピック男子フルーレ団体金メダリスト、紫綬褒章受章）
- 古俣聖（フェンシング選手、本間組、2024フェンシングワールドカップ（フランス）男子エペ団体金メダリスト、2024年パリオリンピック男子エペ団体銀メダリスト、新潟県民栄誉賞）
- 向江彩伽（フェンシング選手、城北信用金庫、2022年第29回東京都シニア女子サーブル個人選手権2位）
- 大川平三郎（元フェンシング選手、1960年ローマオリンピック・1964年東京オリンピック・1968年メキシコシティーオリンピック日本代表）
- 千田健一（元フェンシング選手、1980年モスクワオリンピックフェンシング棄権（ボイコット）、日本フェンシング協会会長）
- 江村宏二（元フェンシング選手、1988年ソウルオリンピック出場、2008年北京オリンピックフェンシング日本代表監督、株式会社エクスドリーム・スポーツ代表取締役社長）
- 永野義秀（元フェンシング選手、NEXUS FENCING CLUBシニアコーチ、1992年バルセロナオリンピック出場、1994年アジア競技大会（広島）男子フルーレ個人銀メダリスト）
- 千田健太（元フェンシング選手、2008年北京オリンピック出場、2012年ロンドンオリンピックフルーレ団体銀メダリスト）
- 加藤響（フェンシング選手、オリエンタル酵母工業）

#### ローイング
- 宮浦真之（漕艇選手、 NTT-ME 、2022年アジア競技大会（杭州）男子軽量級ダブルスカル5位・男子エイト5位入賞、2024年パリオリンピック日本代表、元中央大学漕艇部主将）
- 飯田綾（元漕艇選手）
- 今井裕介（元漕艇選手）
- 大江英雄（元漕艇選手、1964年東京オリンピック日本代表）
- 三好悟（元漕艇選手、1984年ロサンゼルスオリンピック、1988年ソウルオリンピック日本代表）
- 田邉保典（元漕艇選手、1992年バルセロナオリンピック・1996年アトランタオリンピック・2000年シドニーオリンピック日本代表、元NTT東日本漕艇部監督、慶應義塾体育会端艇部ヘッドコーチ）
- 児玉剛始（元漕艇選手、1996年アトランタオリンピック日本代表、中央大学漕艇部男子コーチ）

#### 射撃
- 山下敏和（ライフル射撃選手、2008年北京オリンピック、2016年リオデジャネイロオリンピック日本代表）
- 清水綾乃（女子射撃競技選手、ライフル射撃）

#### テニス
- 内山勝（元テニス選手、指導者、解説者。元フェデレーション・カップ代表監督）
- 福井烈（テニス解説者、2020年東京オリンピック日本選手団・団長）

#### バドミントン
- 西本拳太（バドミントン選手、ジェイテクト、2018年アジア競技大会（ジャカルタ）男子団体・男子シングルス銅メダリスト、2023年スペイン・マスターズ優勝、2024年パリオリンピック日本代表）
- 秋山真男（元バドミントン選手、1966年全英オープンシングル初出場・日本人初準優勝、元山梨県バドミントン協会会長）
- 小島一平（元バドミントン選手、1970年デンマークオープンシングルス優勝）
- 銭谷欽治（元バドミントン選手、三洋電機部長、元日本バドミントン協会専務理事）
- 藤本ホセマリ（元バドミントン選手、元日本ユニシス所属、中央大学バドミントン部コーチ）

#### スキー
- 若狭繁行（元スキージャンプ選手）
- 今井博幸（元クロスカントリースキー選手、1998年長野オリンピック4×10kmリレー7位入賞、2002年ソルトレークシティオリンピック50kmクラシカル7位入賞、中央大学スキー部コーチ）
- 大日方邦子（元パラリンピックアルペンスキー選手、元NHKディレクター、電通グループフェロー及び電通総研副所長、2006年トリノパラリンピックアルペンスキー女子大回転座位金メダリスト、パラリンピック5大会連続出場、中央大学法学部卒）
- 吉田圭伸（元クロスカントリースキー選手、東川町役場、2014年ソチオリンピック男子40キロリレー、2018年平昌オリンピック男子50kmマススタートクラシック出場）

#### アイスホッケー
- 中島彰吾（プロアイスホッケー選手、レッドイーグルス北海道）
- 古橋真来（プロアイスホッケー選手、H.C.栃木日光アイスバックス）
- 鈴木健斗（プロアイスホッケー選手、H.C.栃木日光アイスバックス）
- 蓑島圭悟（プロアイスホッケー選手、横浜GRITS）
- 権平優斗（プロアイスホッケー選手、横浜GRITS）
- 畑山隆貴（プロアイスホッケー選手、横浜GRITS）

#### 重量挙
- 八田信之（元重量挙げ選手、1968年メキシコシティーオリンピックライト級4位入賞、元札幌市議会議員（4期）西区選出、元北海道議会議員（1期）札幌市西区選出）
- 真鍋和人（元重量挙げ選手、1984年ロサンゼルスオリンピック男子52kg級銅メダリスト）

#### その他のスポーツ選手
- 貫田宗男（登山家）
- 小山武明（プロゴルファー、ゴルフ解説者、タレント（タケ小山））
- 河野大（ボートレーサー）
- 小林宏（元カーリング選手、指導者、解説者）
- 九里徳泰（冒険家）
- 山内伸弥（ラリードライバー）
- 木暮賢一郎（元プロフットサル選手、元フットサル日本代表監督）
- 室屋義秀（エアレースパイロット、株式会社パスファインダー代表取締役）
- 塩田泰久（合気道家、塩田剛三の息子、SIAF〔塩田国際合気道連盟〕代表）
- 島田道男（武道家）
- 上原博之（JRA日本中央競馬会調教師）
- 尾形和幸（JRA日本中央競馬会調教師）
- 牧光二（JRA日本中央競馬会調教師）

### 宗教
- 戸田城聖（創価学会第2代会長、 北海道厚田村（現石狩市厚田区）栄誉村民）
- 森田一哉（創価学会第6代理事長）
- 東伏見慈晃（天台宗・青蓮院第49代門主、旧皇族）
- 佐々木将人（神道神官、合気道師範 / 植芝盛平、中村天風に師事）
- 石川公一（元オウム真理教幹部）
- 堀洋八郎（宗教団体 次世紀ファーム研究所代表）

### NPO・国連・ボランティア
- 佐々木公一（NPO法人わの会理事長、ALS患者）
- 瀬谷ルミ子（認定NPO法人Reach Alternatives（REALs）理事長、株式会社JCCP M取締役）
- 今野晴貴（労働運動家・社会学者、NPO法人POSSE代表理事、ブラック企業対策プロジェクト設立・共同代表）

#### 翻訳家
- 川口正吉（翻訳家）
- 鈴木導（吹き替え、字幕翻訳家、点字翻訳家）「刑事コロンボ」シリーズ他
- 高橋祐次郎（ドイツ語翻訳家）
- 八百板洋子（翻訳家）
- 小須田健（翻訳家、レッシング翻訳賞）
- 蓮池薫（翻訳家、新潟産業大学経済学部教授、元北朝鮮による拉致被害者）
- 中村融（SF翻訳家、SF研究者）
- 菊池光（翻訳家）
- 浜野輝（翻訳家、H・G・ウェルズ研究家）
- 笠井亮平（著作家、翻訳家、南アジア研究者）

## 論文博士
- 守屋善輝 - 法学、中央大学名誉教授
- 戸田修三 - 法学、元中央大学学長、名誉教授、日本私立学校振興・共済事業団初代理事長、旧司法試験第二次試験考査委員
- 白羽祐三 - 法学、中央大学名誉教授、弁護士
- 高窪利一 - 法学、中央大学名誉教授、弁護士、公認会計士第二次試験考査委員
- 清水睦 - 法学、中央大学名誉教授
- 加美和照 - 法学、中央大学名誉教授
- 土本武司 - 法学、最高検察庁検事、筑波大学名誉教授、白鴎大学名誉教授
- 小島武司 - 法学、中央大学名誉教授、桐蔭横浜大学第2代学長、桐蔭横浜大学名誉教授、元日本民事訴訟法学会理事長
- 山下泰子 - 法学、文京学院大学名誉教授
- 古野豊秋 - 法学、元桐蔭横浜大学法科大学院教授、弁護士
- 椎橋隆幸 - 法学、中央大学名誉教授、警察大学校名誉教授、弁護士
- 丸山秀平 - 法学、中央大学名誉教授、公認会計士第二次試験考査委員（1997-2000）・旧司法試験第二次試験考査委員（2000-2005）
- 加藤久和 - 経済学、明治大学政治経済学部教授
- 岩橋清美 - 史学、國學院大學文学部教授
- 私市正年 - 史学、上智大学名誉教授